# Biserica de lemn din Muncel

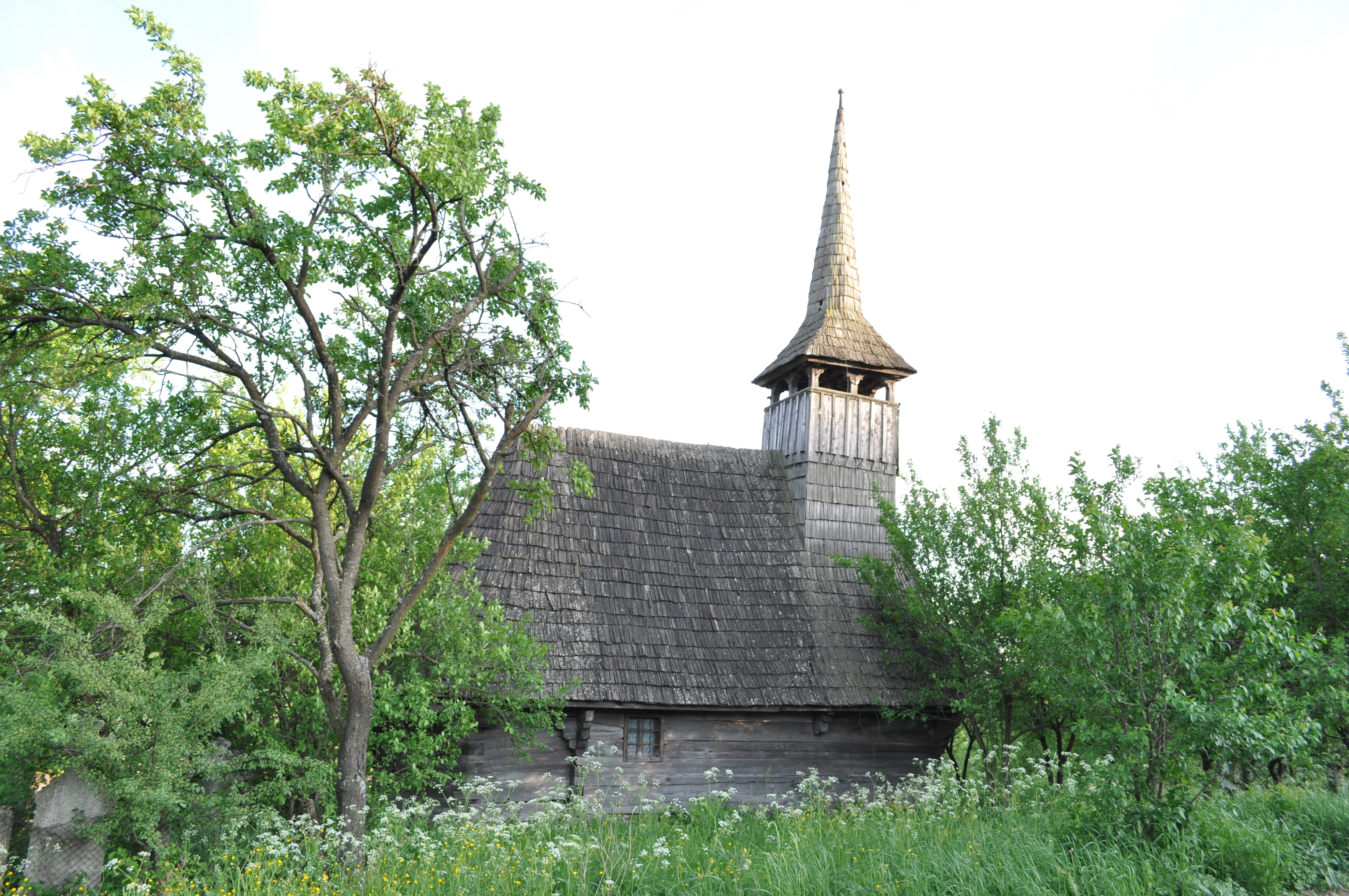
Biserica de lemn „Sfântul Nicolae” din Muncel, județul Cluj, foto: mai 2012.

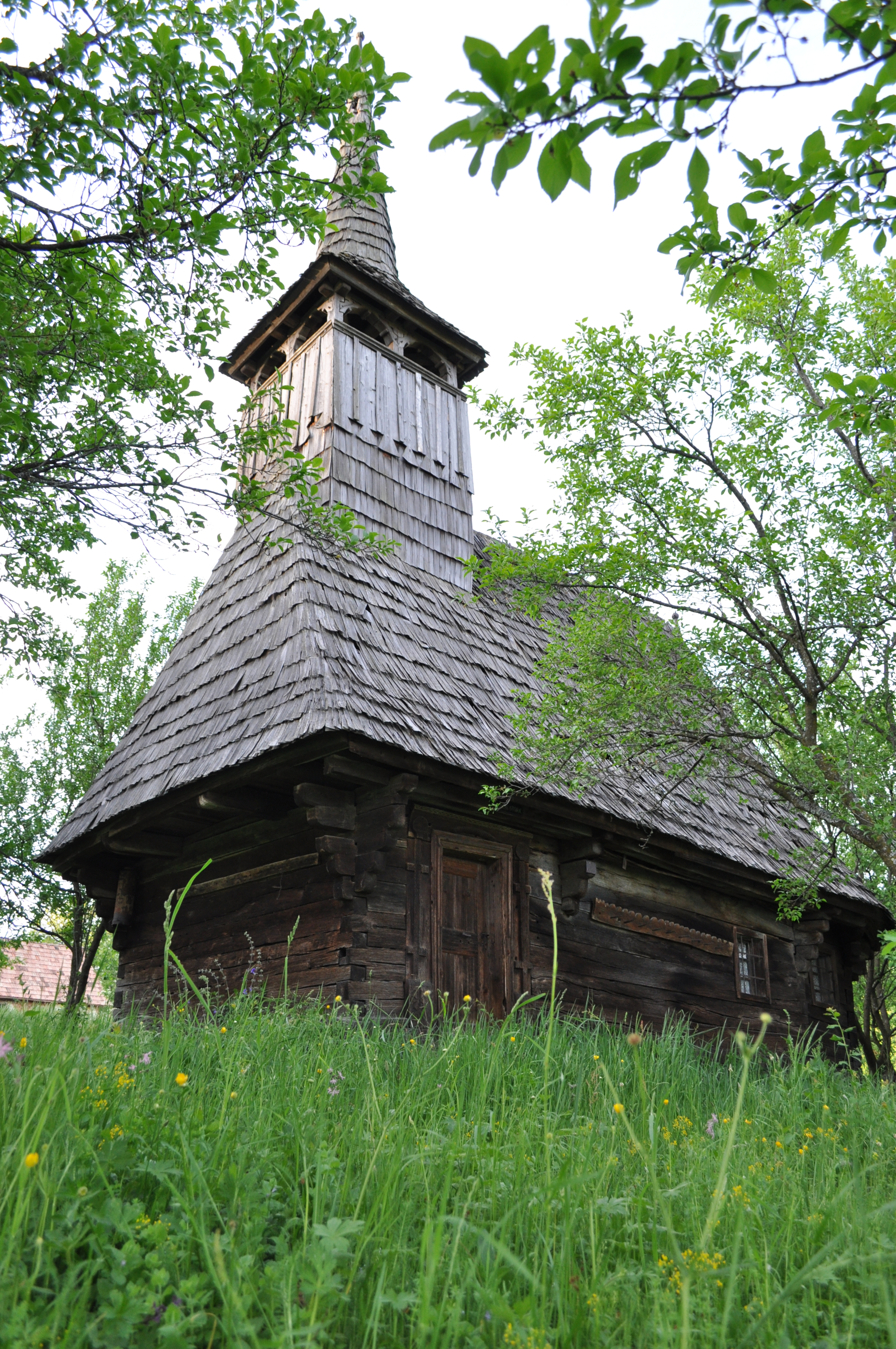
Biserica de lemn „Sfântul Nicolae” din Muncel, județul Cluj, foto: mai 2012.

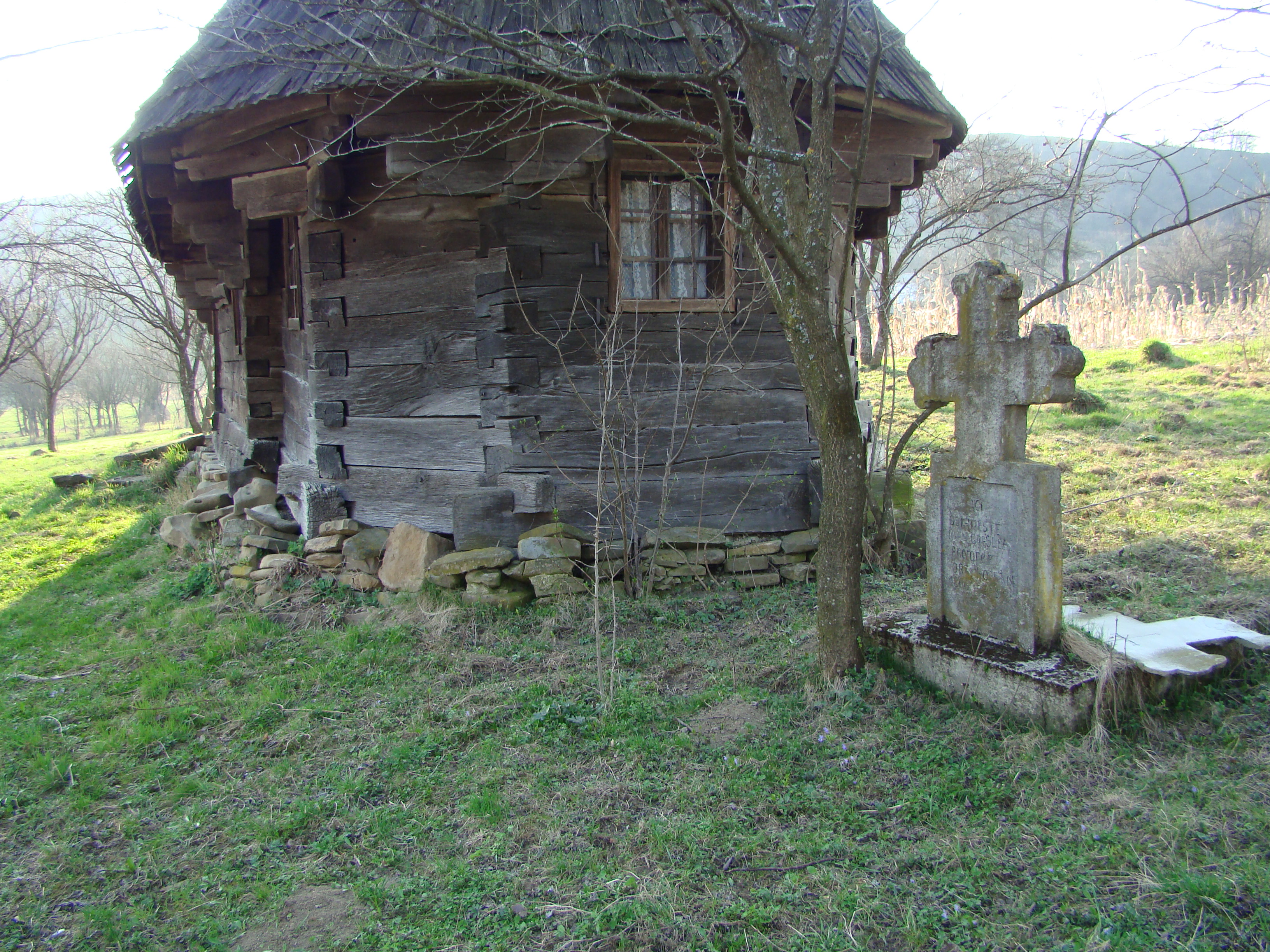
Absida altarului

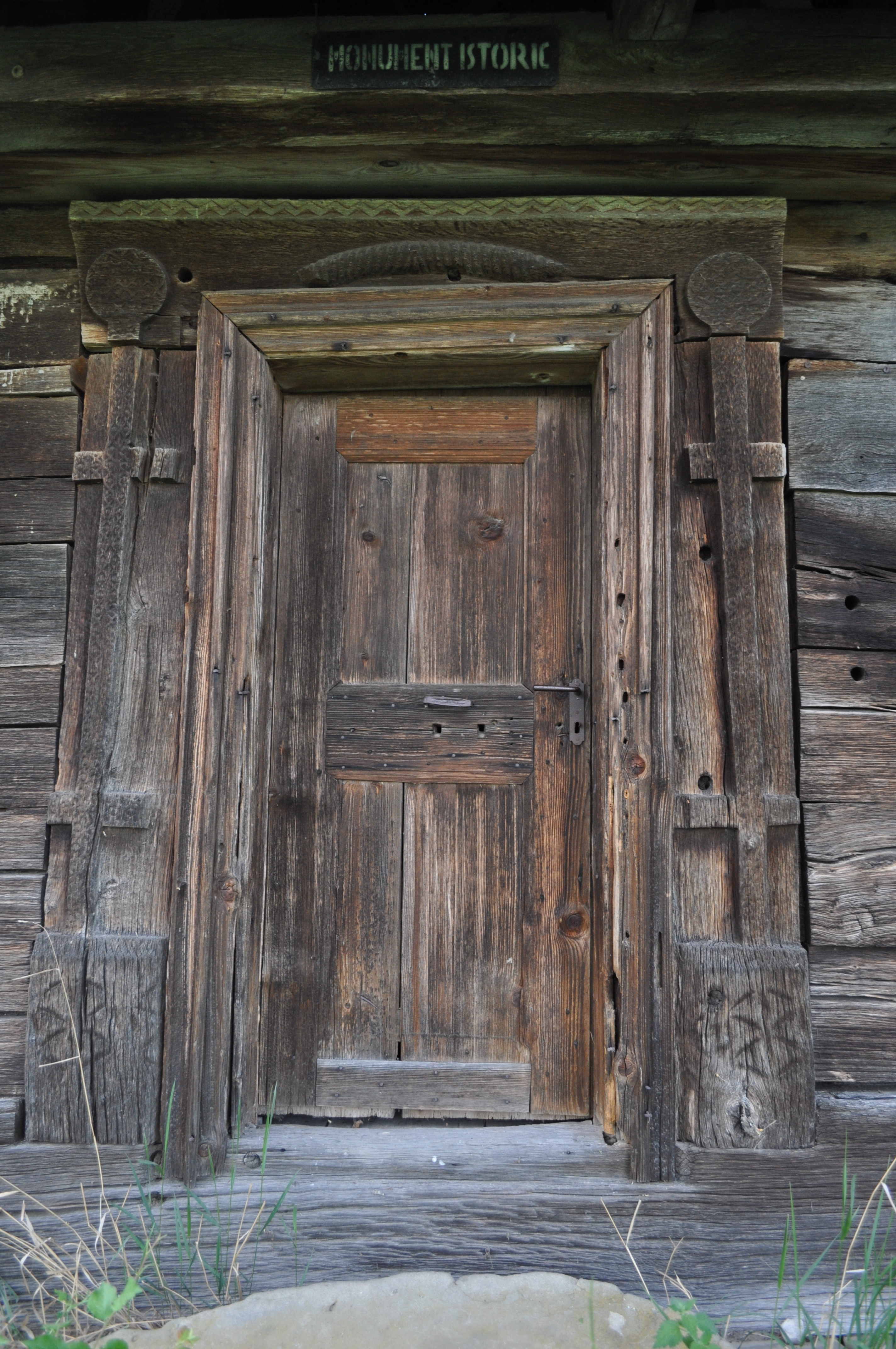
Portalul exterior

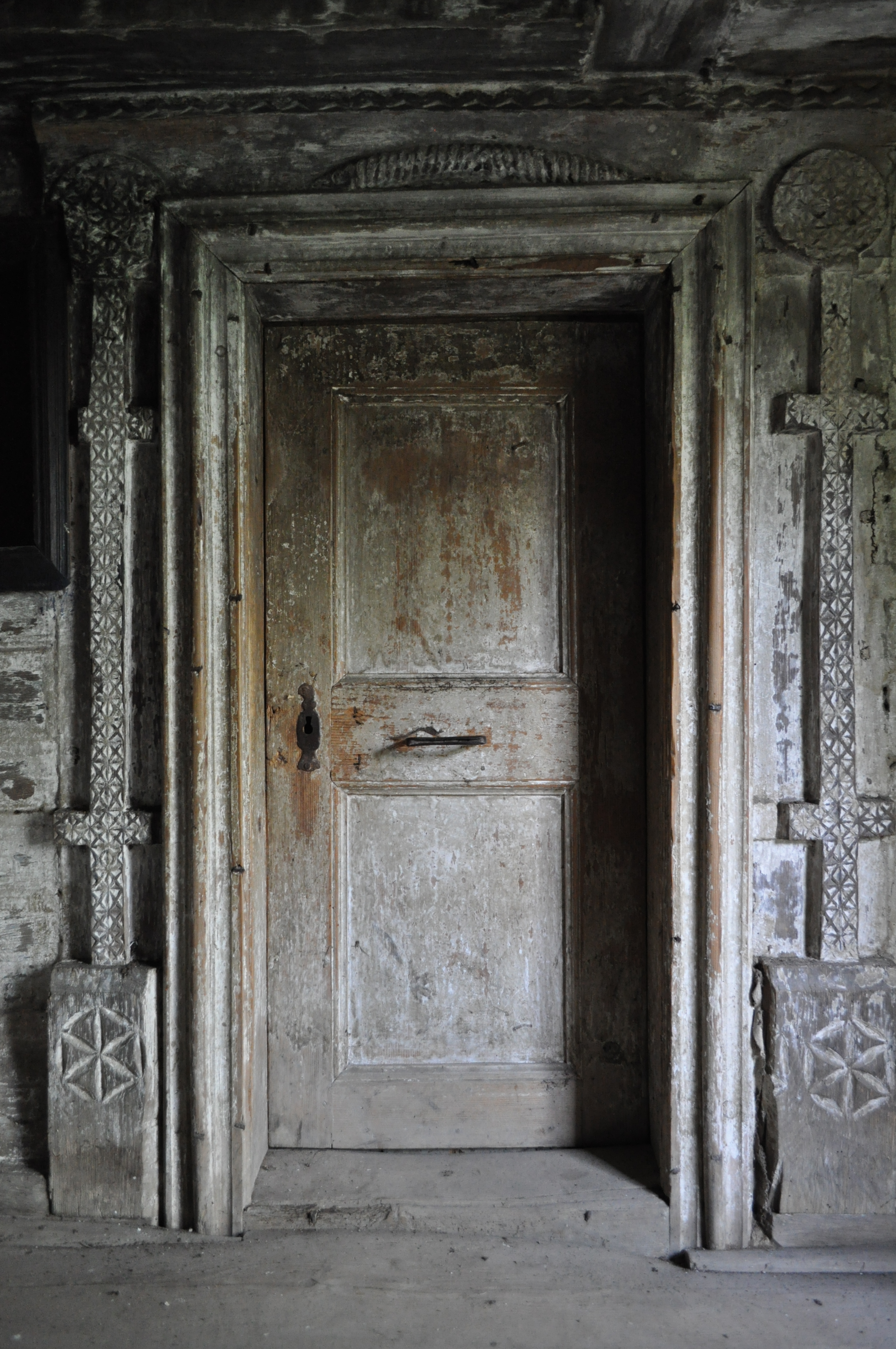
Portalul interior

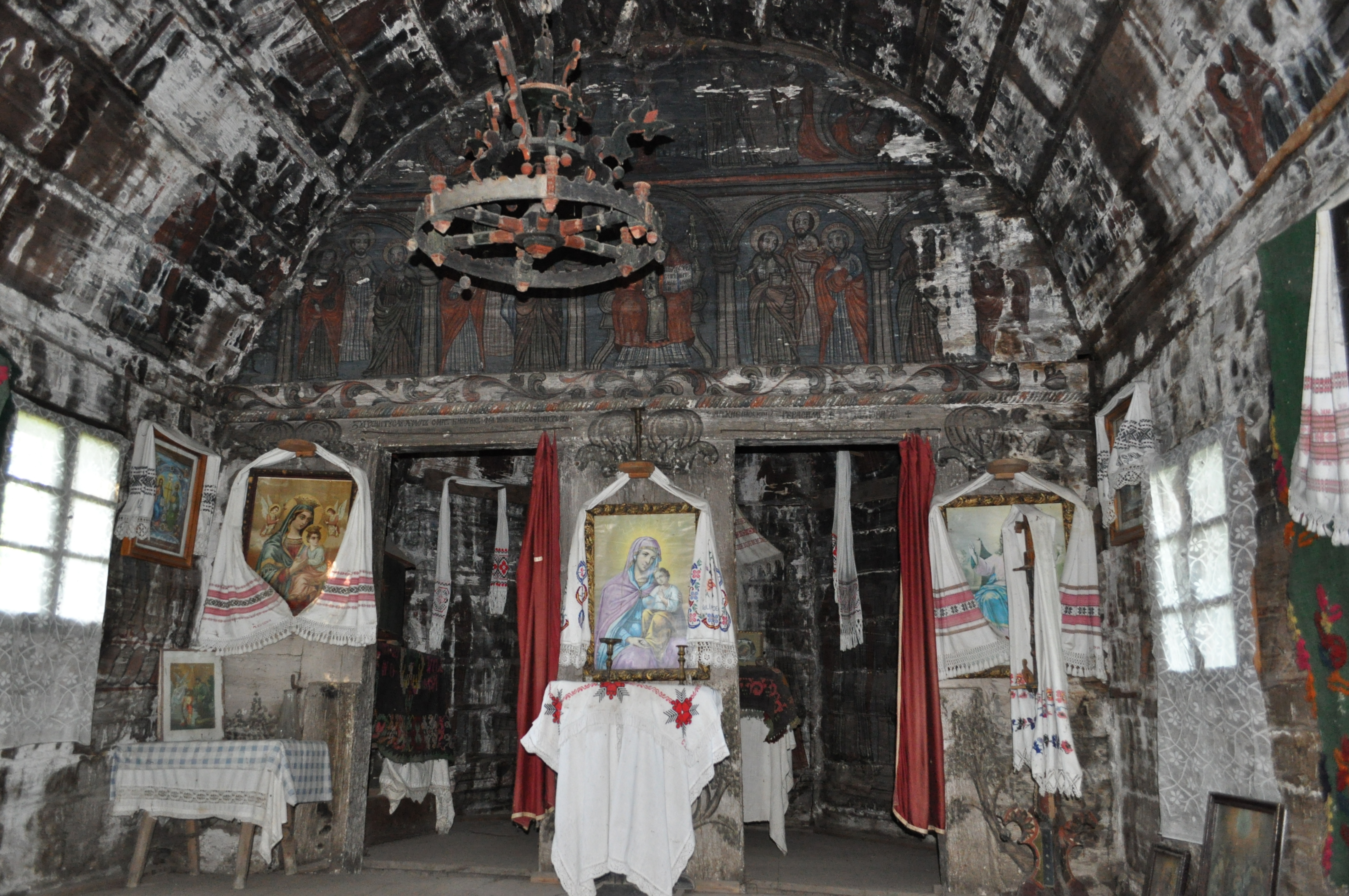
Interiorul navei

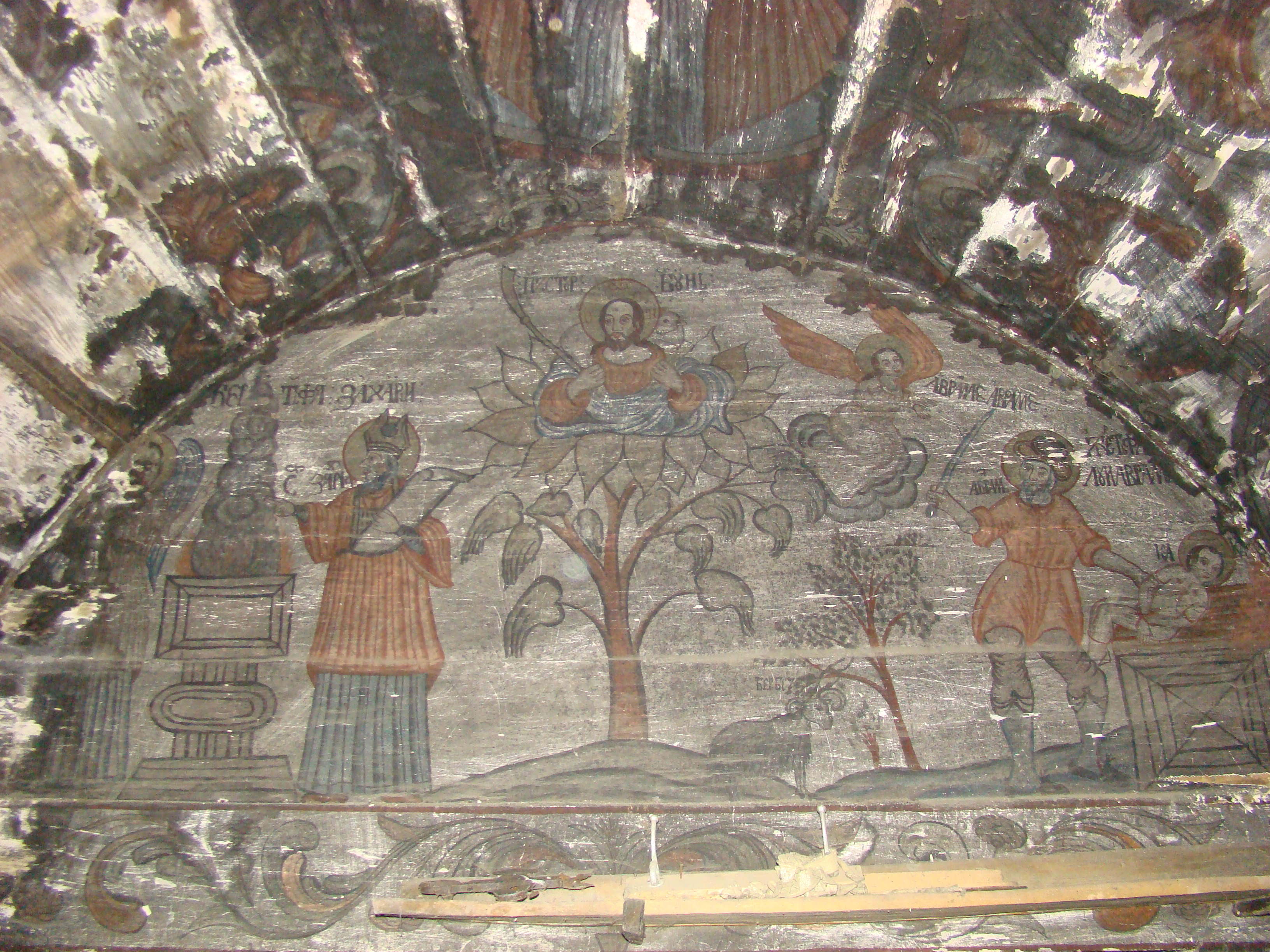
Dosul catapetesmei văzut din absida altarului

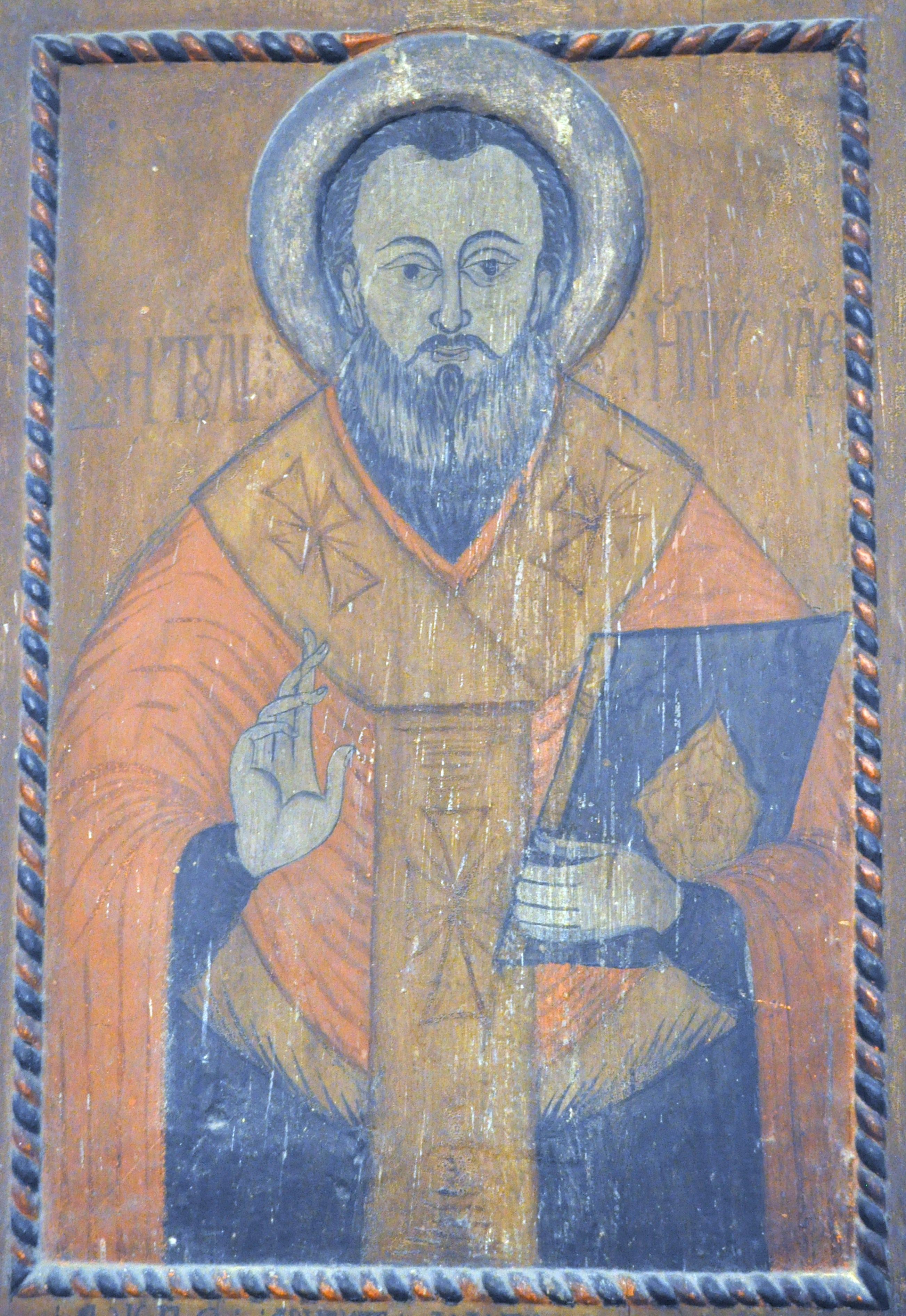
Icoană împărătească: Sfântul Nicolae

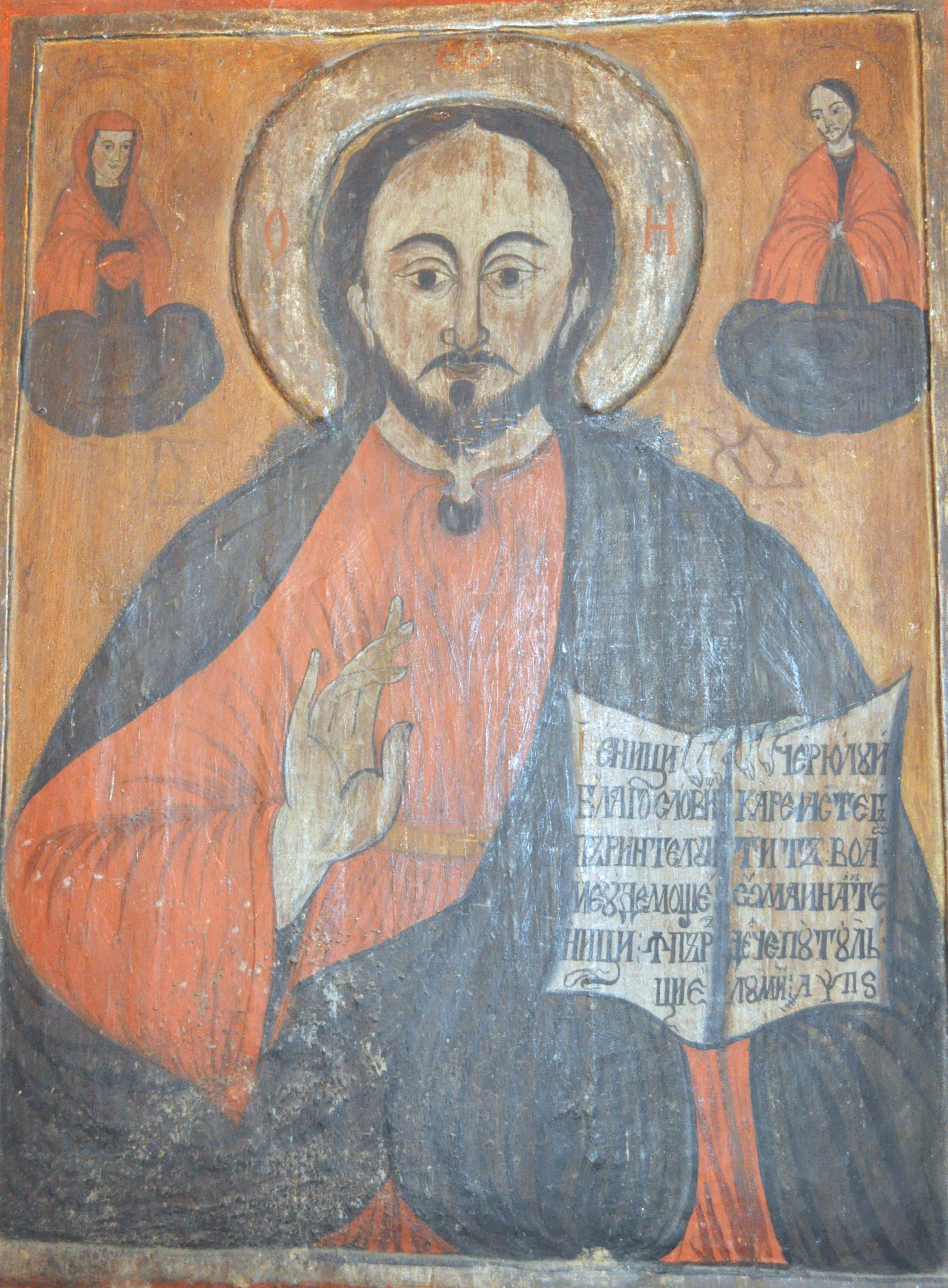
Icoană împărătească: Deisis

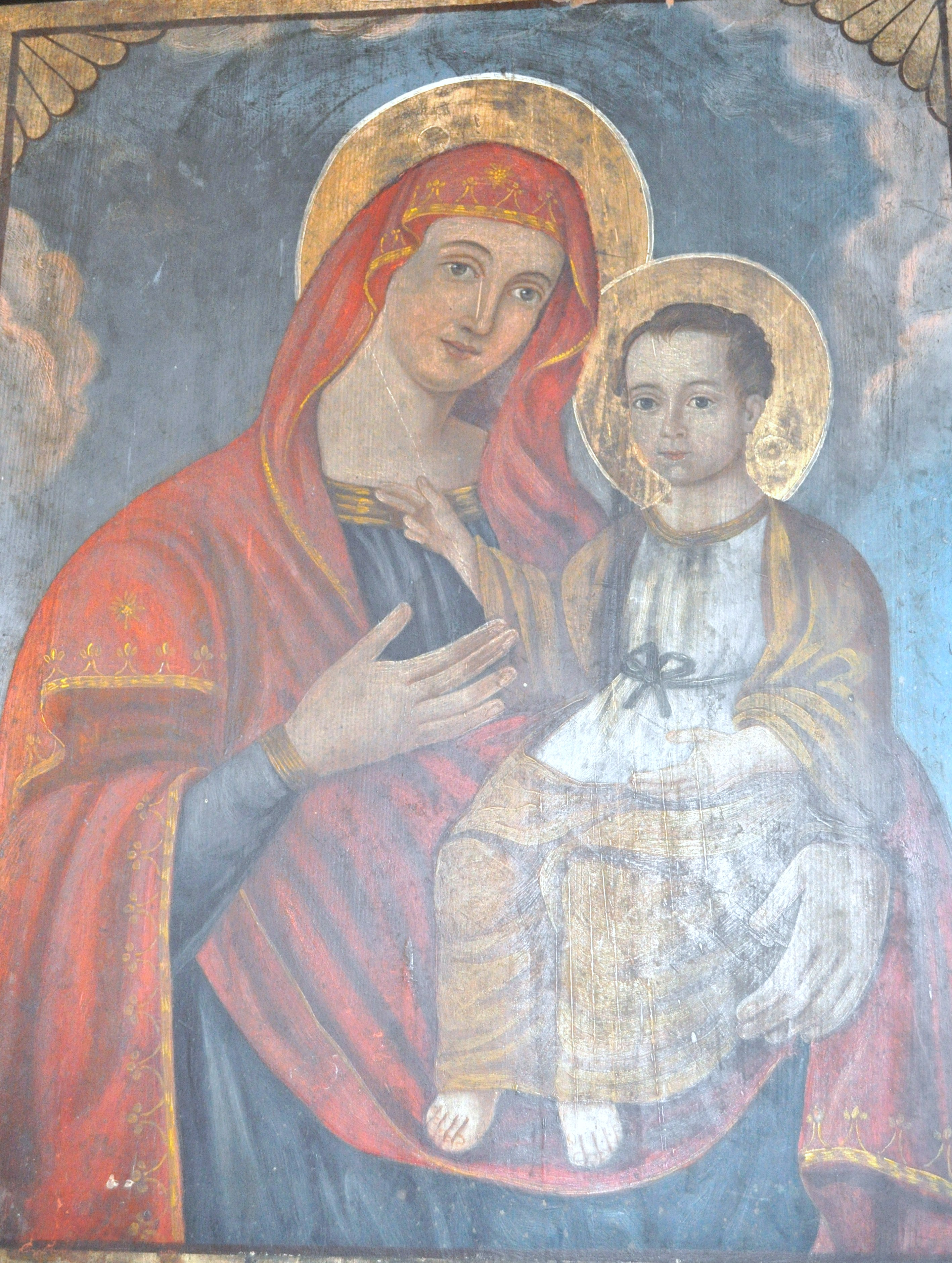
Icoană împărătească: Maica Domnului cu Pruncul

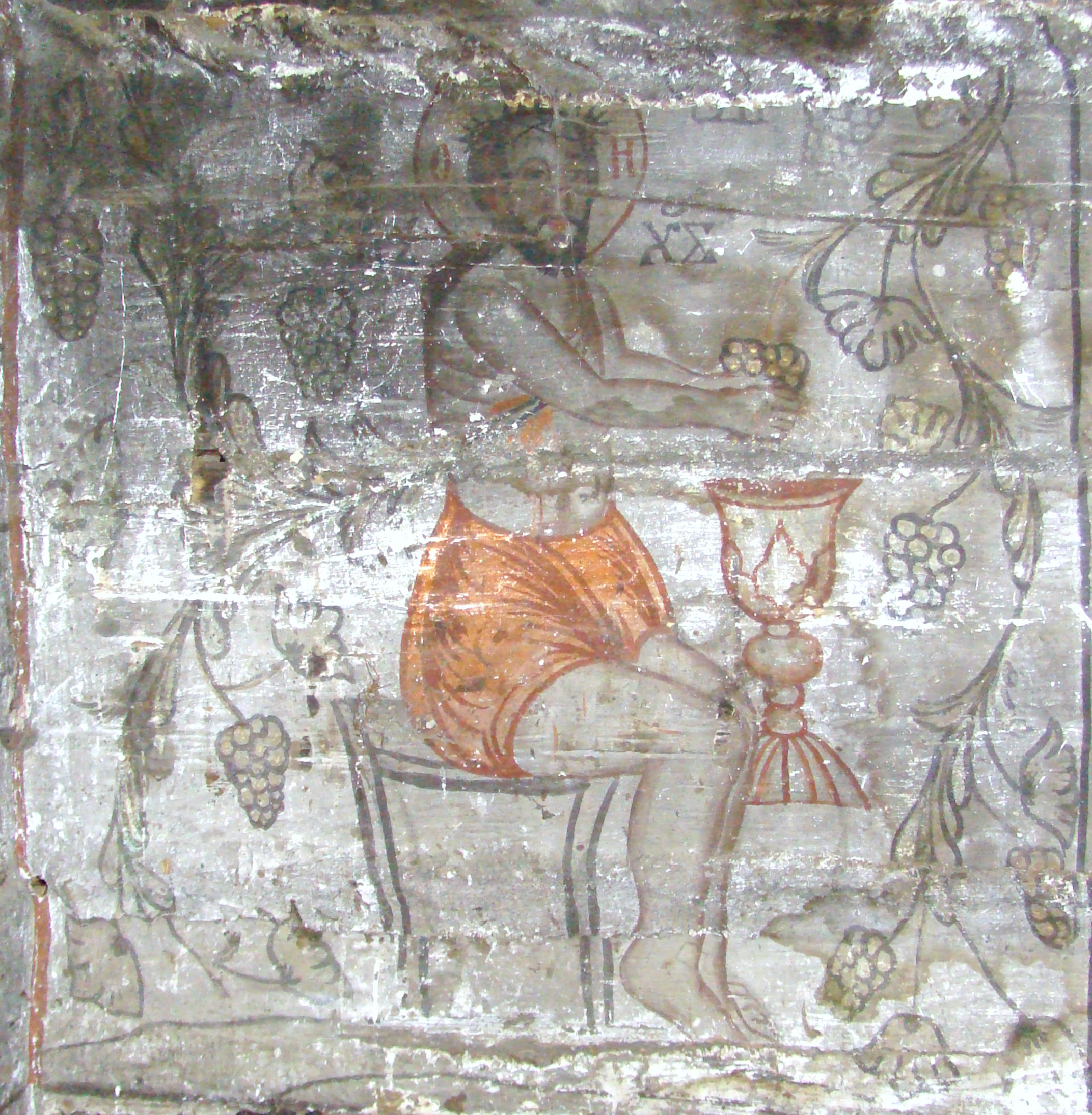
Scena principală în dreptul poliței proscomidiei este cea a lui Iisus-viță de vie

Biserica de lemn din Muncel, comuna Câțcău, județul Cluj, datează din secolul XVIII. Are hramul „Sfântul Nicolae”. Biserica se află pe noua listă a monumentelor istorice sub codul LMI:  CJ-II-m-B-07717.

## Istoric
Prima mențiune documentară a satului: 1353, cu numele Kis-bavas (Dealu Mic). Biserica a fost construită la începutul secolului al XVIII-lea. În mai 1790 a fost restaurată („s-au preînnoit”) de „ ... Radu Petre, meșterul de lemn din Ognă”. Doi ani mai târziu, respectiv în 1792, a fost pictată de „Pop Alexandru Zugravul...” din Hășmașu Ciceului. Iconostasul a foct pictat în 1793 de același zugrav. Tot el este și autorul icoanelor împărătești, zugrăvite în 1786.

## Trăsături
Biserica de lemn cu hramul „Sfinții Arhangheli Mihail și Gavriil”, apoi „Sfântul Nicolae”, despre care la începutul secolului al XX-lea, se știa că este „foarte veche”, a fost construită în jurul anului 1700, în mijlocul unei păduri de pe Dealul Bisericii, în partea de miazănoapte a satului. Lăcașul, ridicat pe o fundație de piatră, este împărțit în pronaos, naos și absida altarului de formă pentagonală decroșată. Turnul înălțat deasupra pronaosului este o prismă cu secțiunea din plan pătrată, prevăzut cu un foișor deschis prin arcade semicirculare și încoronat cu un coif tronconic. Accesul se face pe latura de sud. În interior prima încăpere are tavan, iar naosul și absida altarului au fost acoperite cu câte o boltă semicilindrică. 
Picturile ce împodobesc pereții lăcașului de cult au fost realizate, potrivit inscripției aflate sub fereastra de miazăzi a altarului, de Popa Alexandru Zugravul, în anul 1792: „Anul Dm 1792/.../(l)una iunie/s-au zugrăvit oltariul prin mine popa Alexandru Zugravul și păcătosul”.

## Patrimoniul parohiei
Clopote: de 20 de kg, și 30 de kg, turnate în 1700 în Sibiu. 
Icoane: trei bucăți pe lemn datate 1786: Deisis, Maica Domnului cu Pruncul, Sfântul Nicolae.
Cărți: la sfârșitul secolului al XVIII-lea biserica folosea o Cazanie de la Bălgrad (1699) ajunsă în proprietatea preotului Greble Teodor ca urmare a unui împrumut pecuniar , nerestituit, ulterior în patrimoniul bisericii din Fălcușa. Exemplarul se găsește astăzi în depozitul de carte veche a Protopopiatului Zalău. (Însemnări: „Iată că facem cunoscutuș pentru această carte care o au dat Popa Gheorghe zălog la Greble Todor din Muncel pentru douăzeci de florinți și cinci mărieși, 1782.”) Evanghelie, Sibiu, 1775, Minee pe 12 luni, Blaj, 1751, Penticostar, Sibiu, 1841, Octoih mare, Sibiu, 1751, Triod, Sibiu, 1751, Strastnic, Sibiu, 1751, Molitvelnic, Sibiu, 1776, Apostol, Sibiu, 1776.

## Biserica nouă
Noua biserică de zid, cu același hram, a fost construită între anii 1975-1978, după planul ing. Huțiu Petru din Cășeiu, în parte cu material recuperat din vechea biserică de la Bonțida. Iconosatasul a fost confecționat de Măcicășan Aurel din Nima și împodobit cu icoane realizate de Constantinescu Vidar din Cluj-Napoca. Interiorul a fost pictat în 1985 de Constantin Bumbu. A fost sfințită în 3 septembrie 1978 de Arhiepiscopul Teofil Herineanu.

## Imagini din exterior

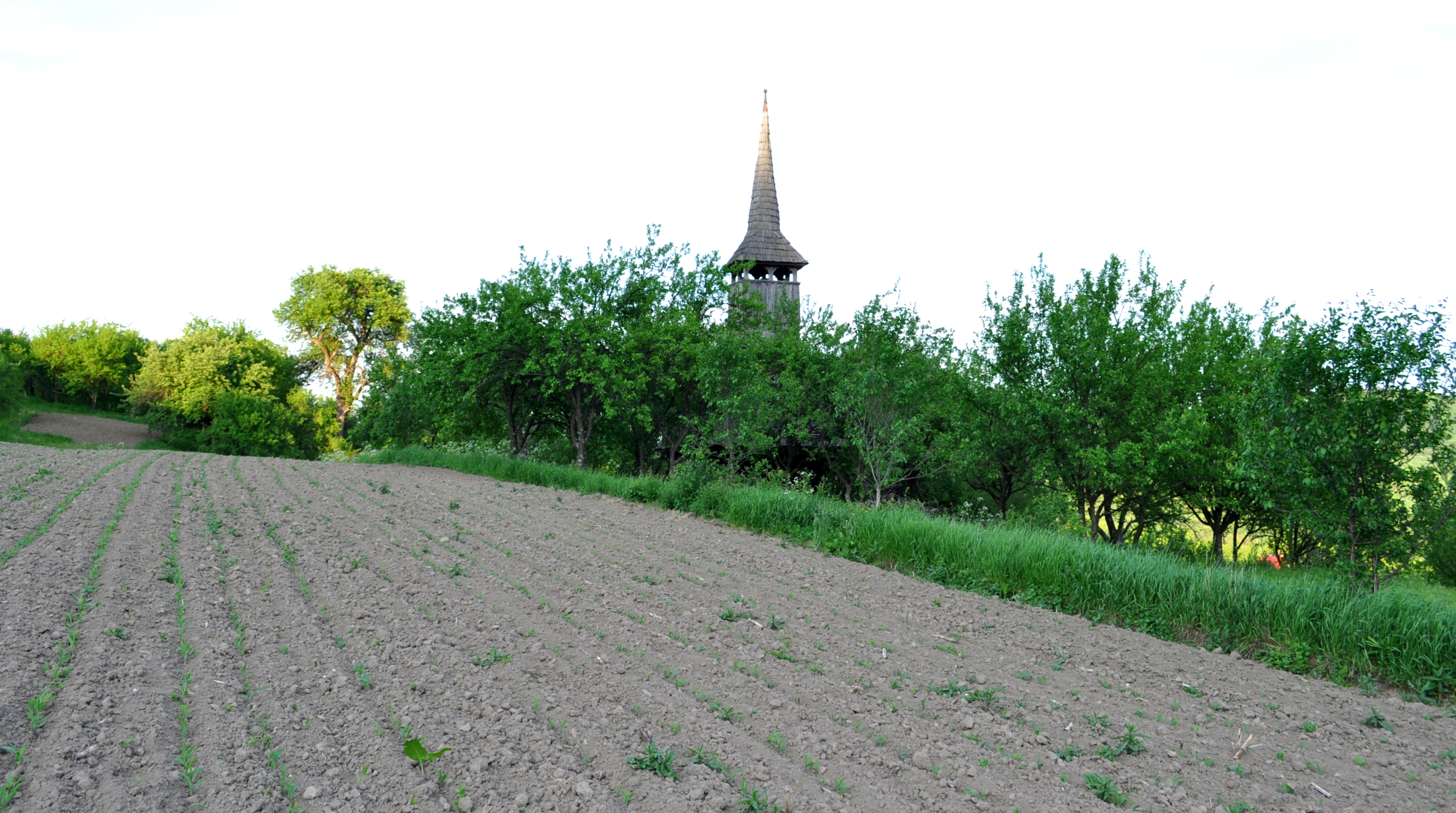
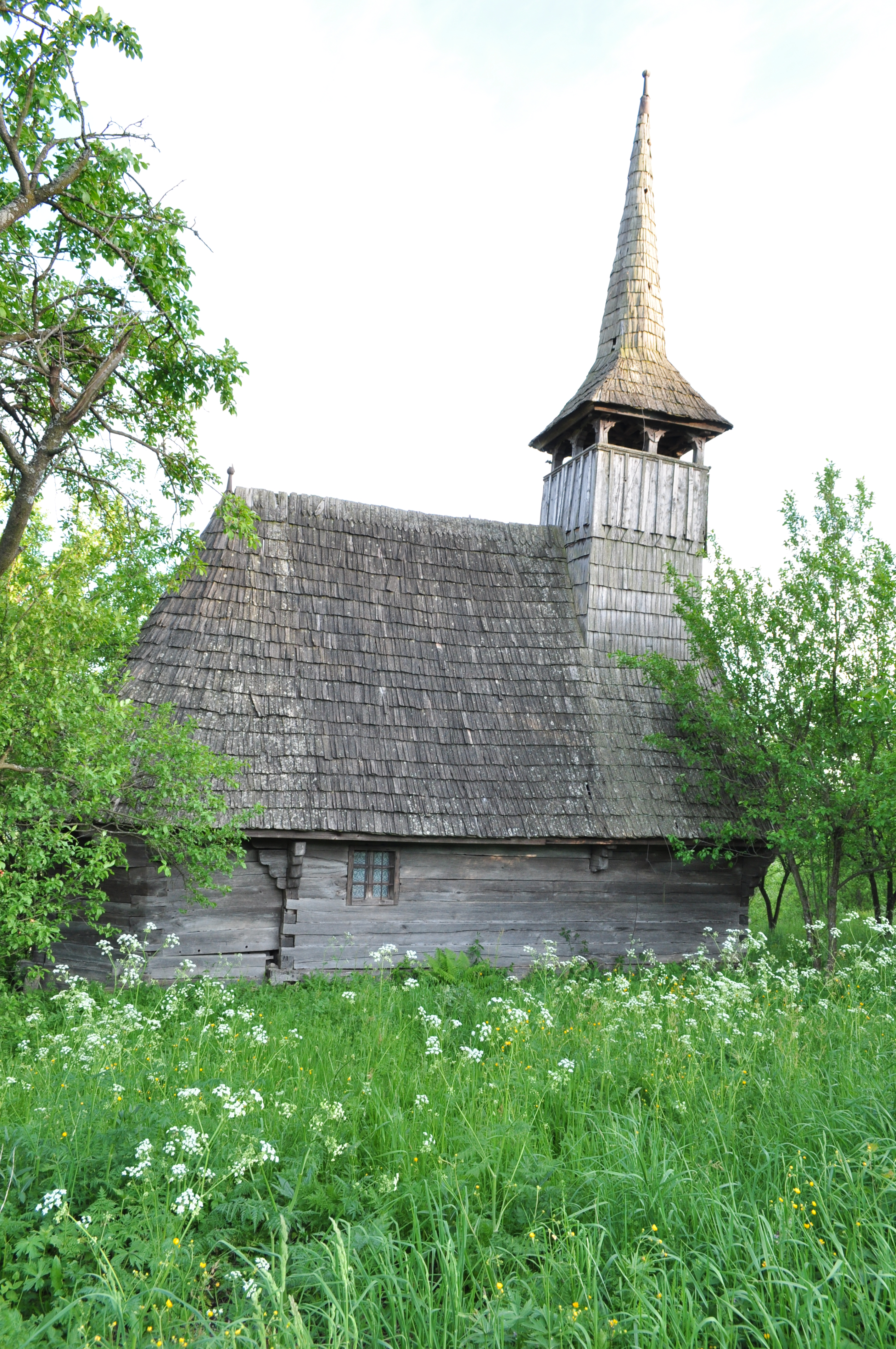
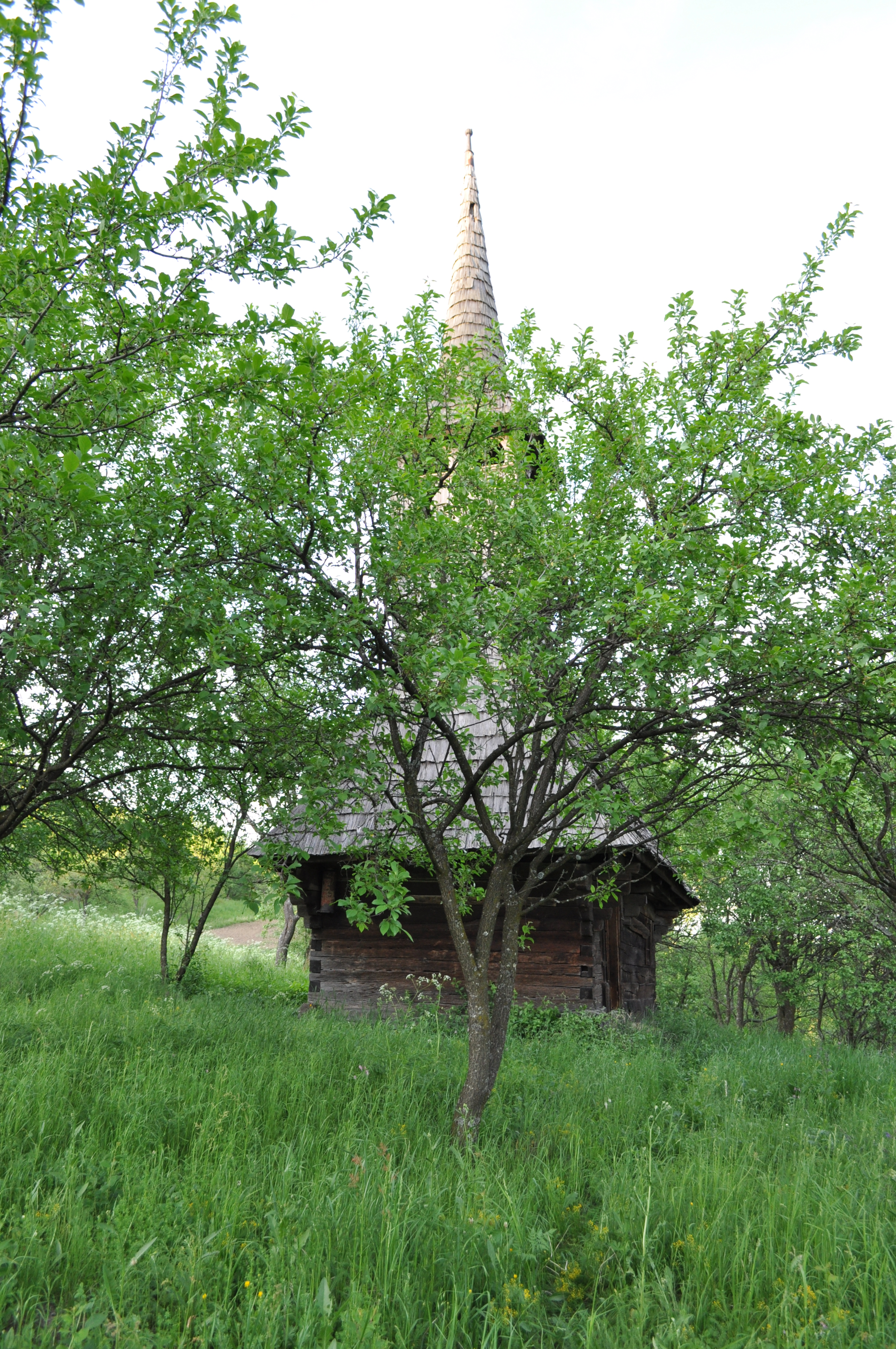
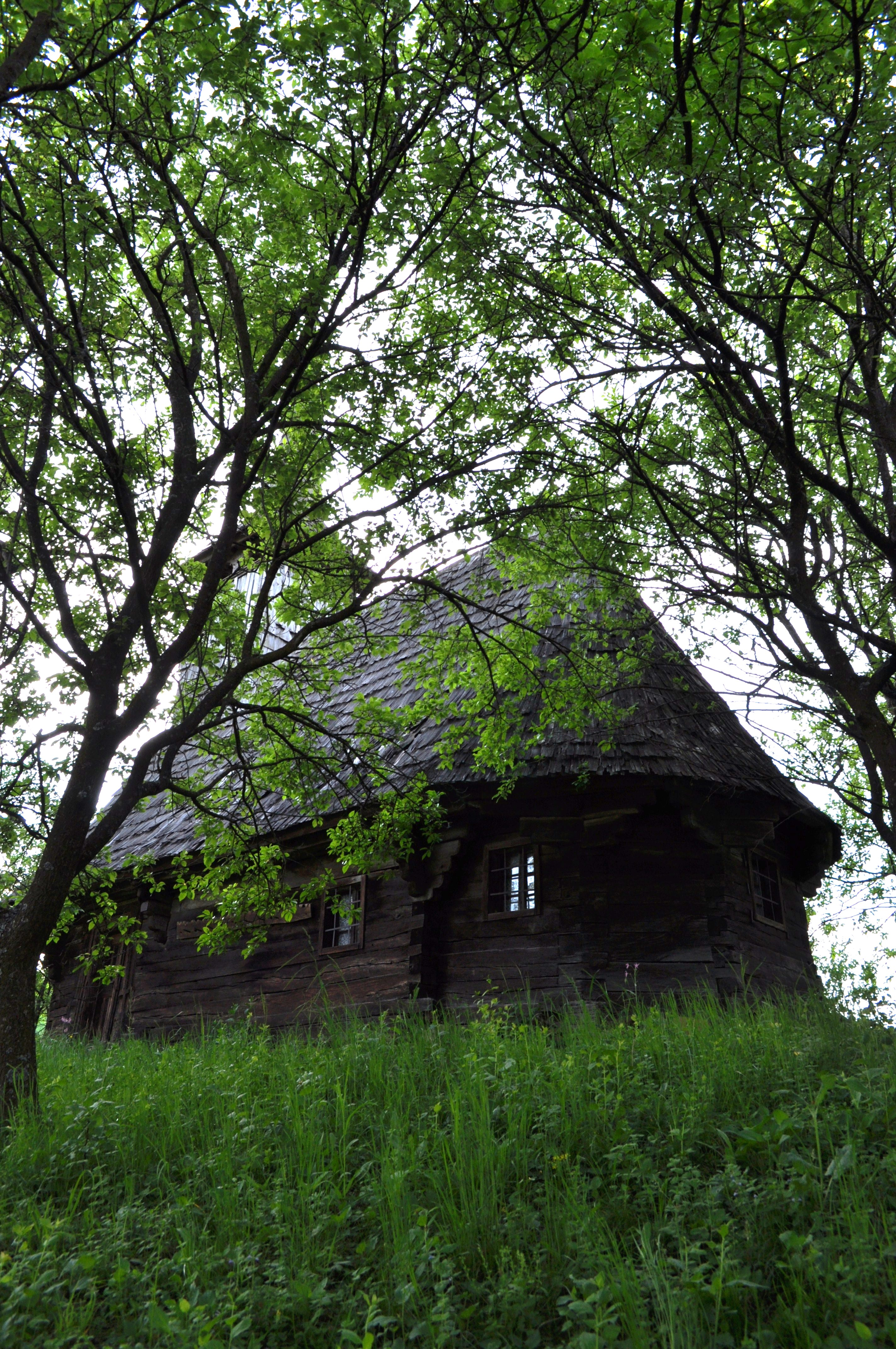
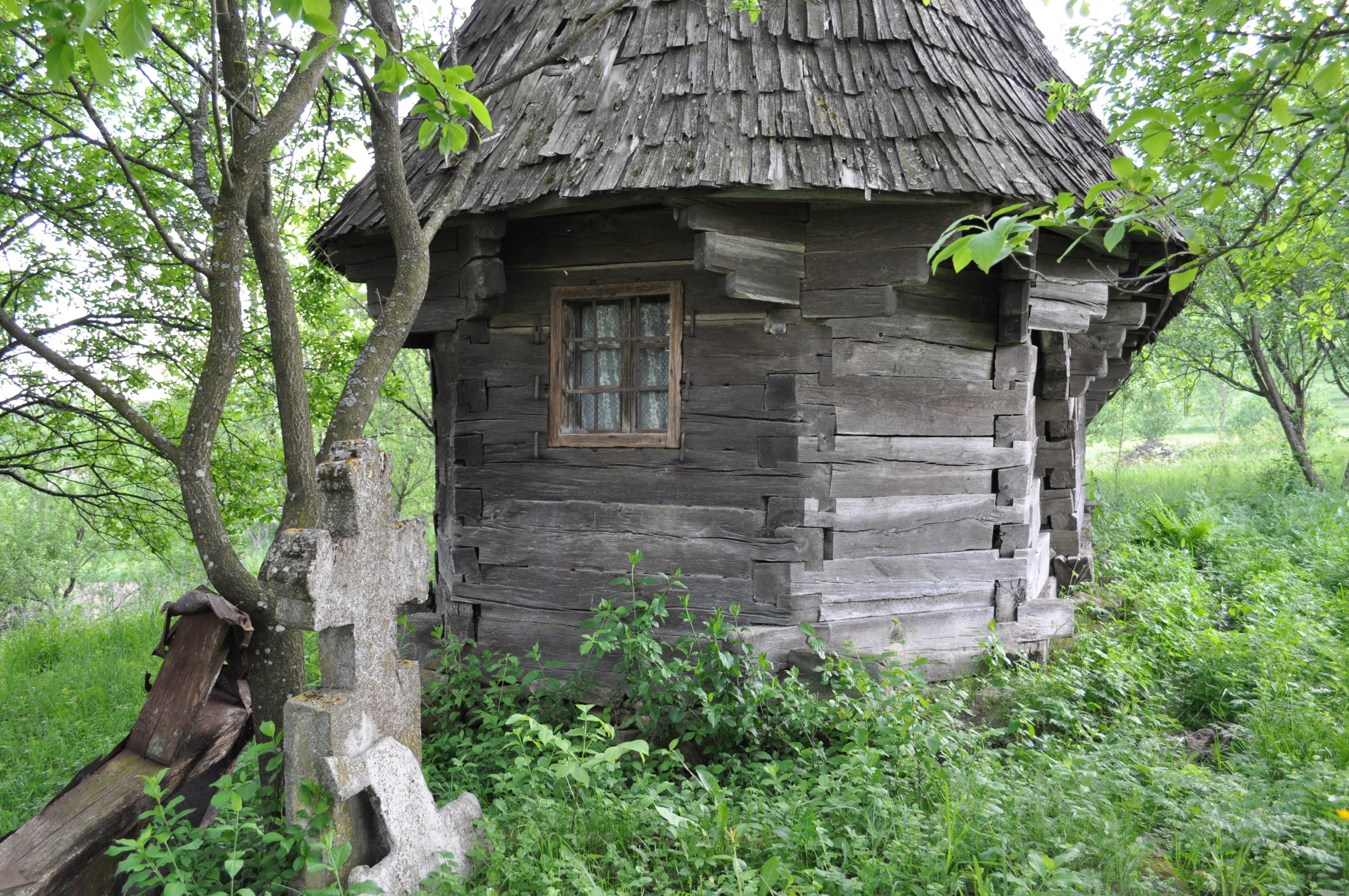
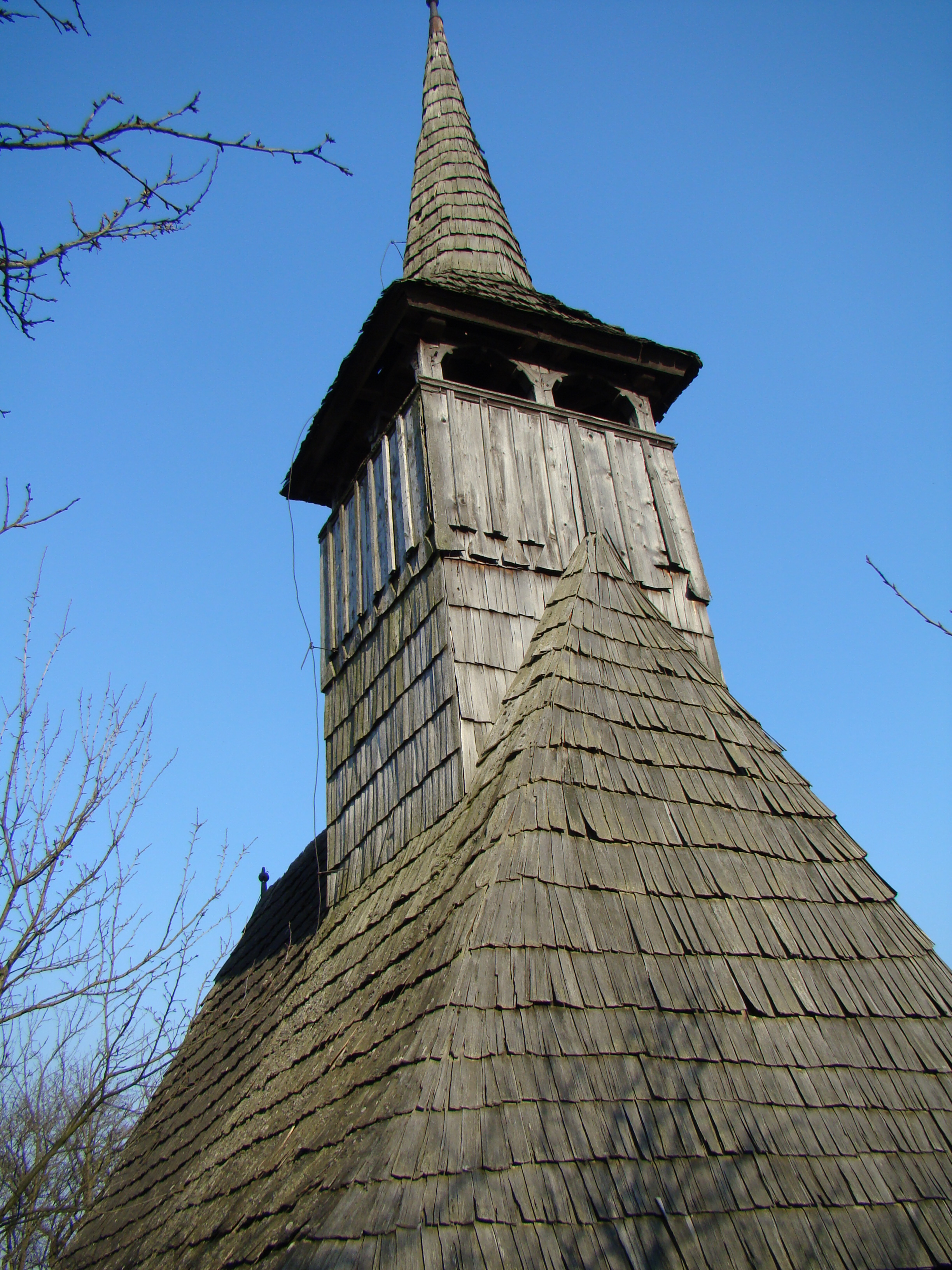
Turnul clopotniţei
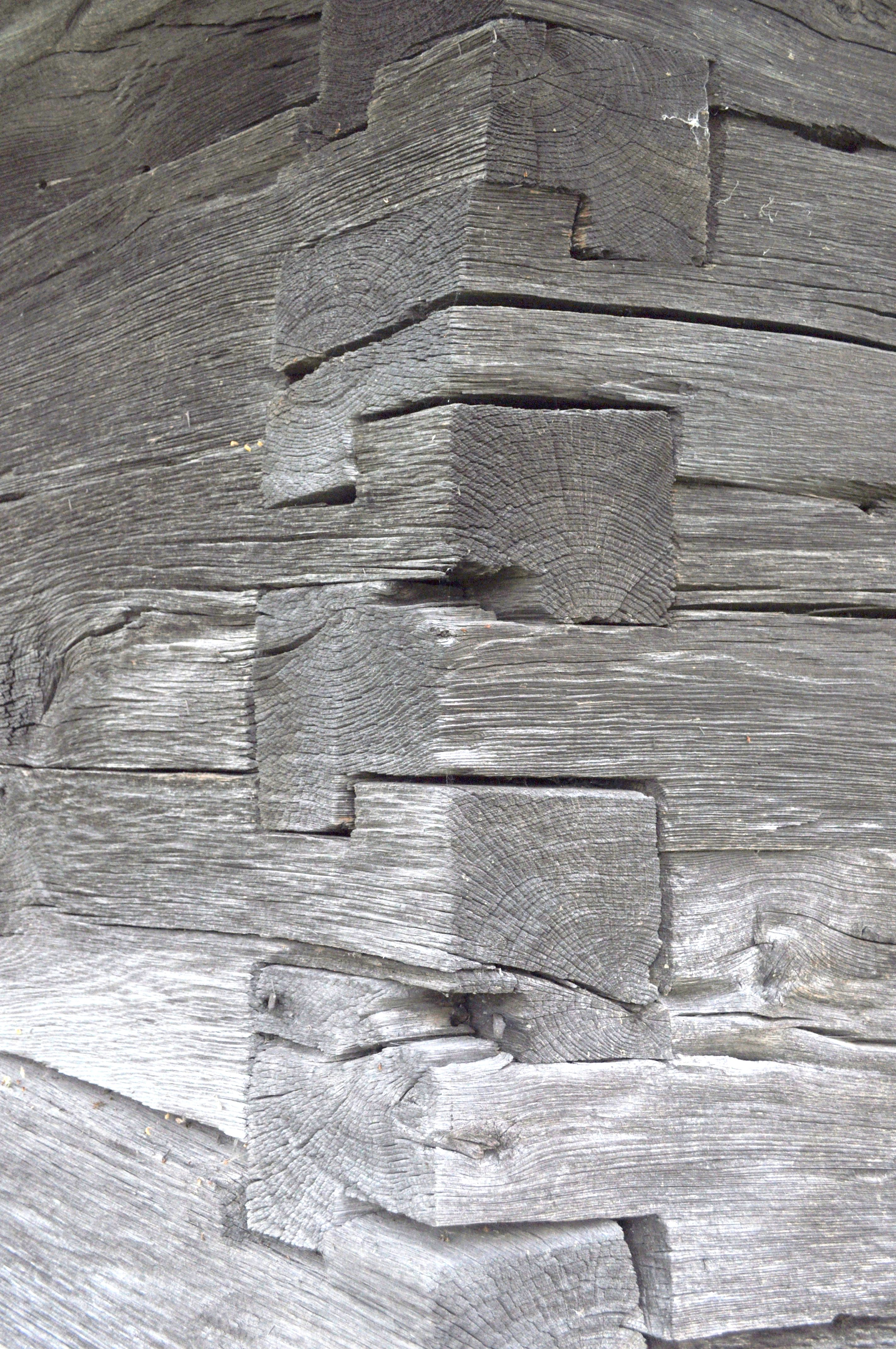
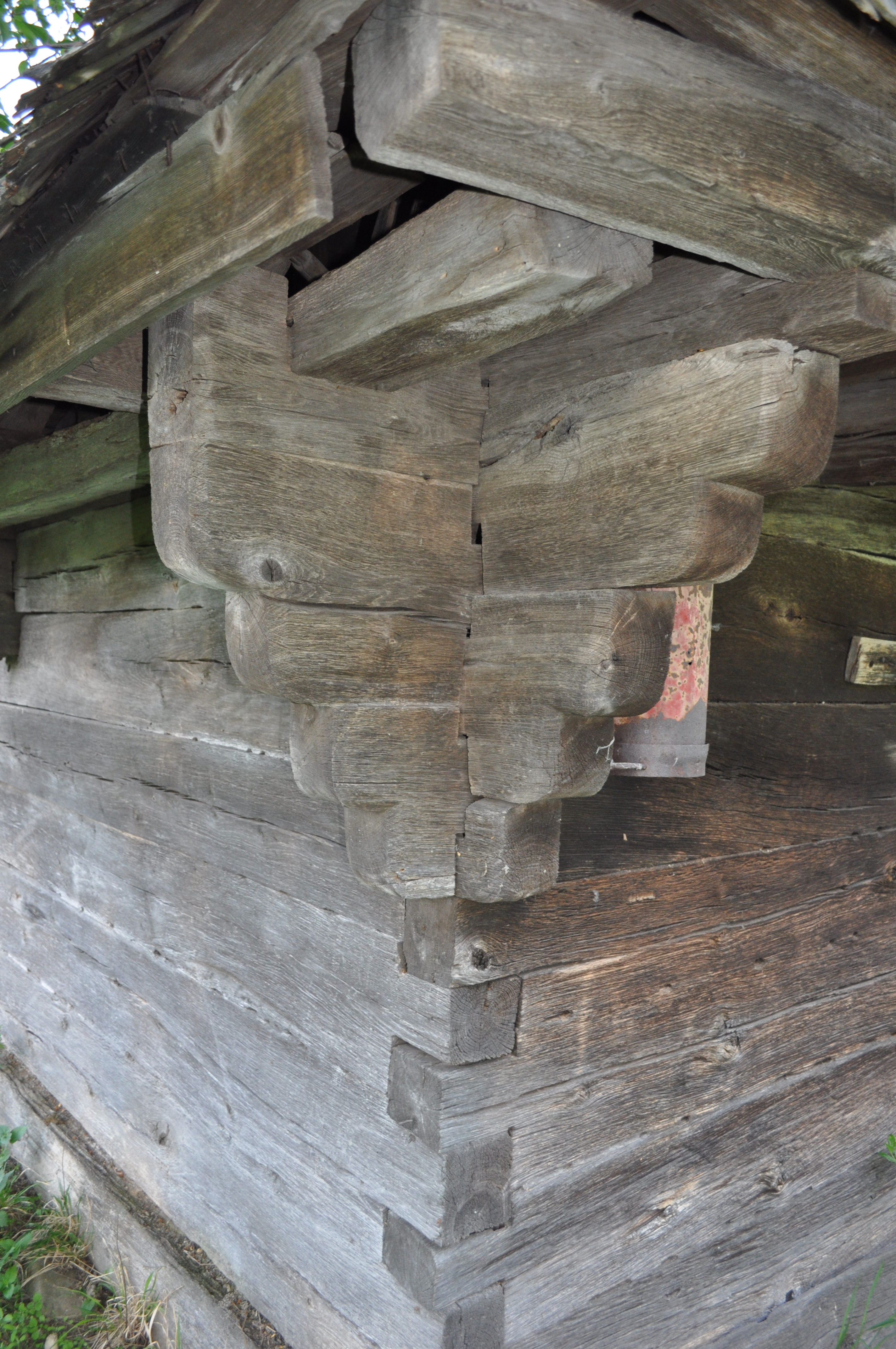
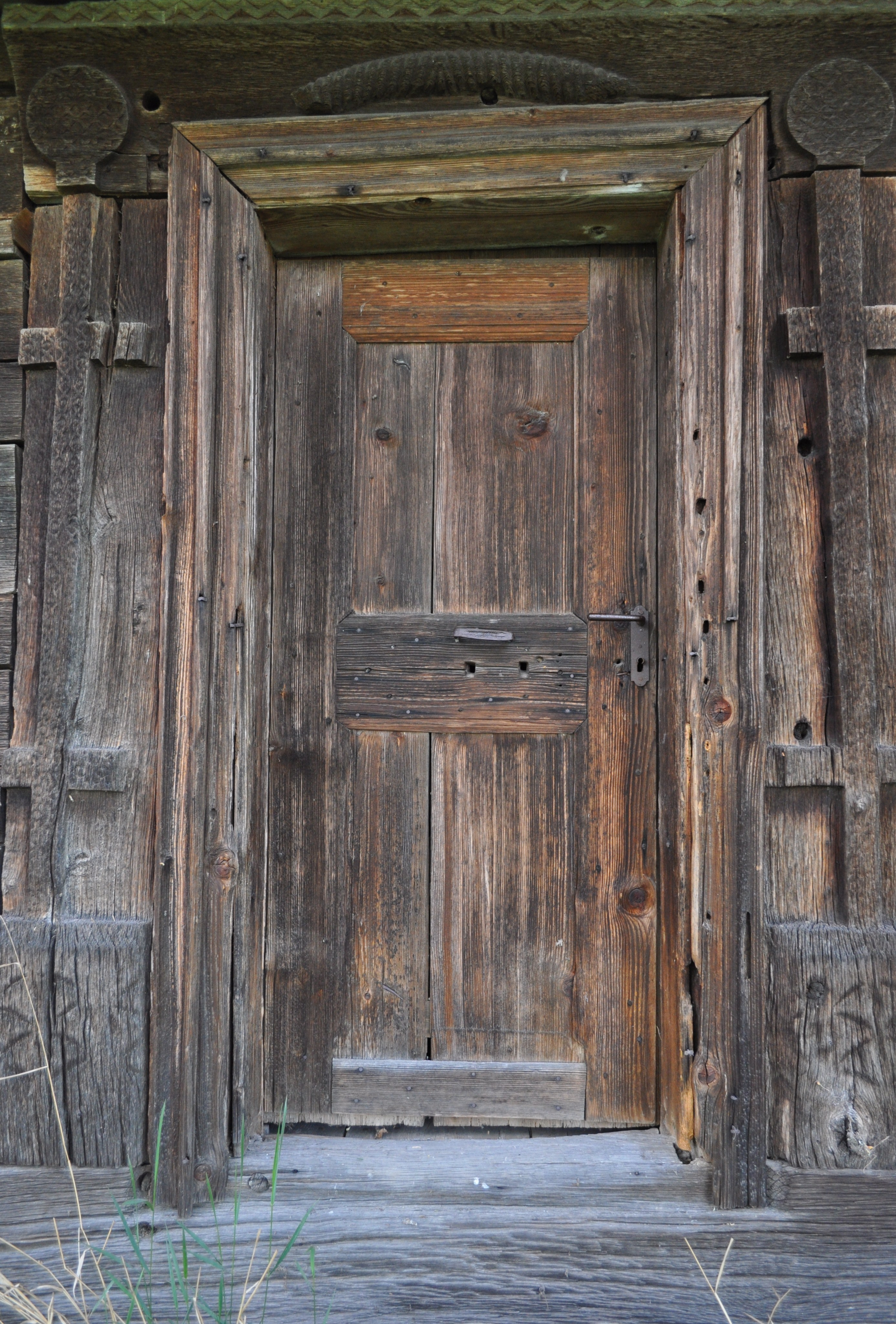
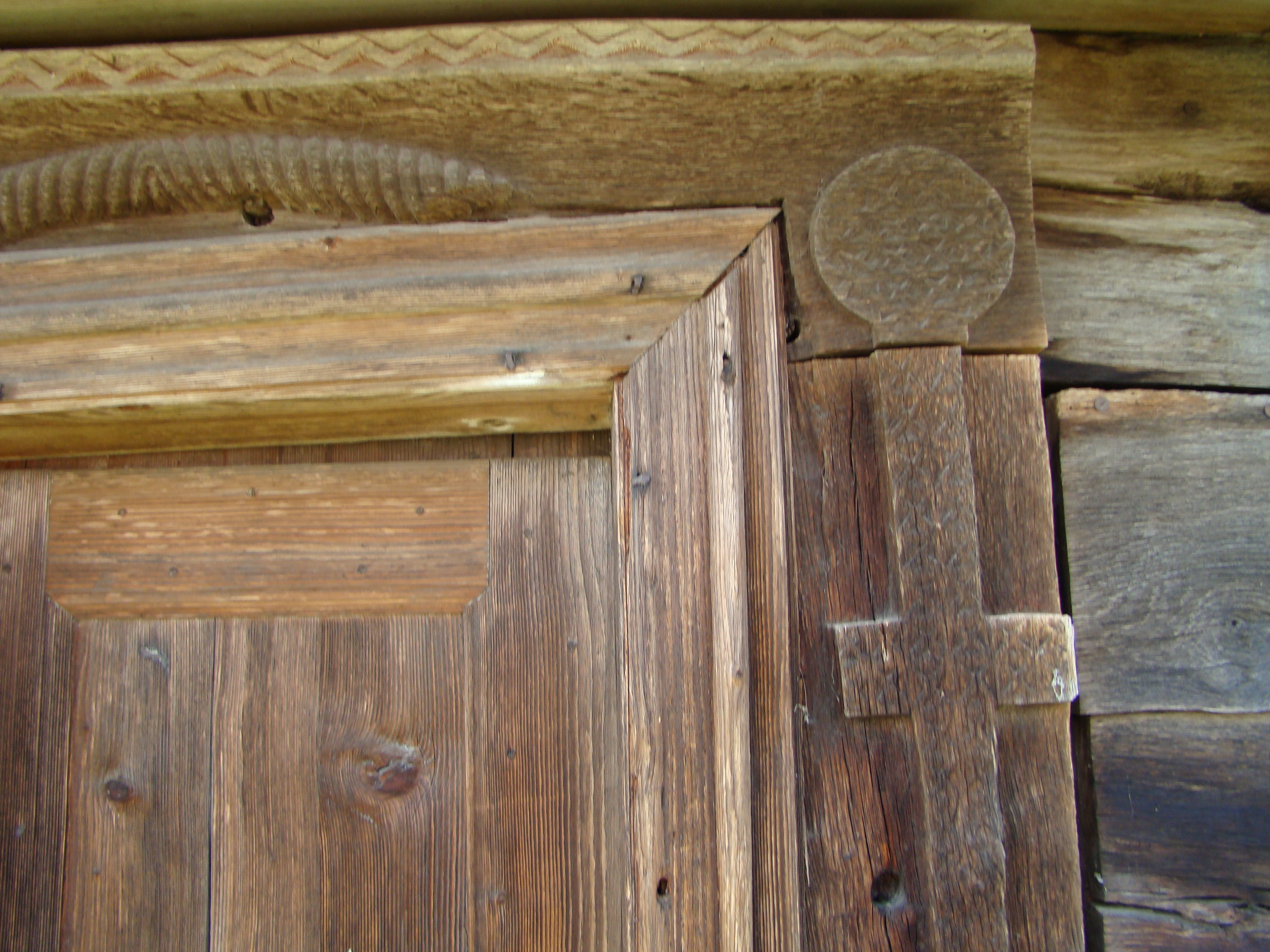
Detaliu portal
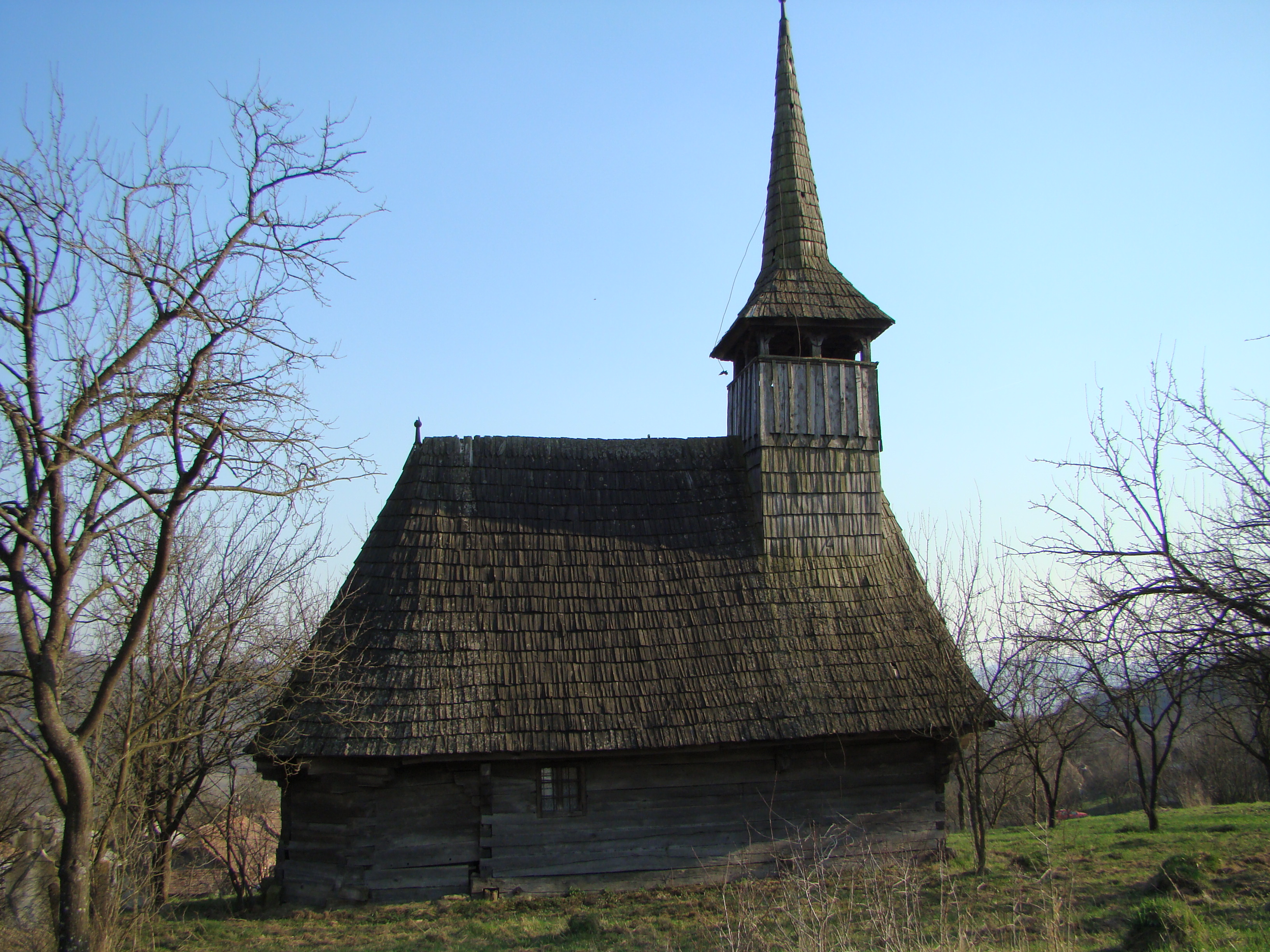
Biserica de lemn din Muncel, județul Cluj, 2009

## Imagini din interior

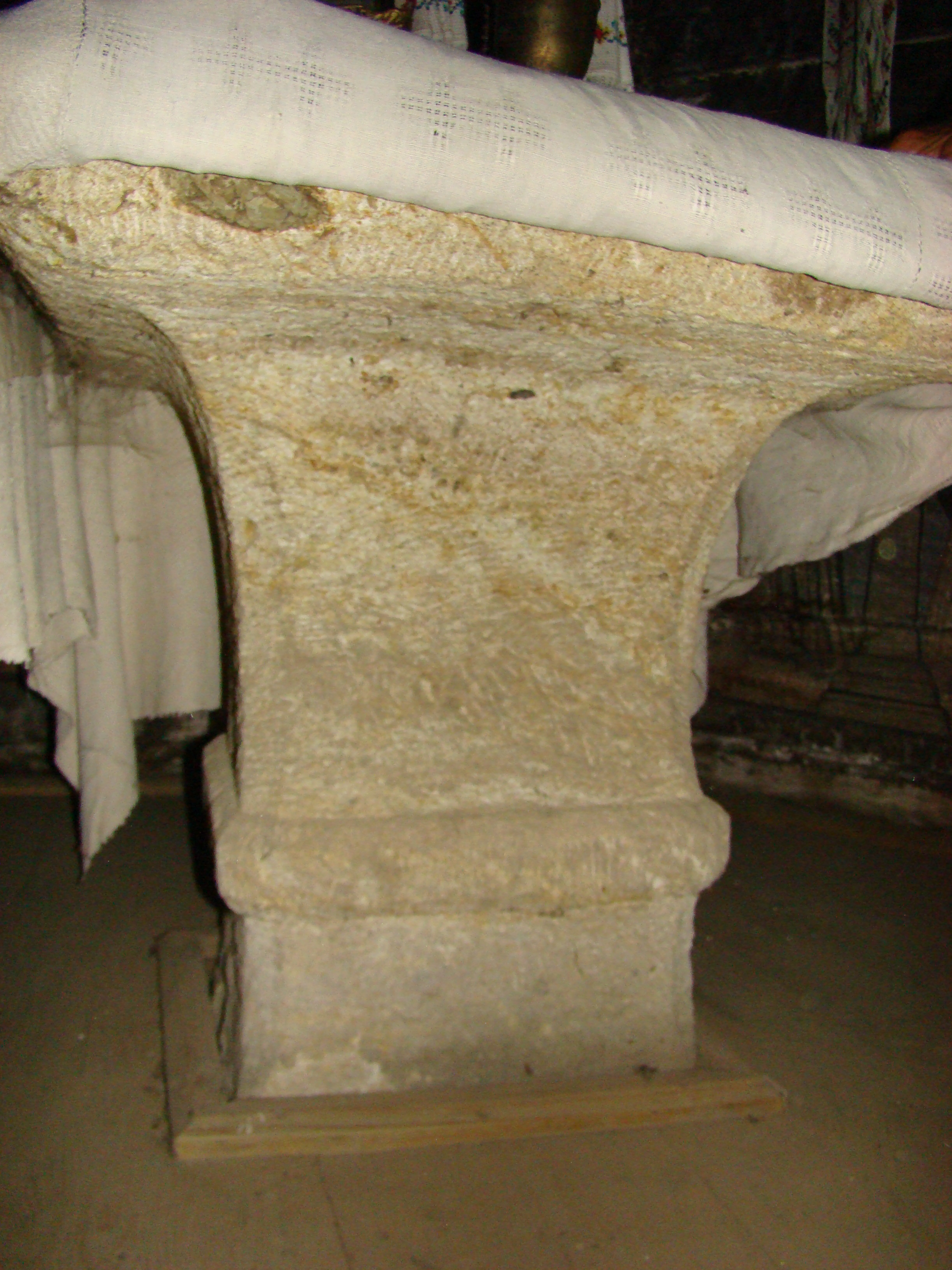
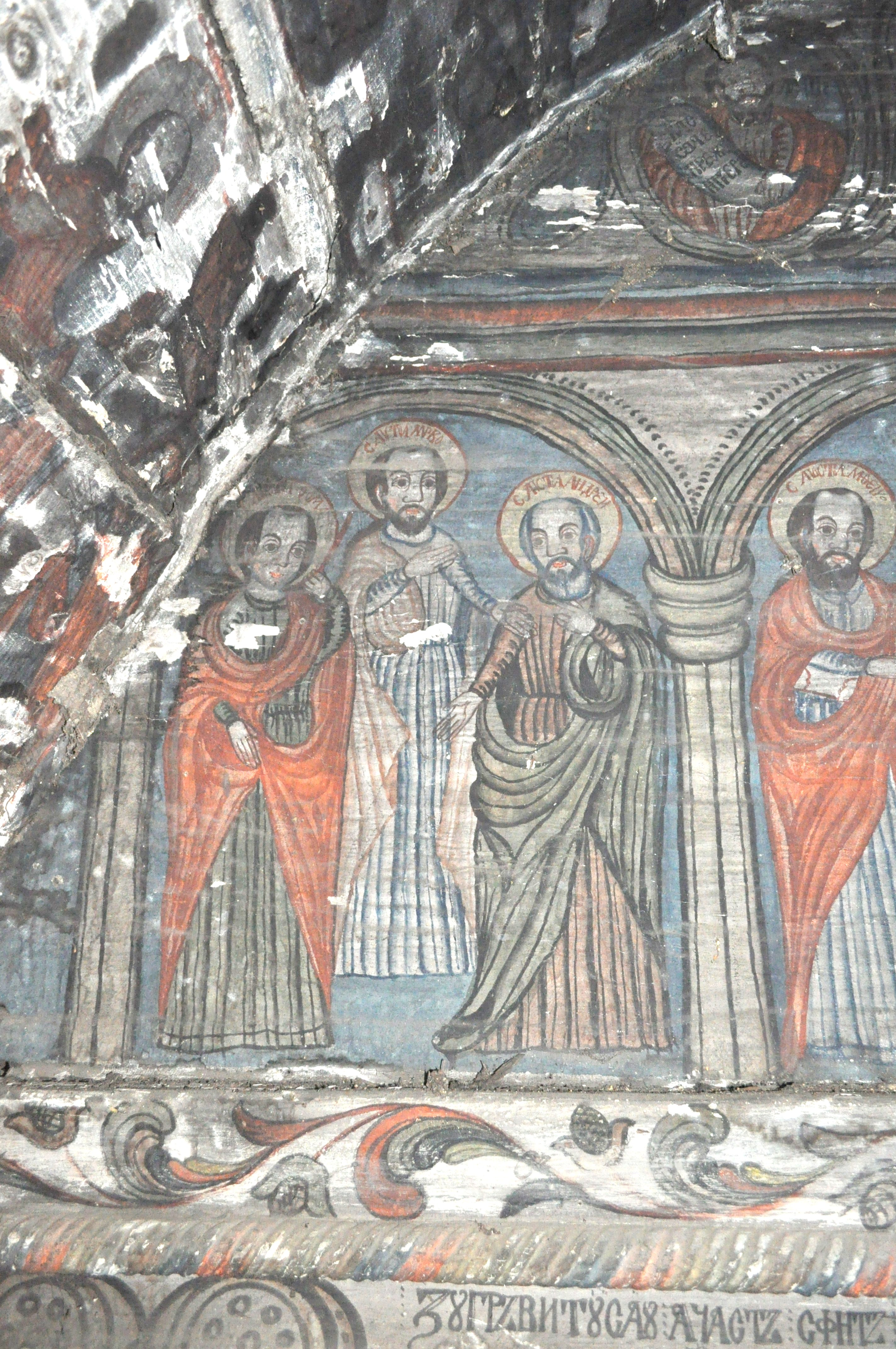
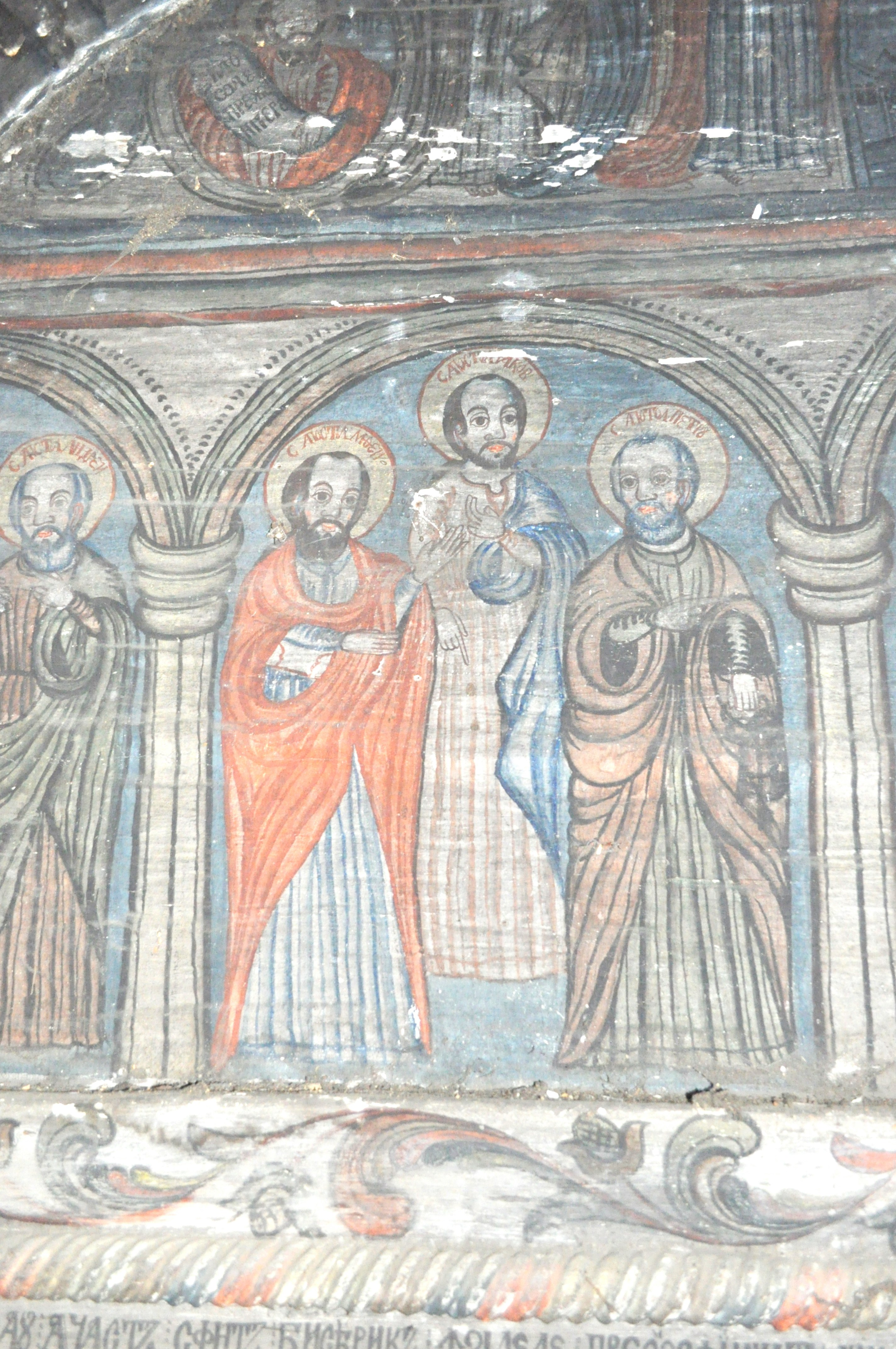
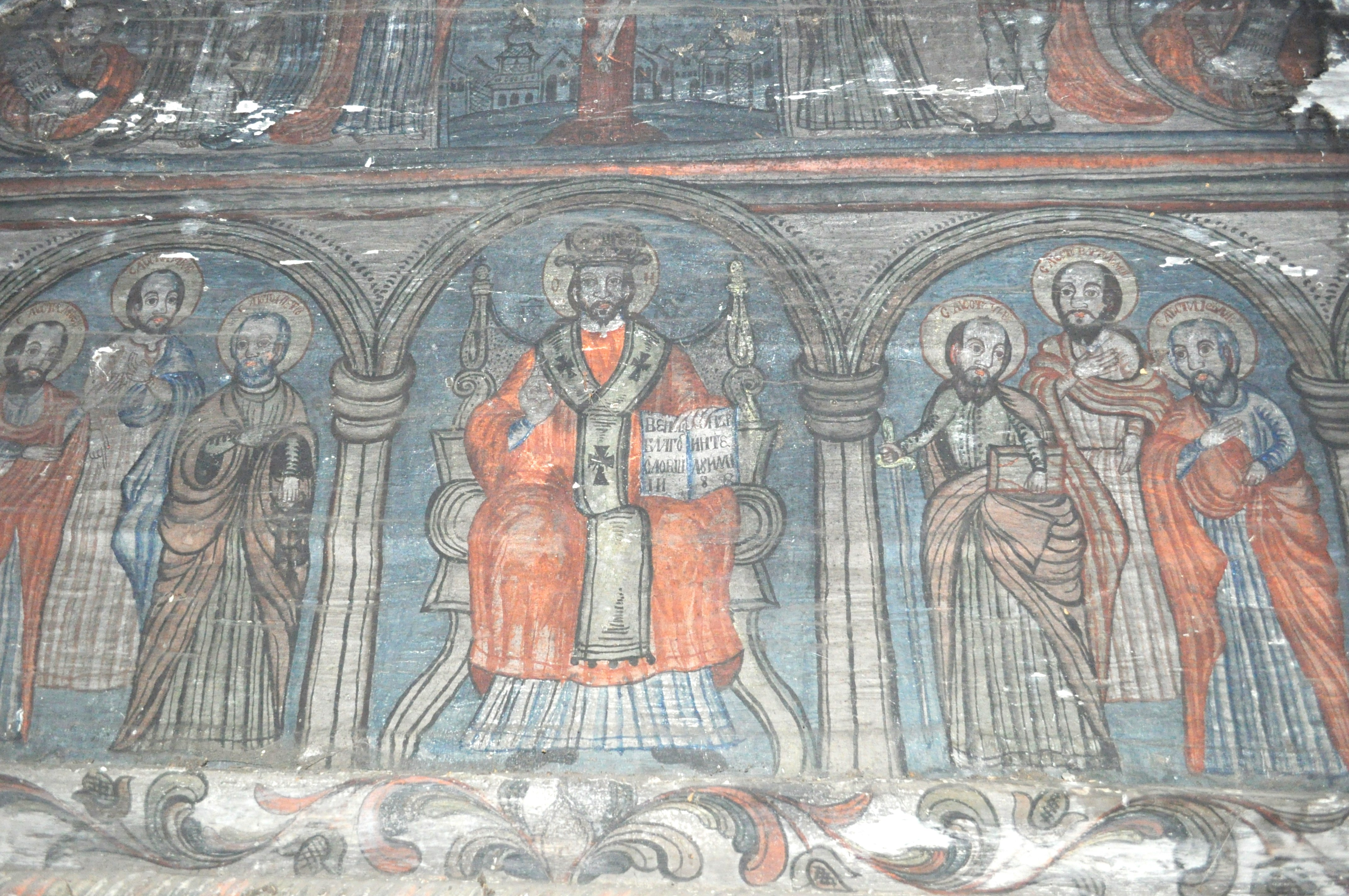
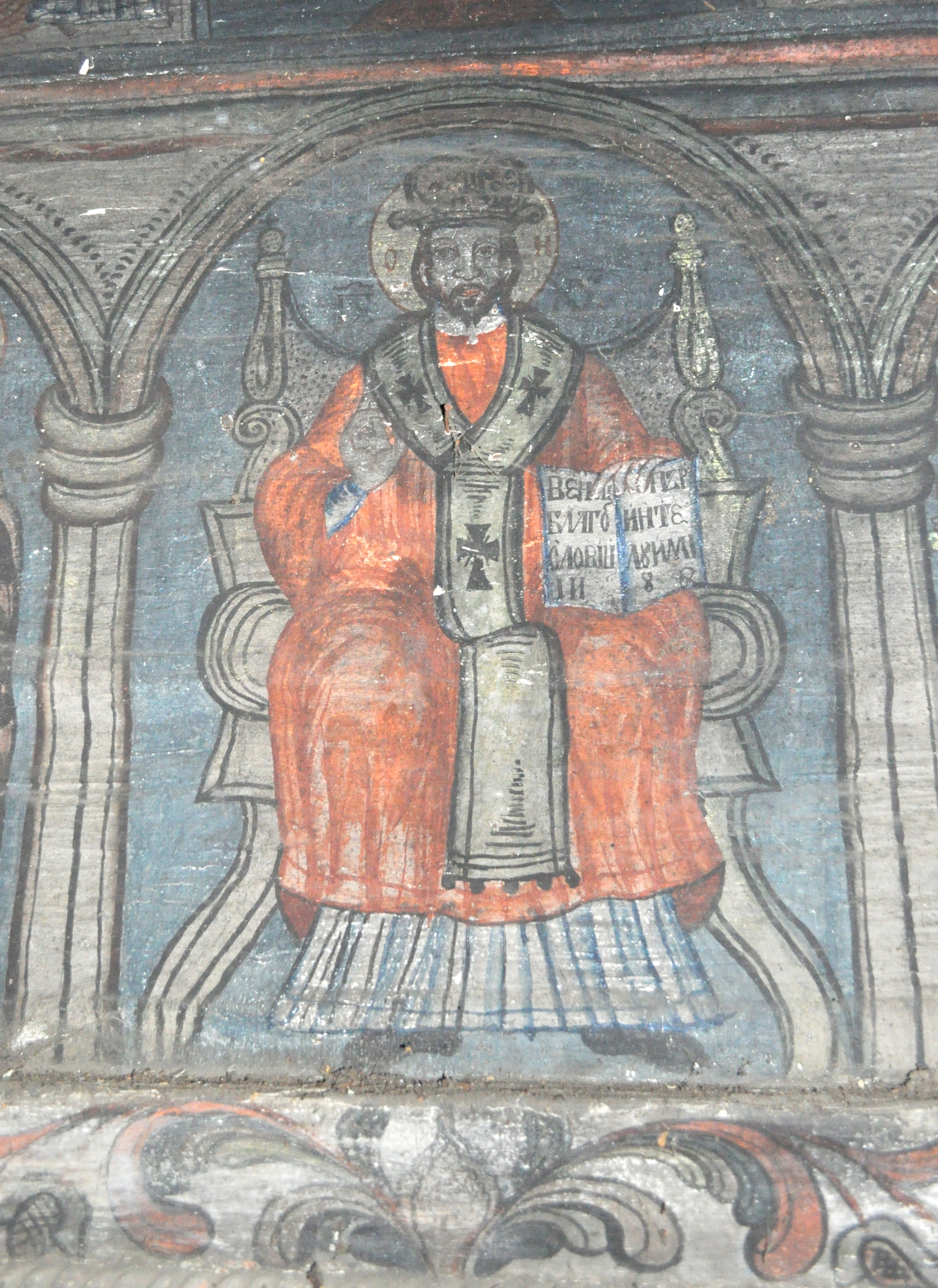
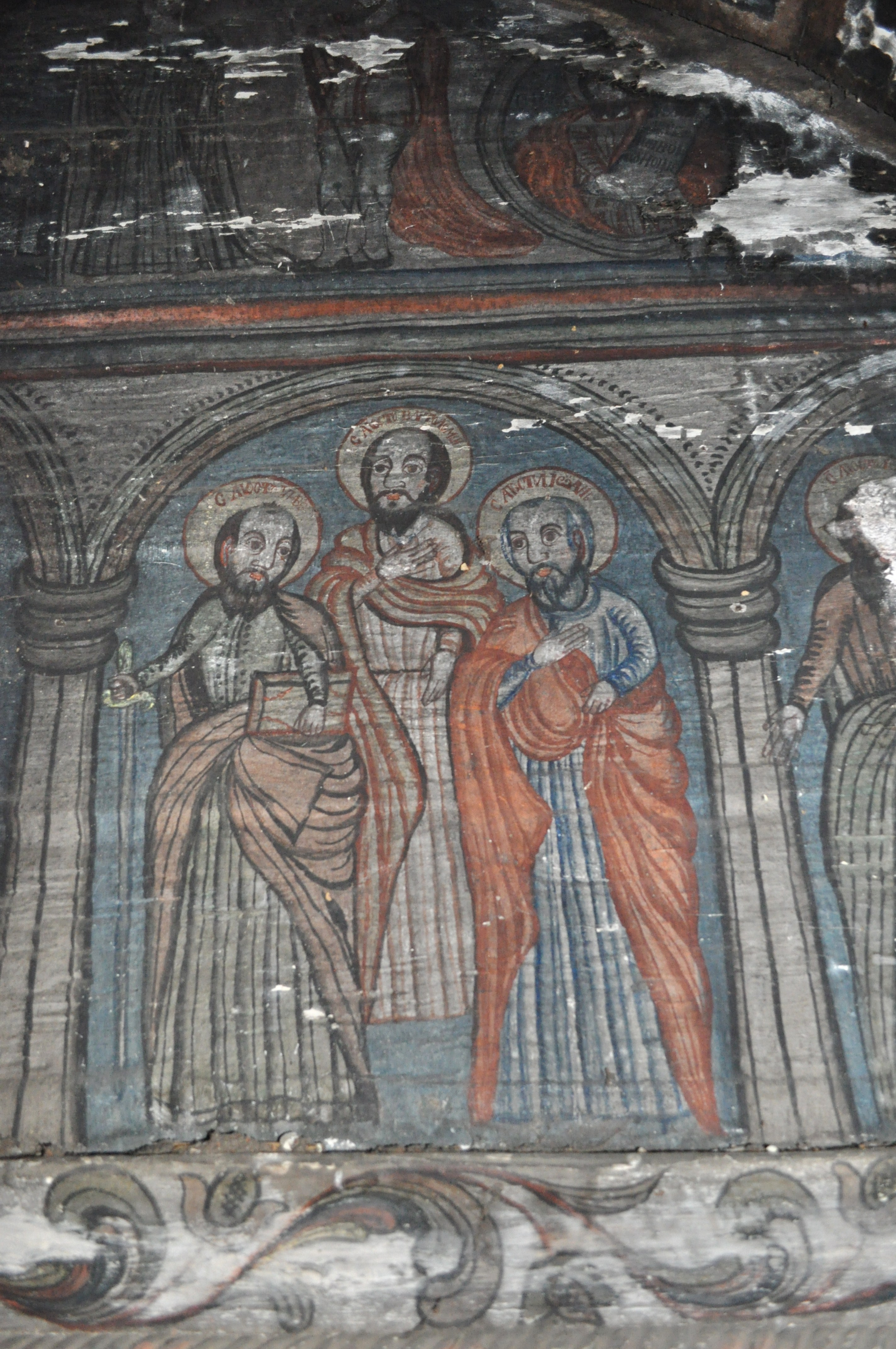
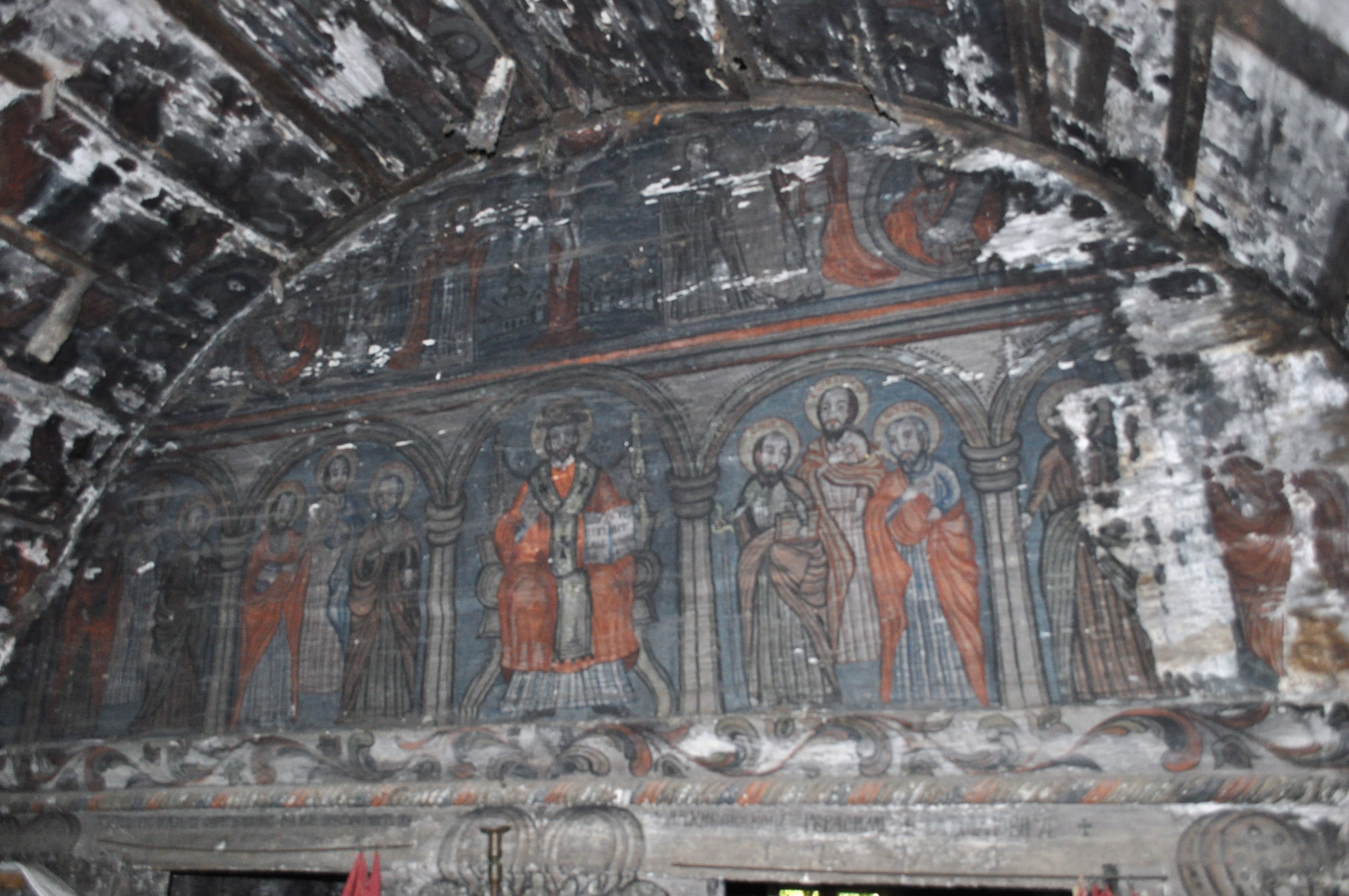
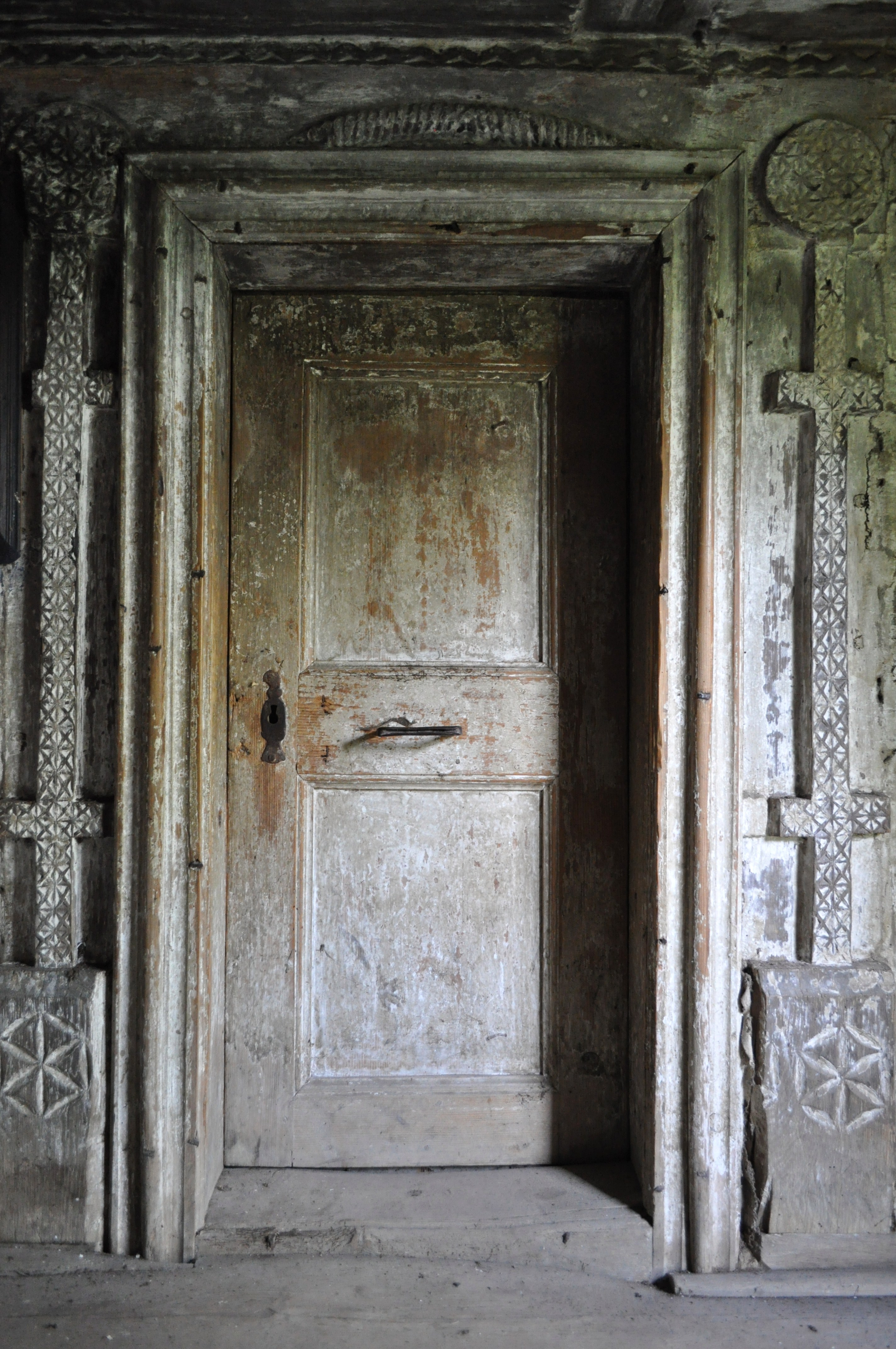
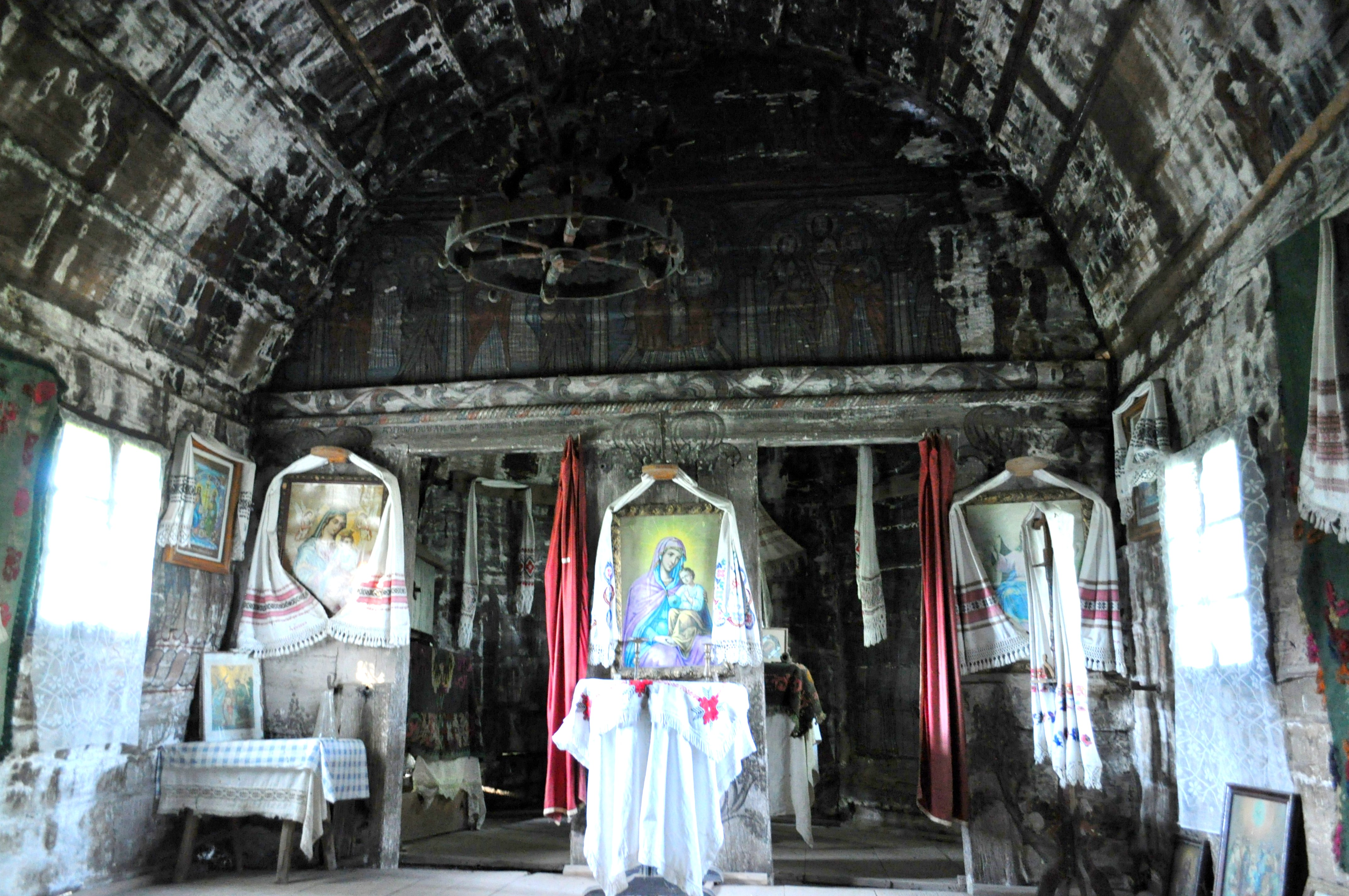
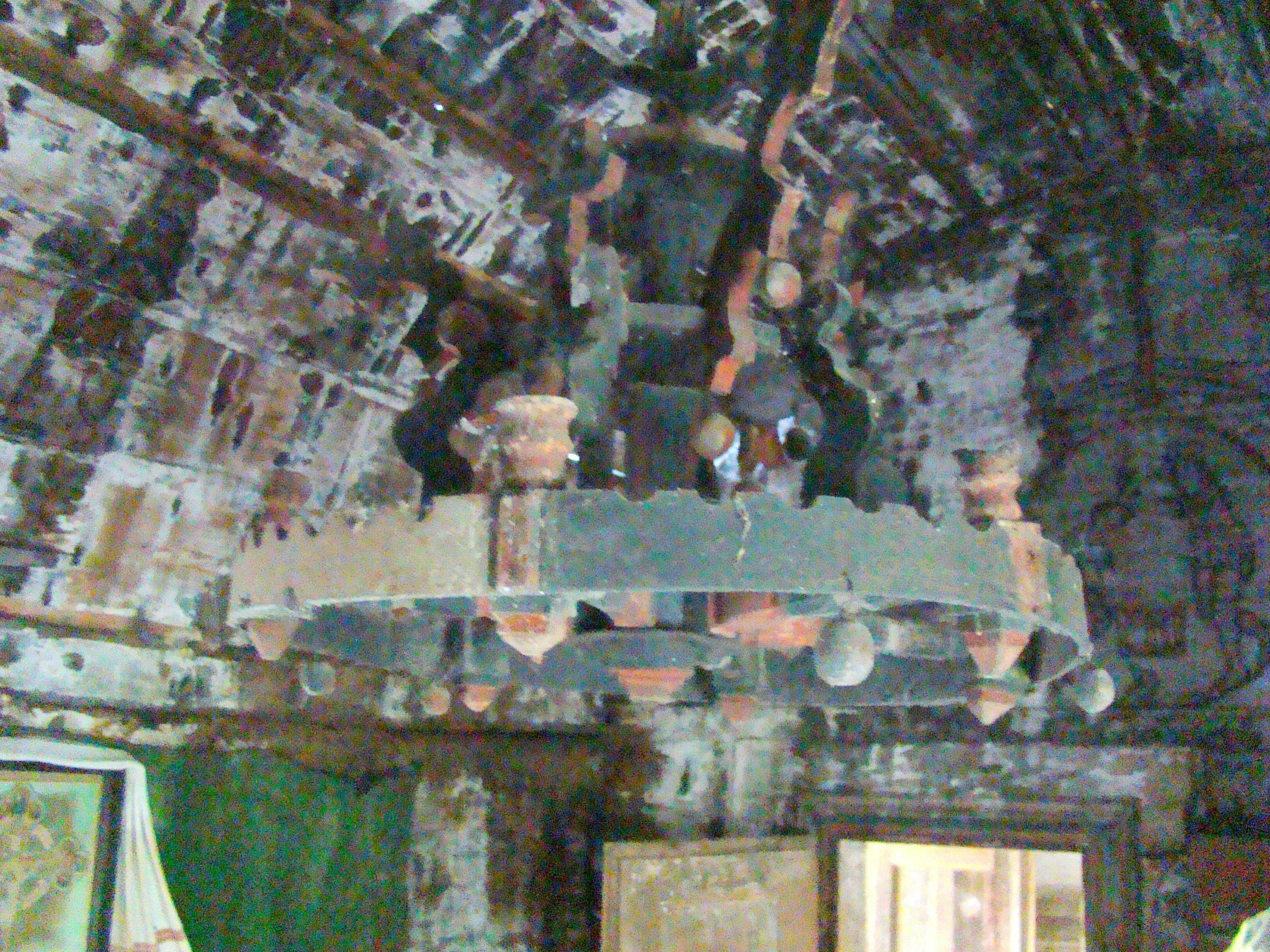
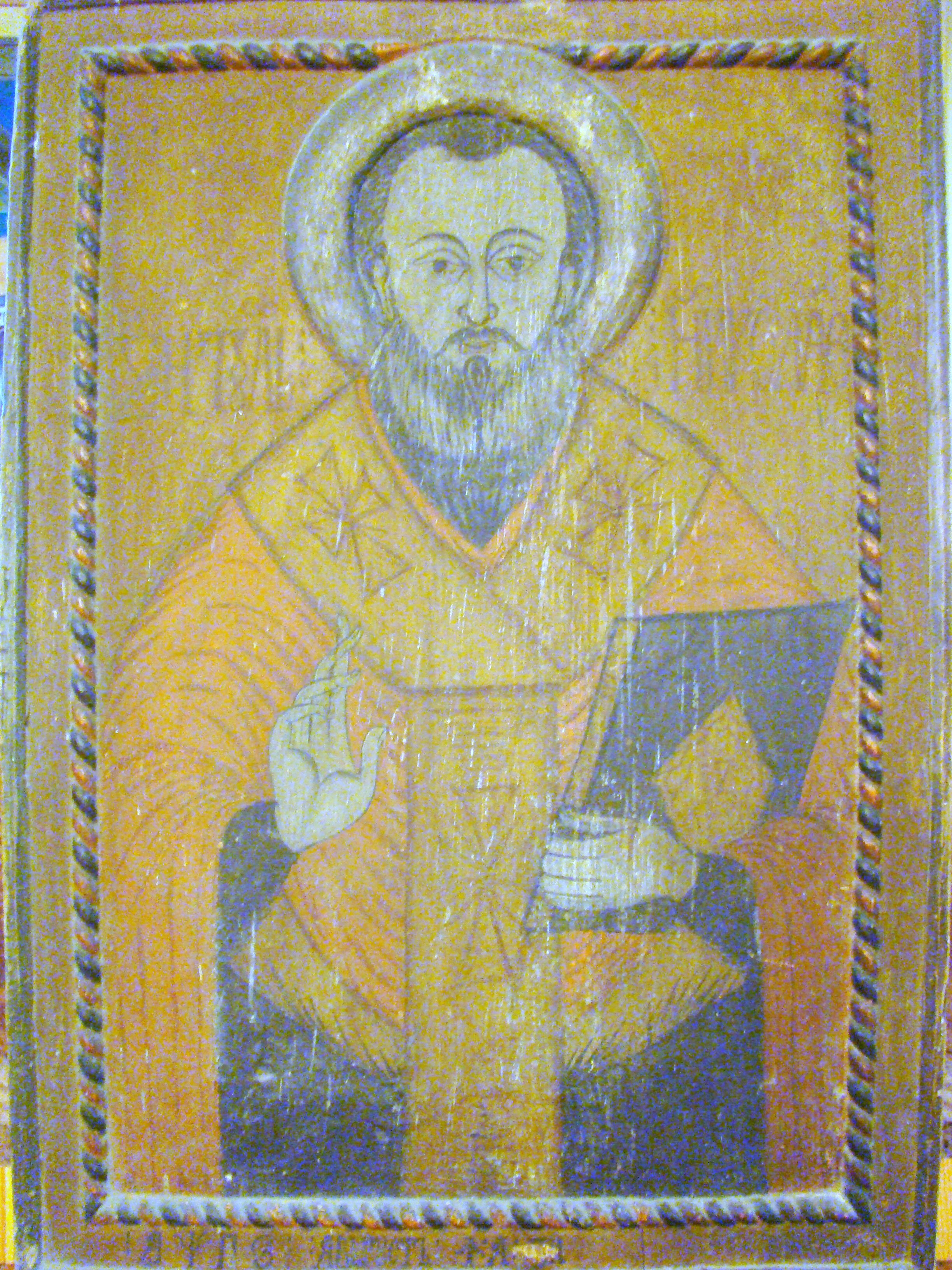
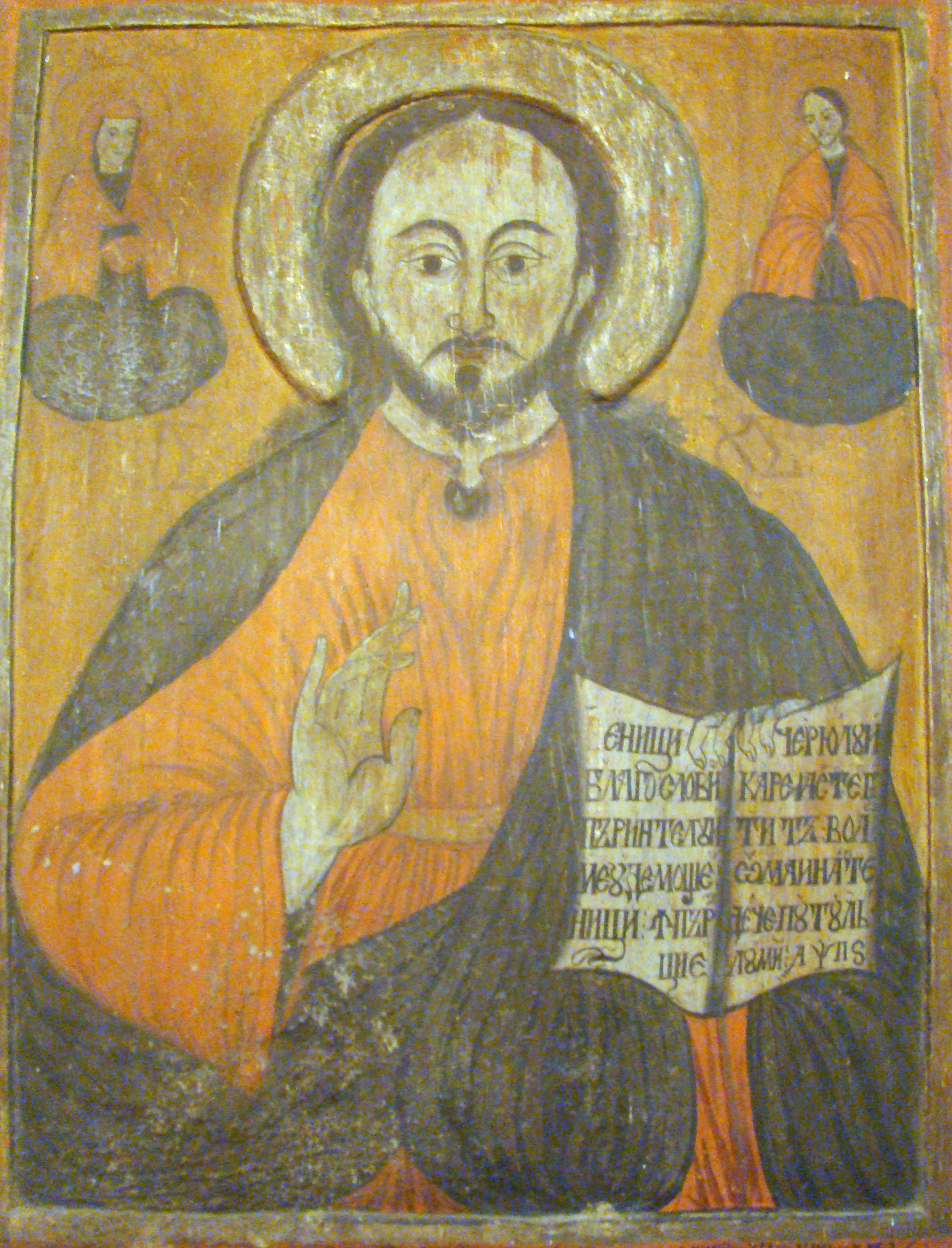
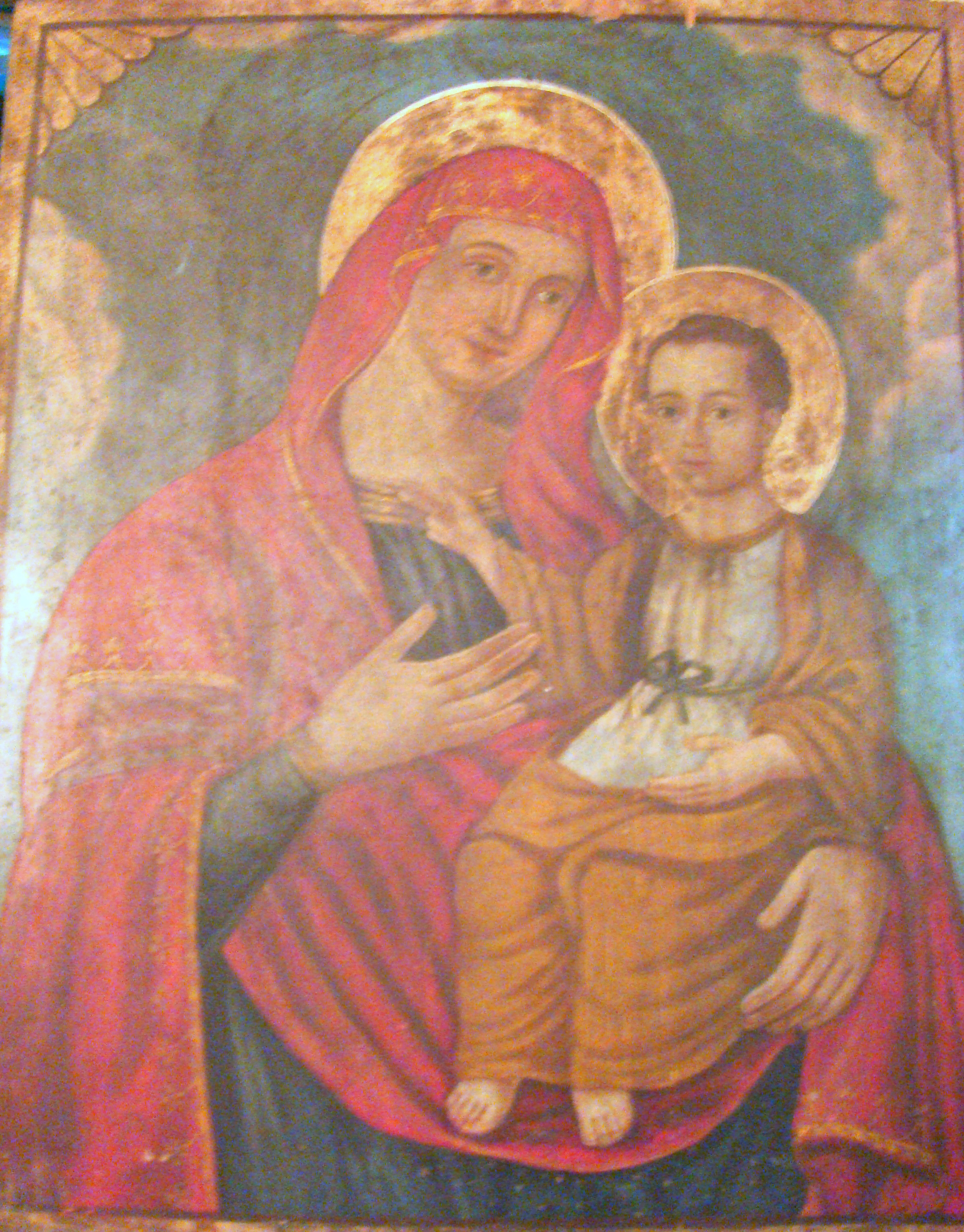
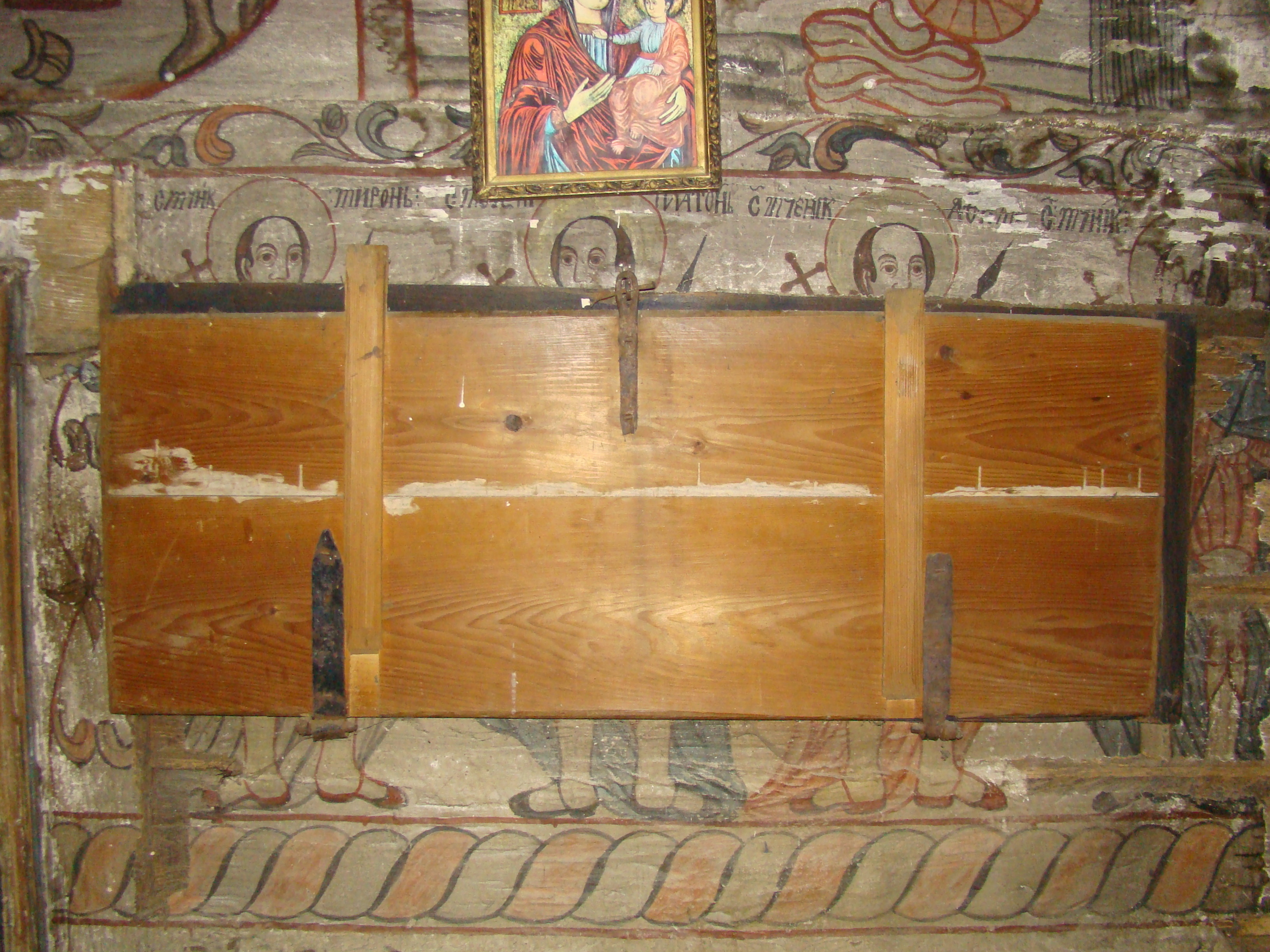
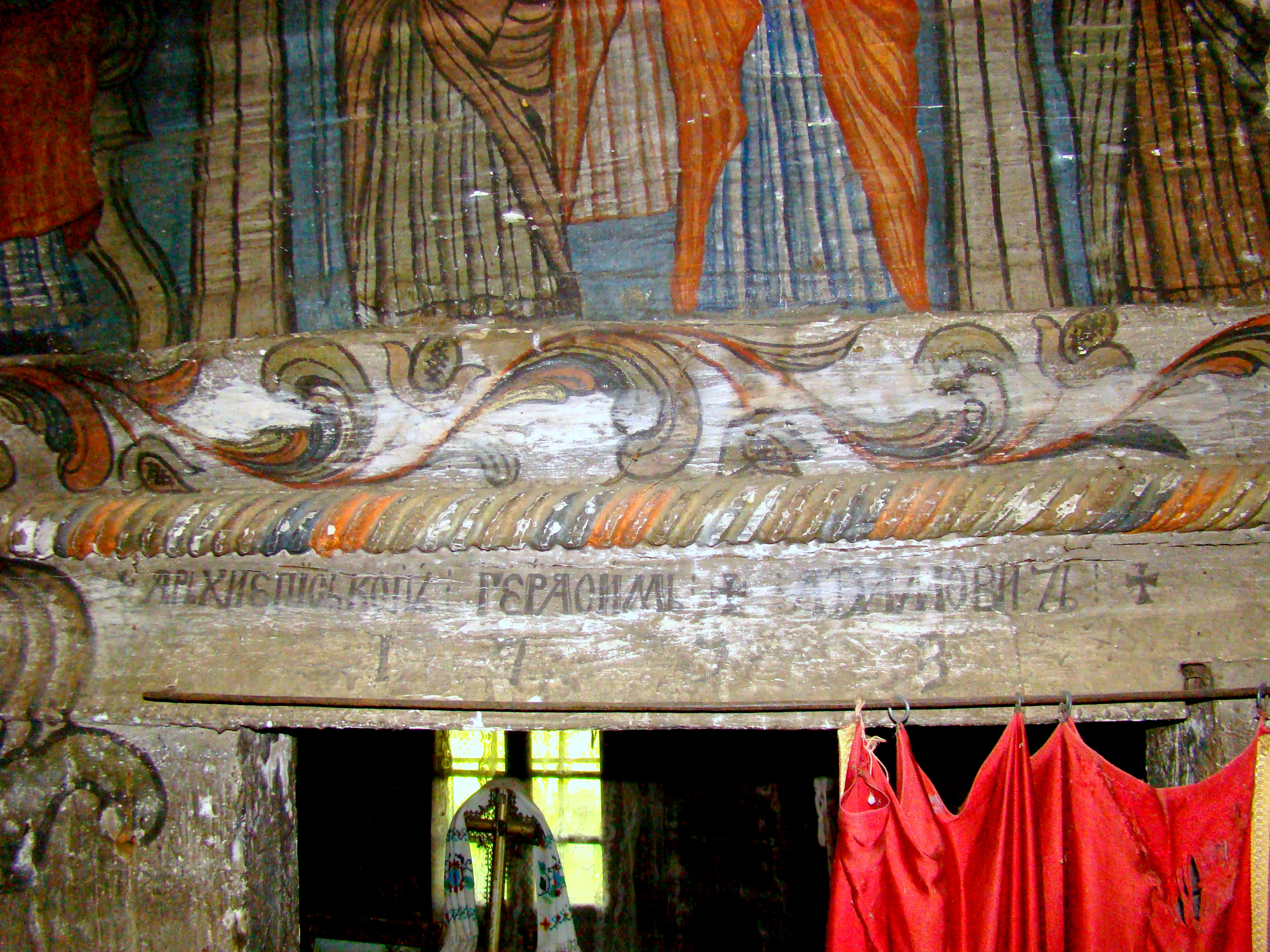
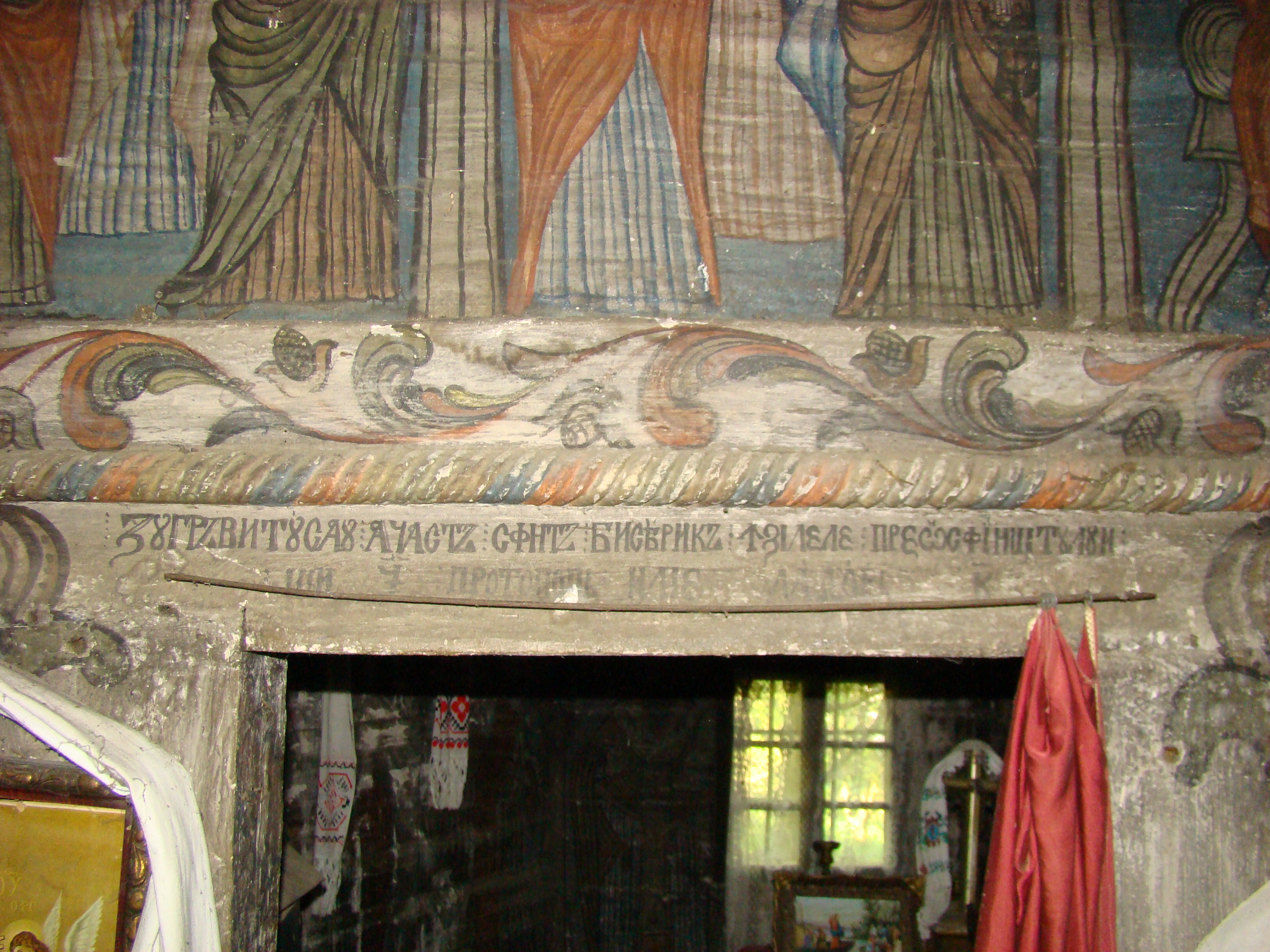
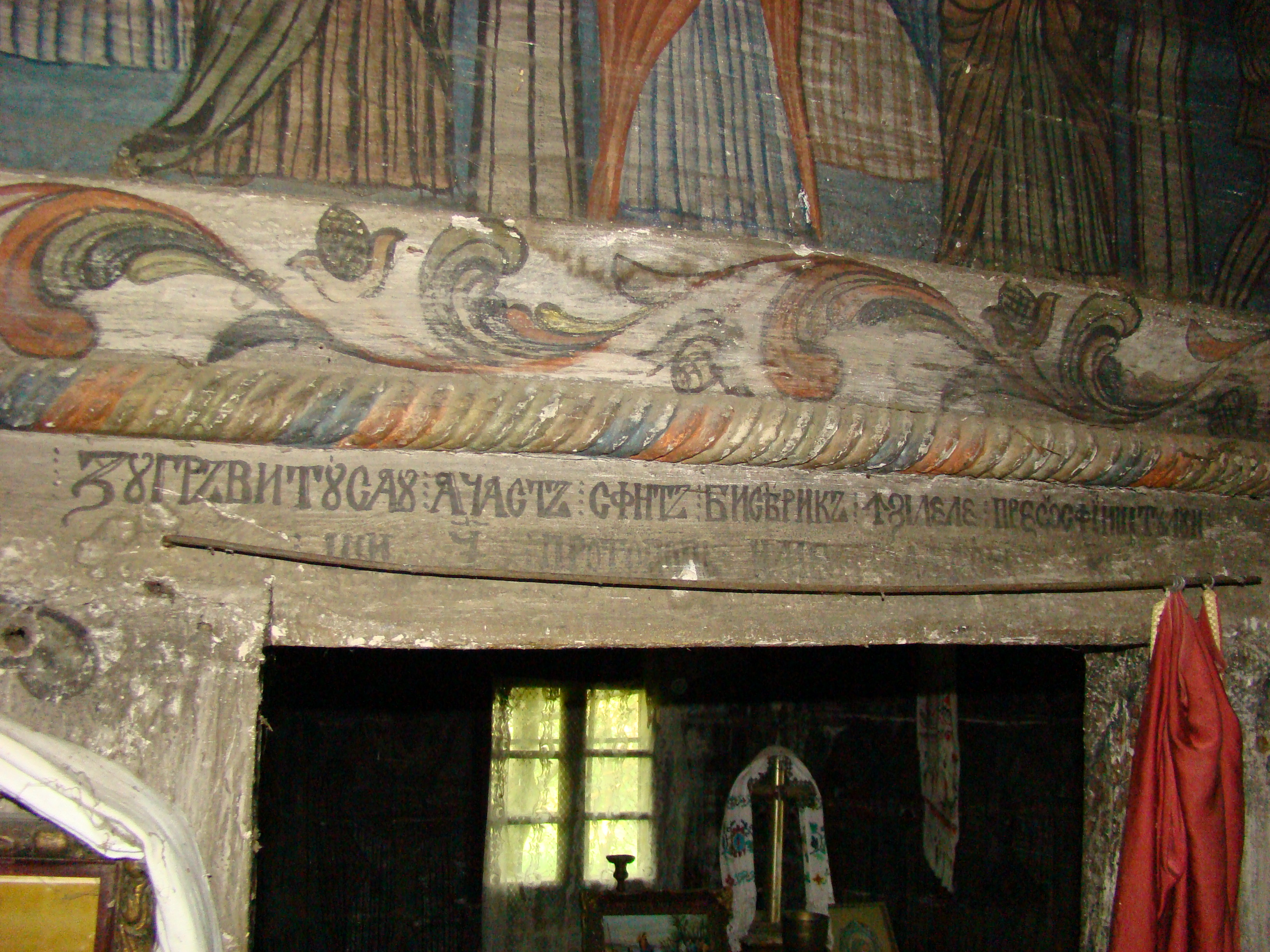
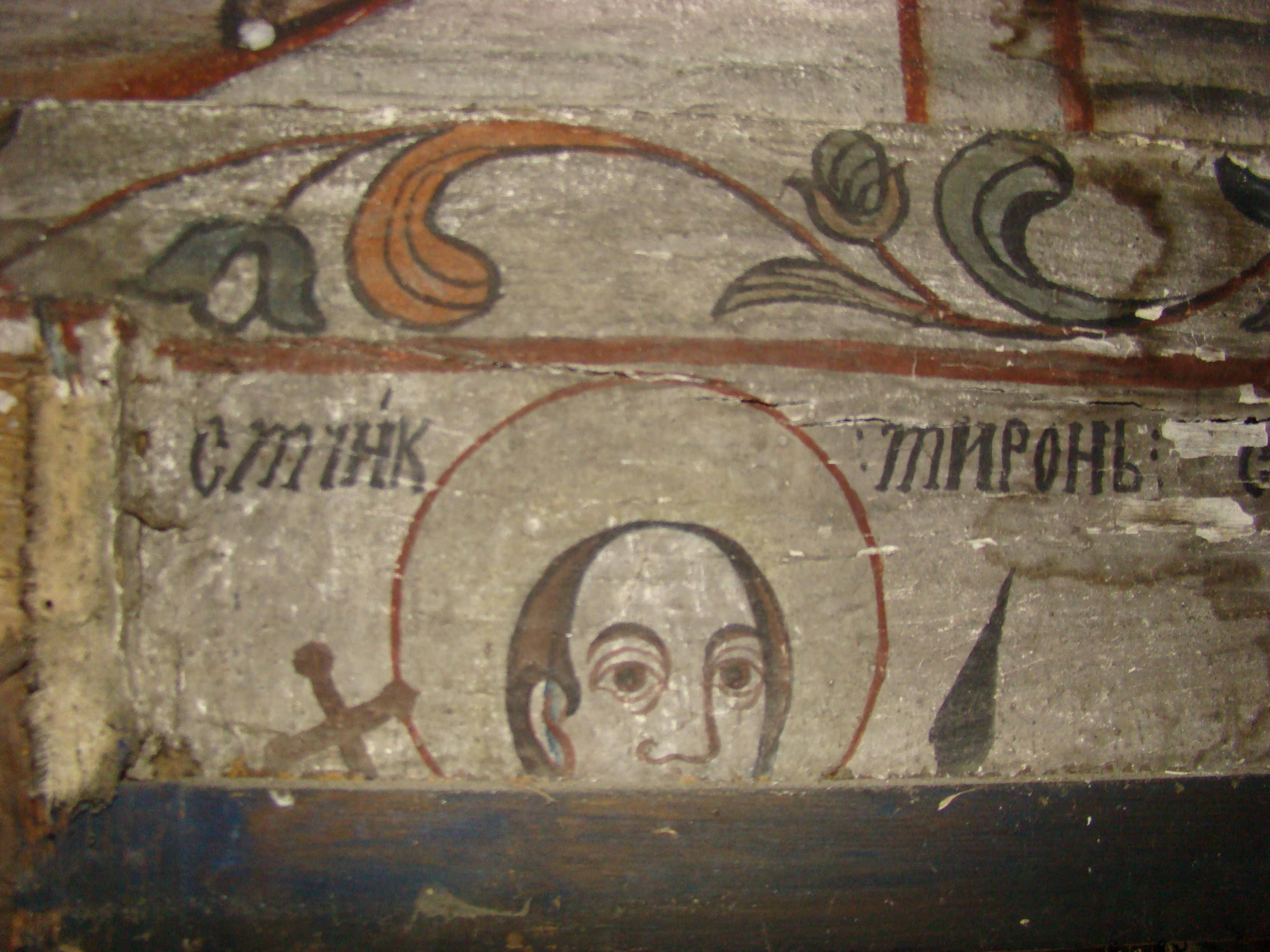
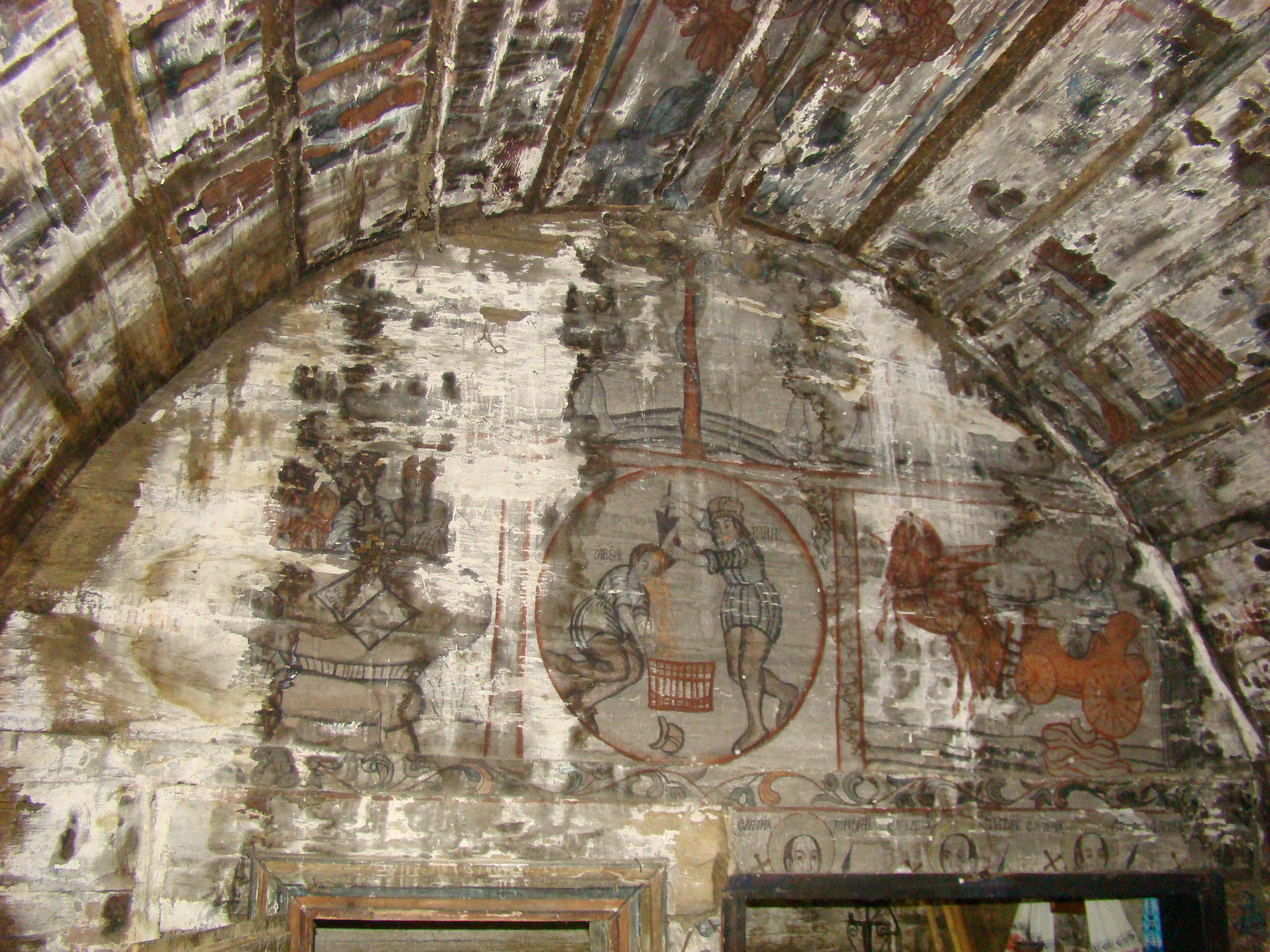
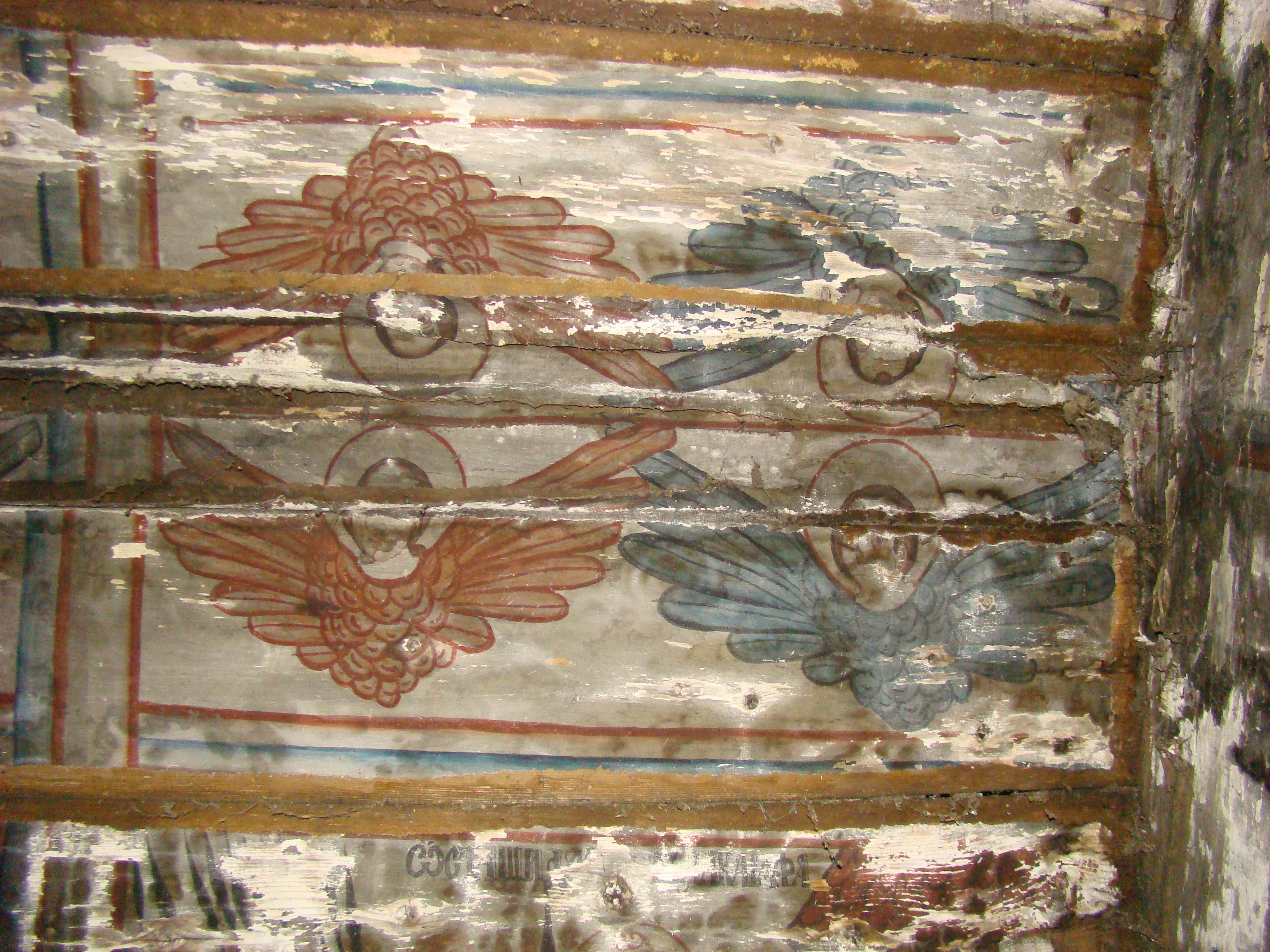
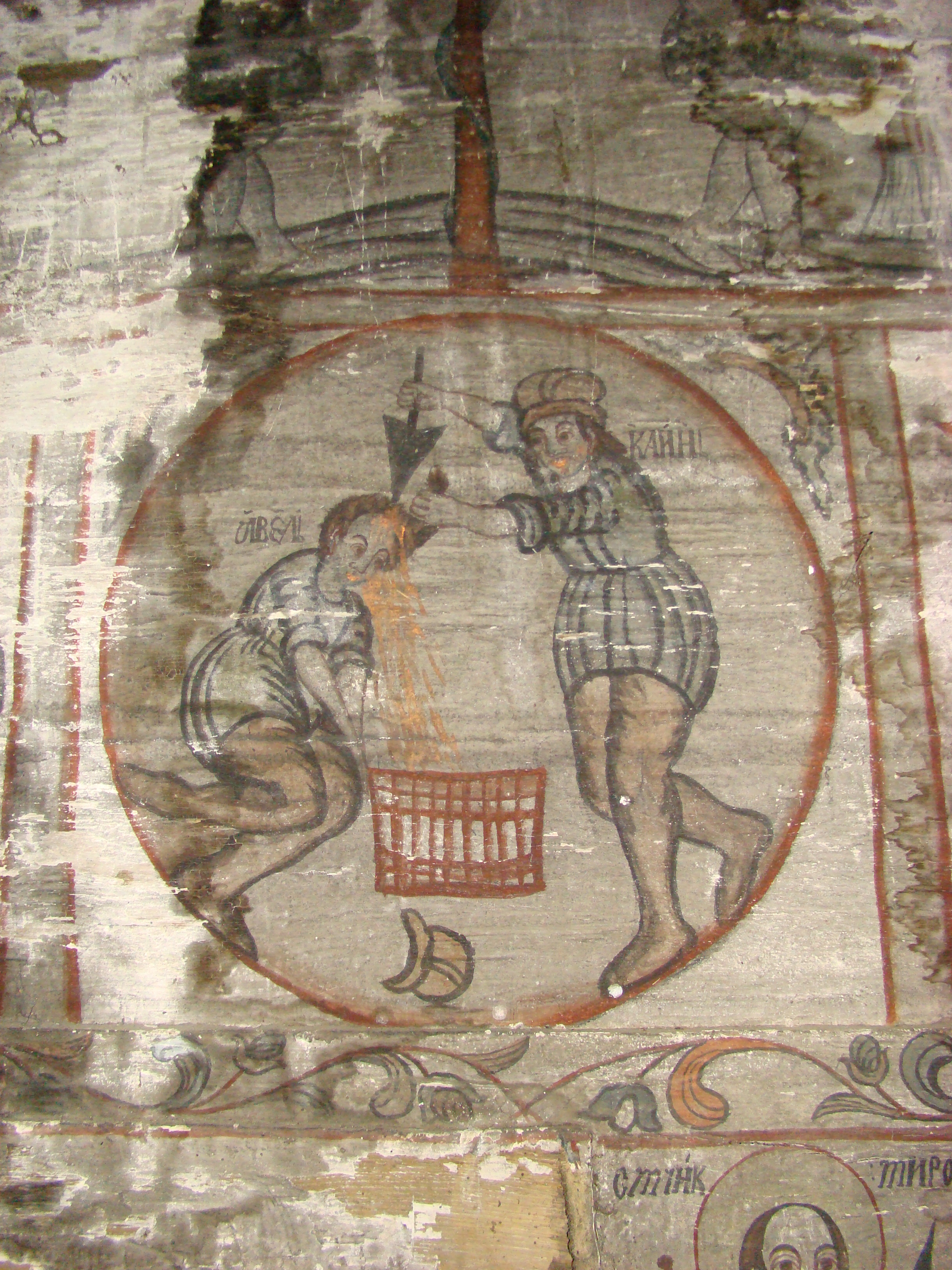
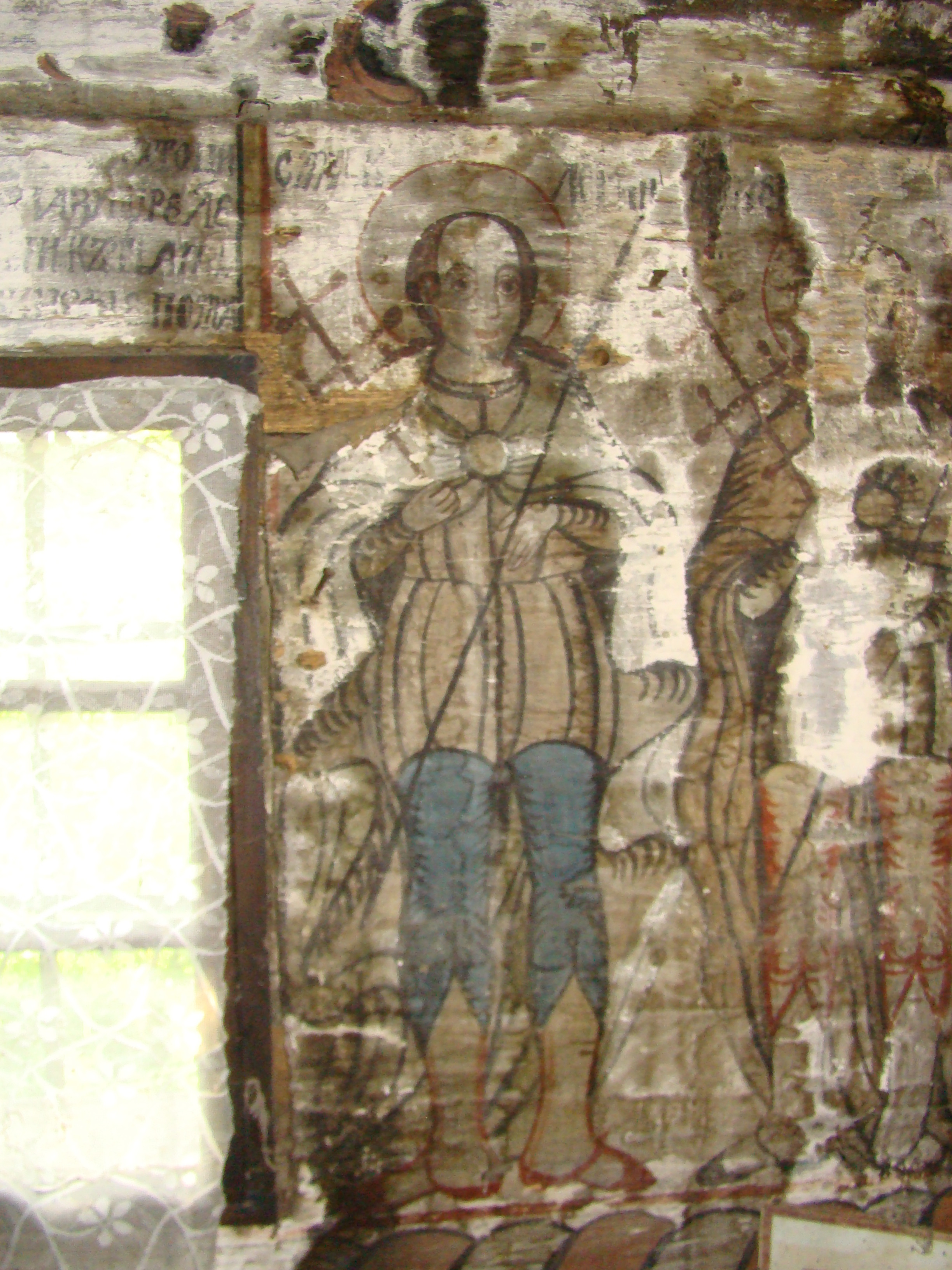
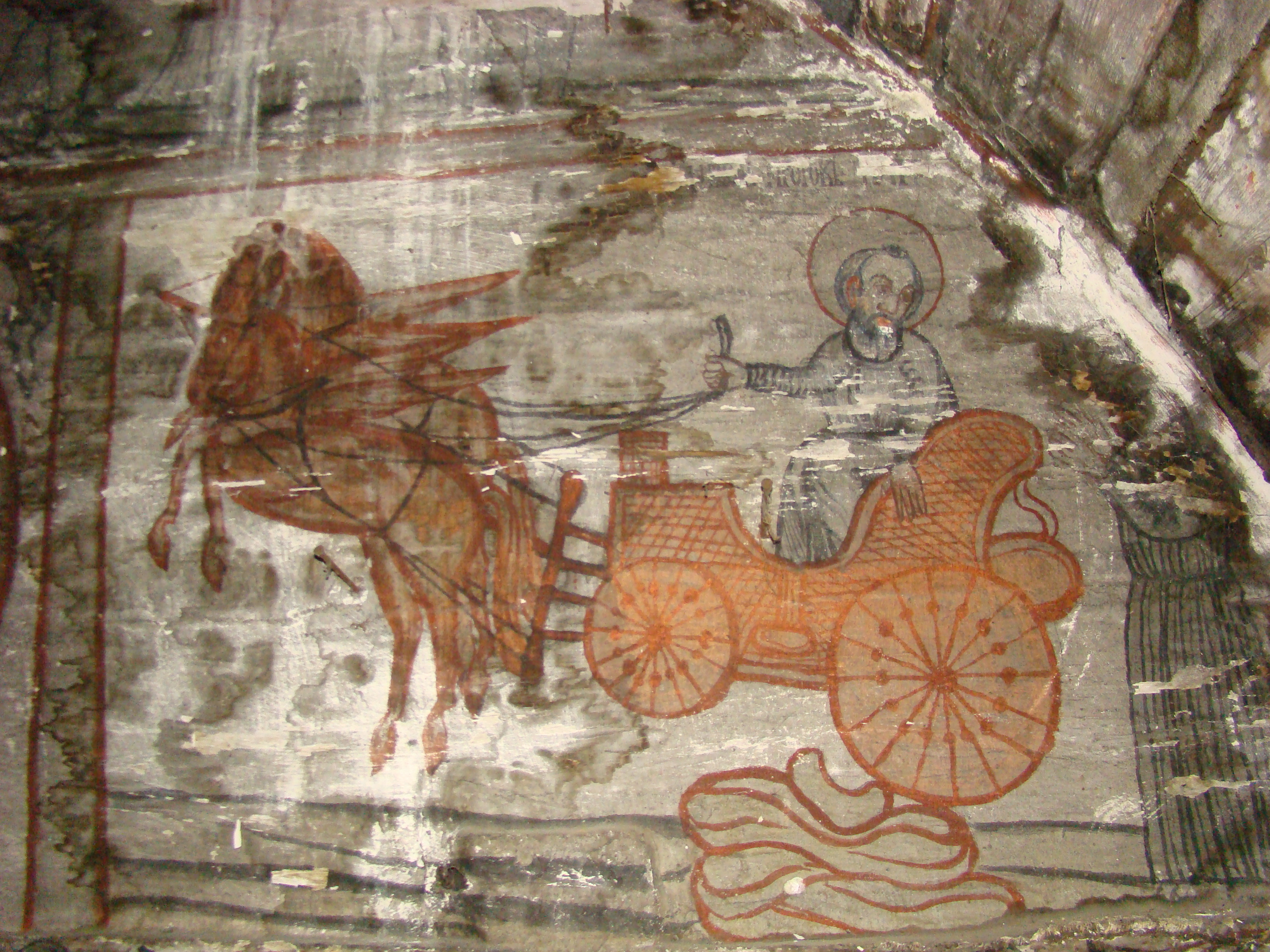
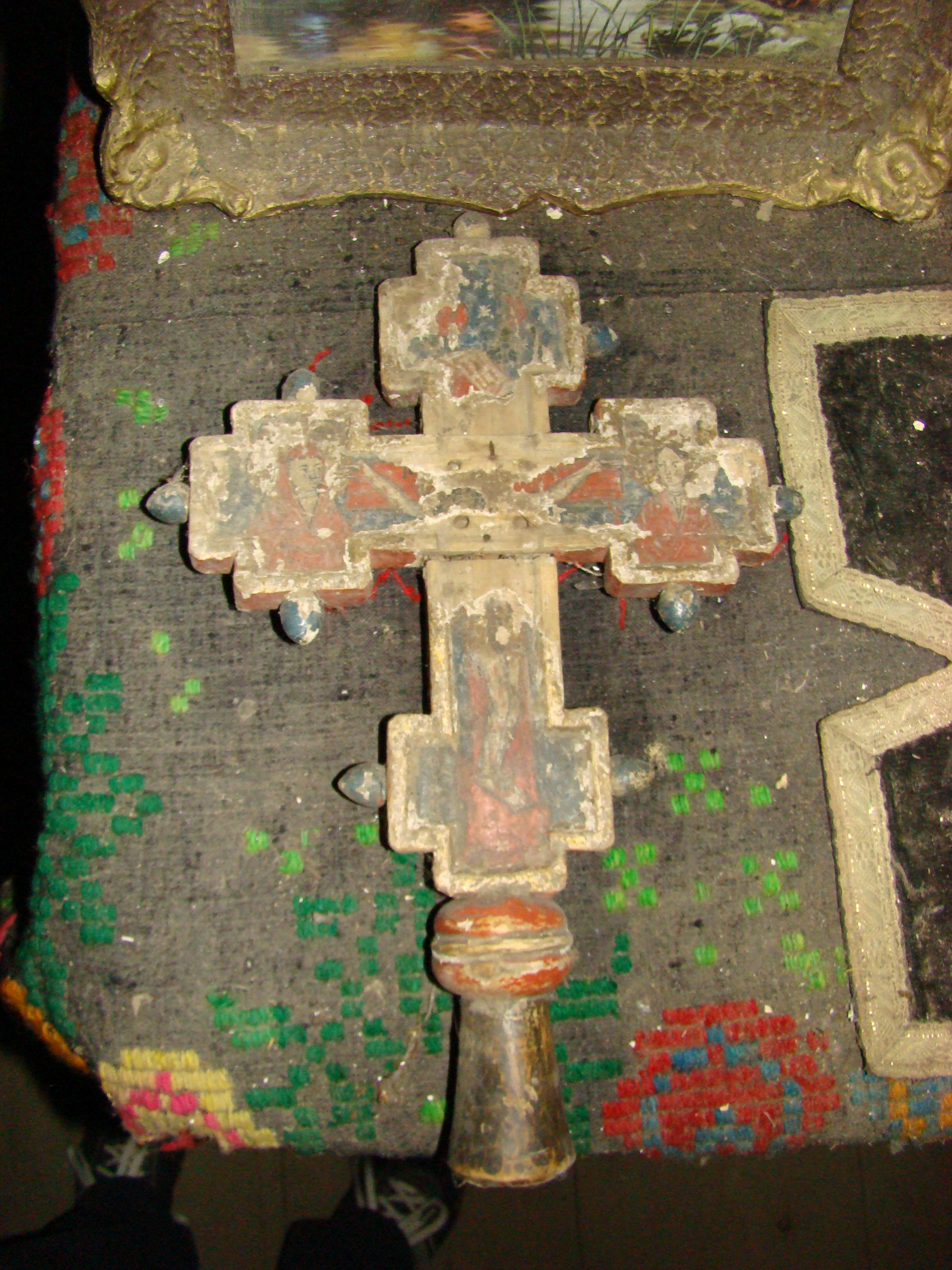
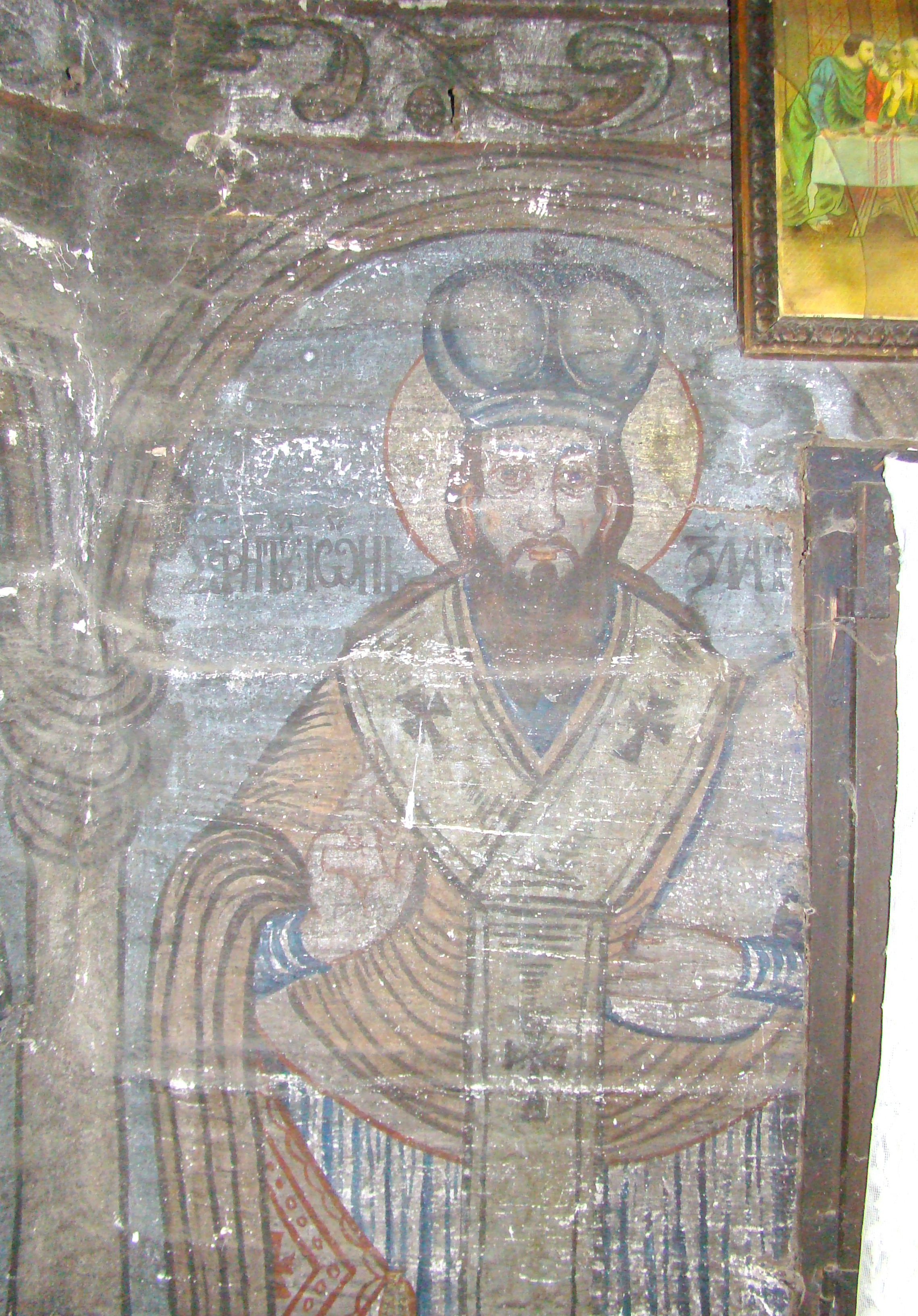
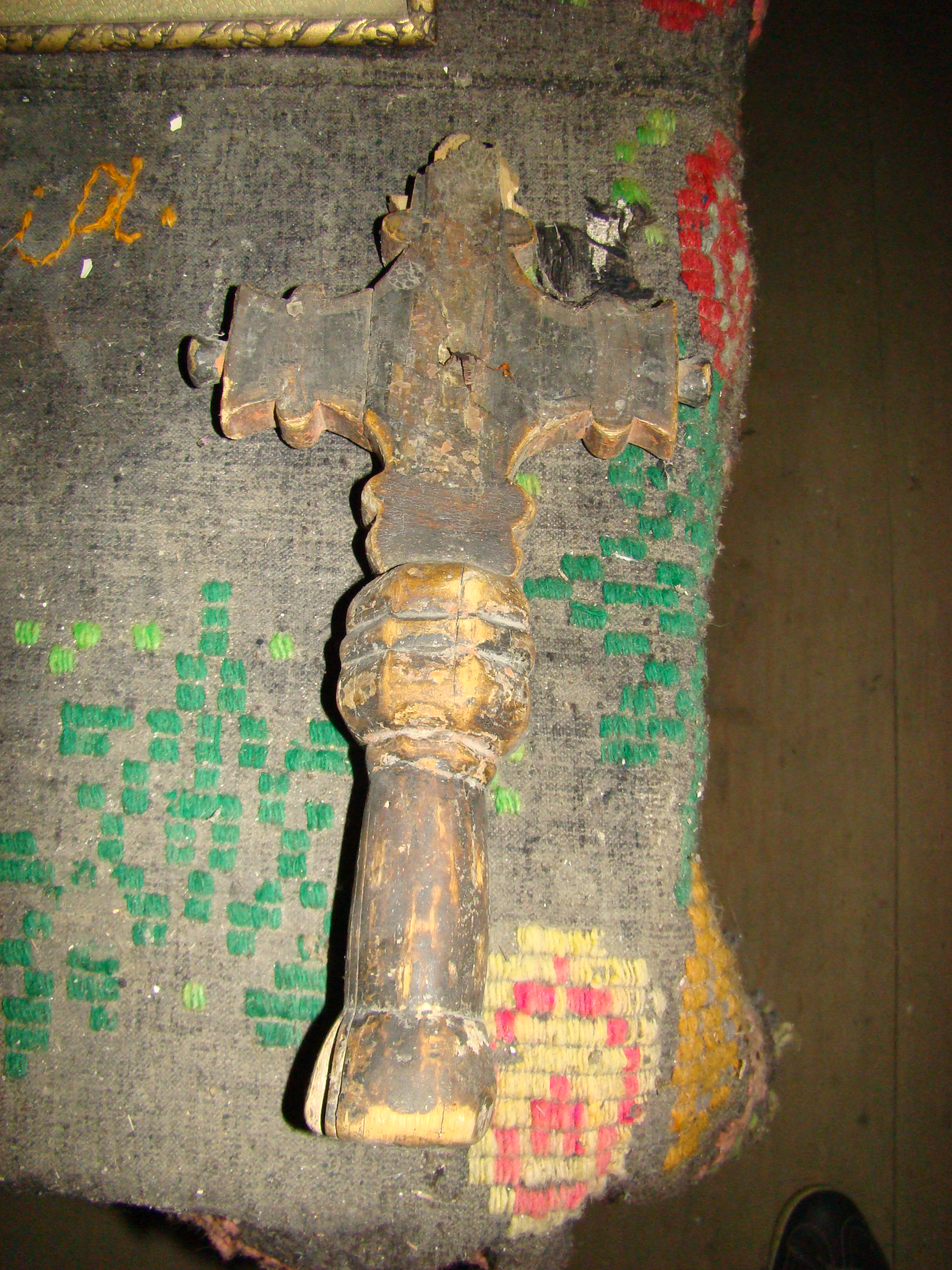
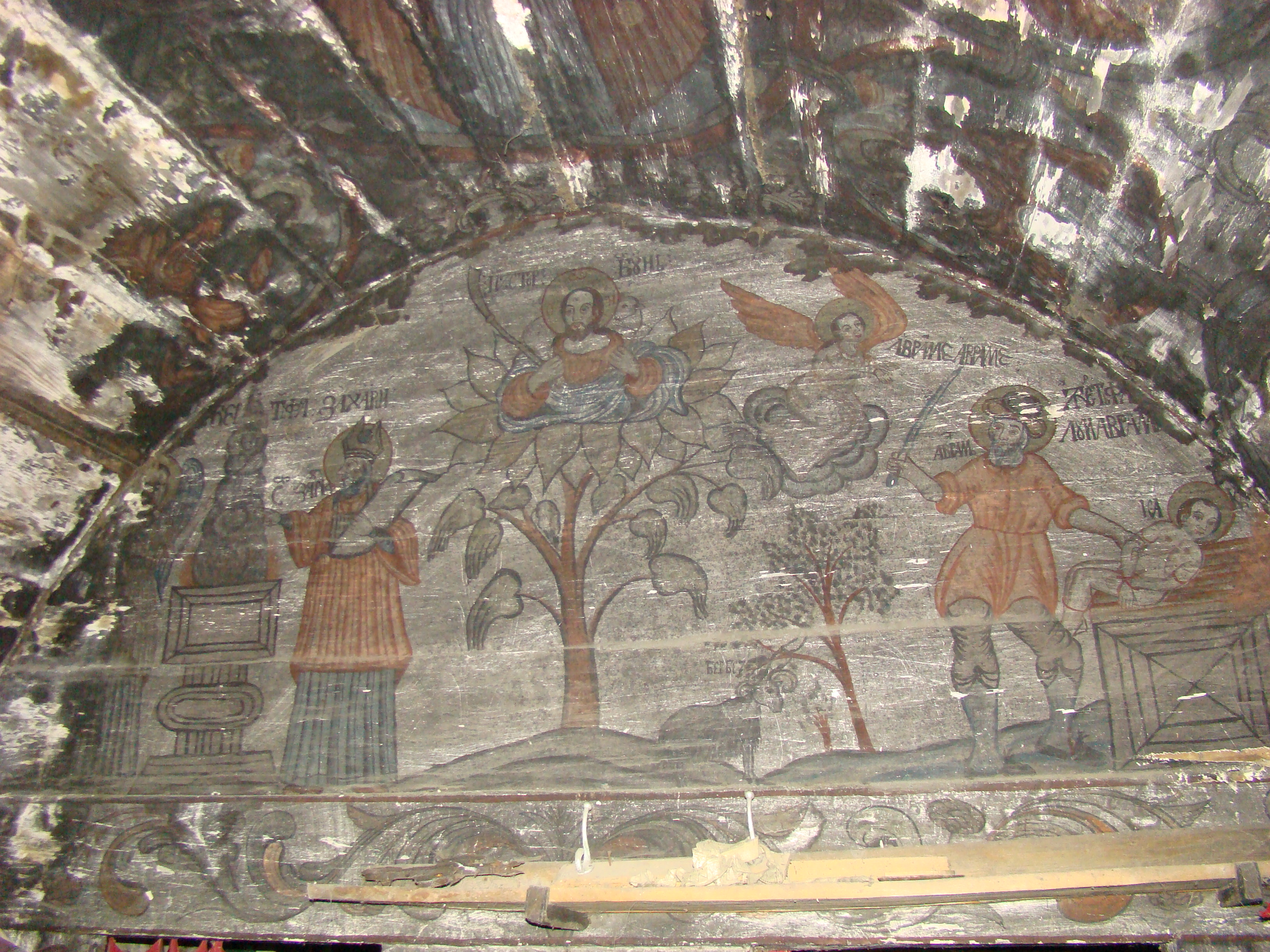
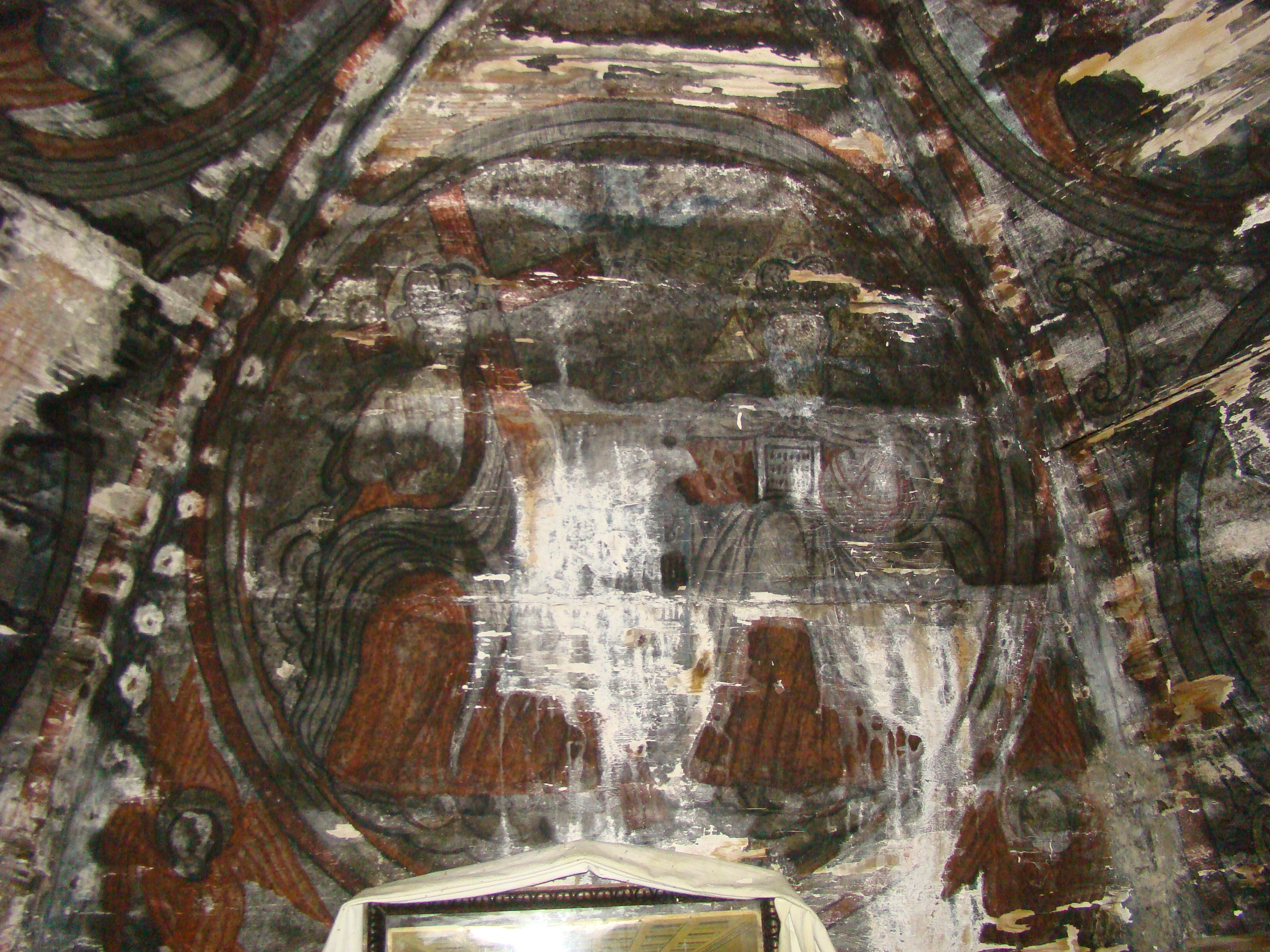
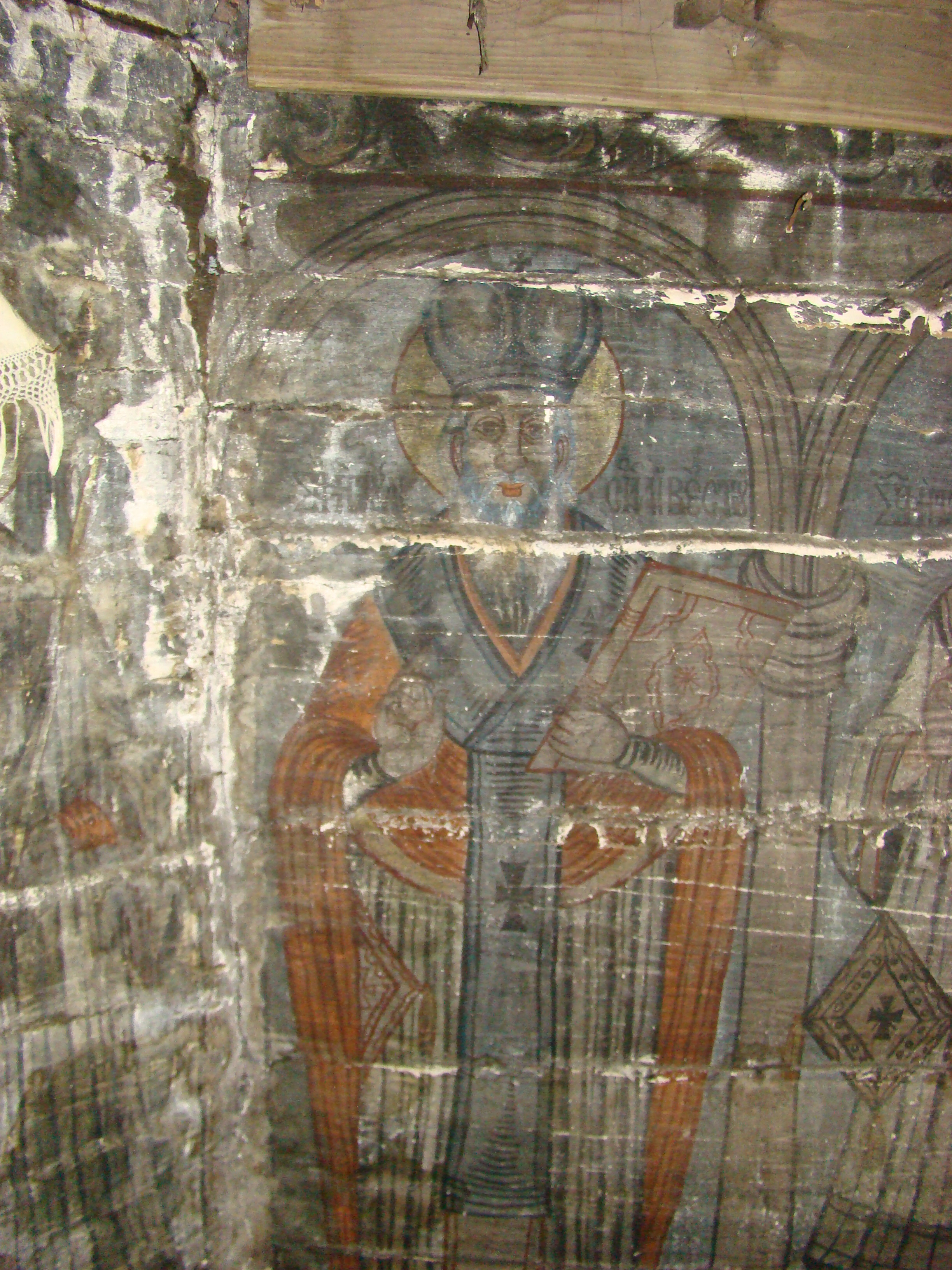
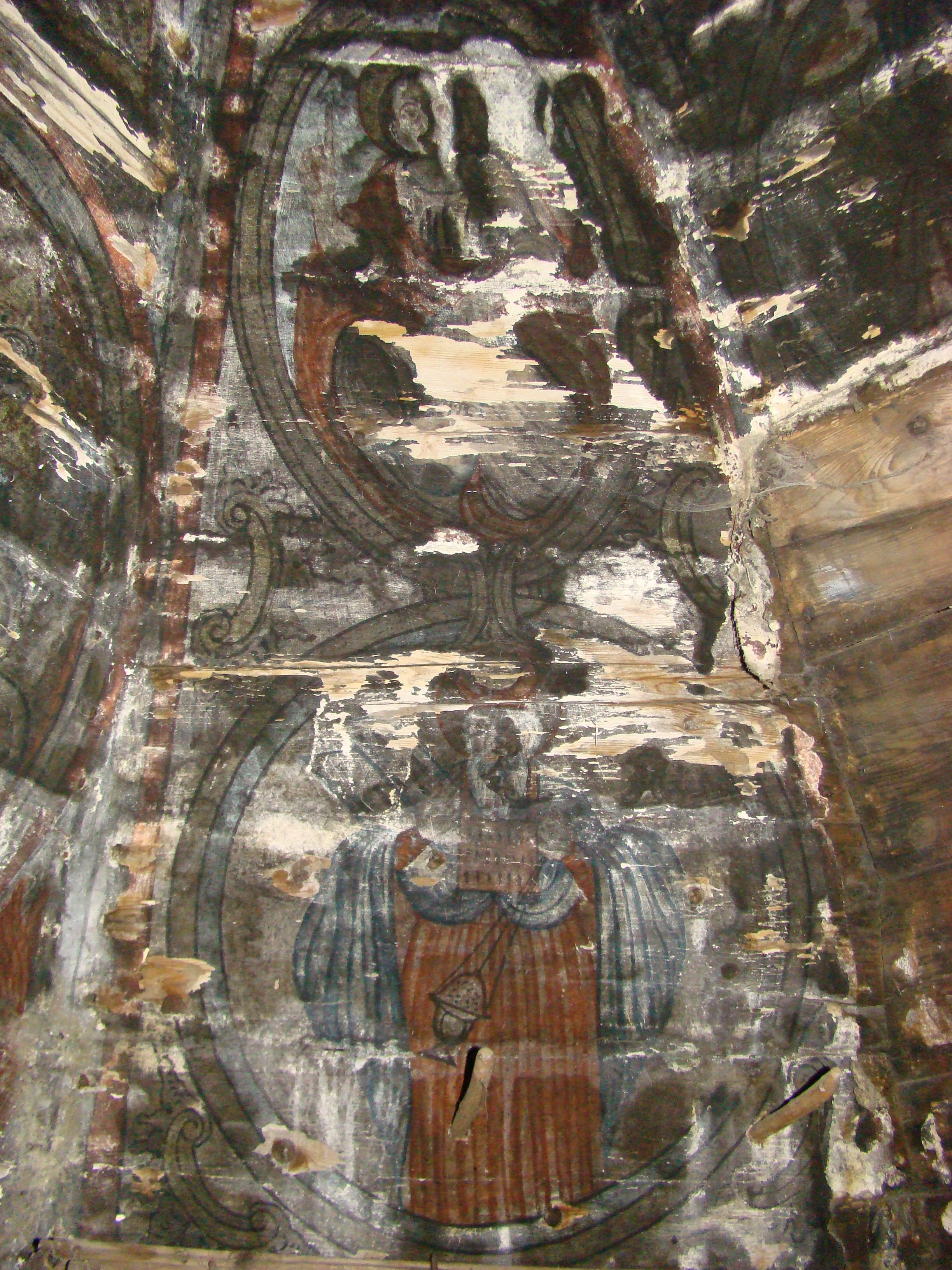
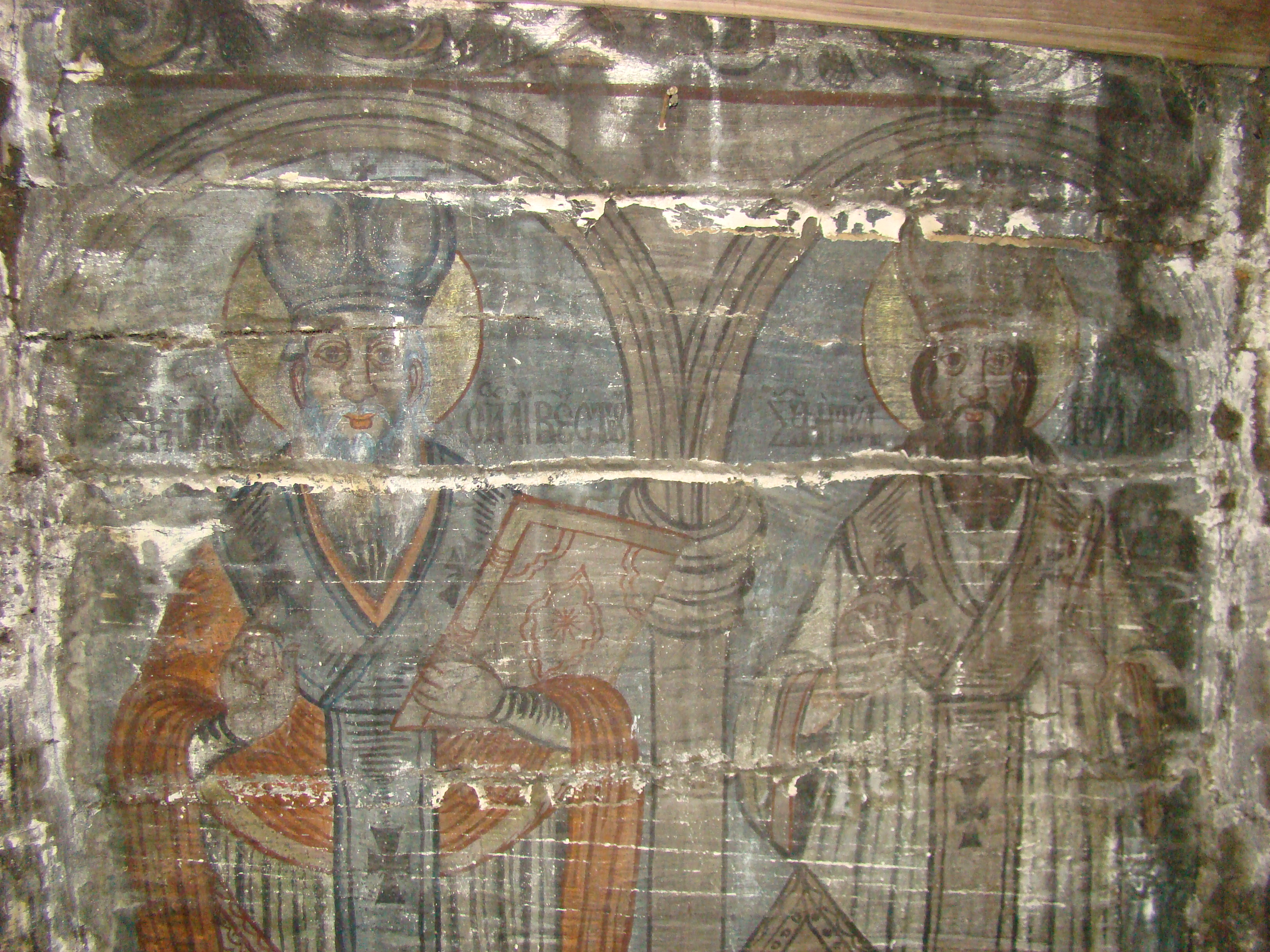
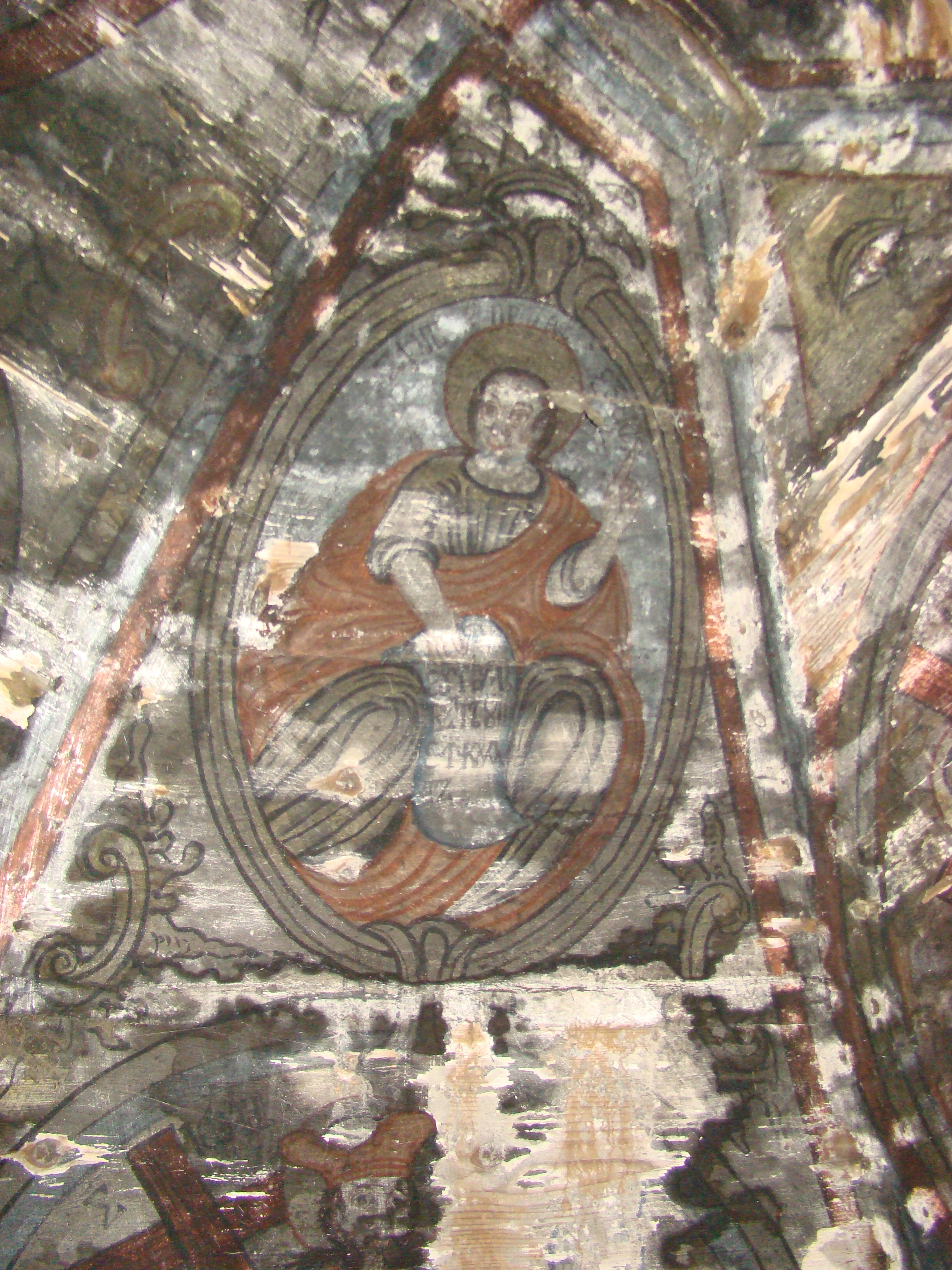
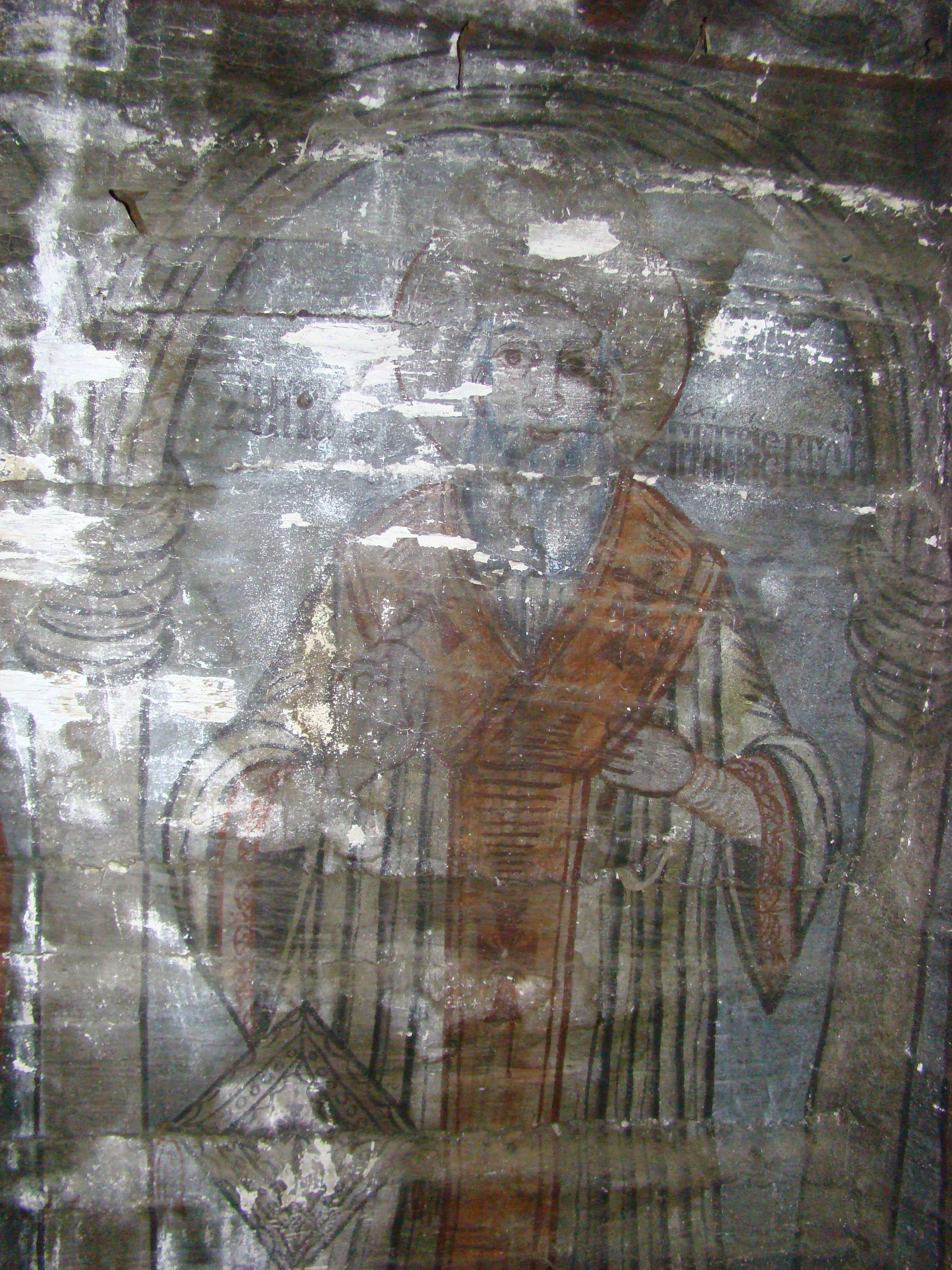
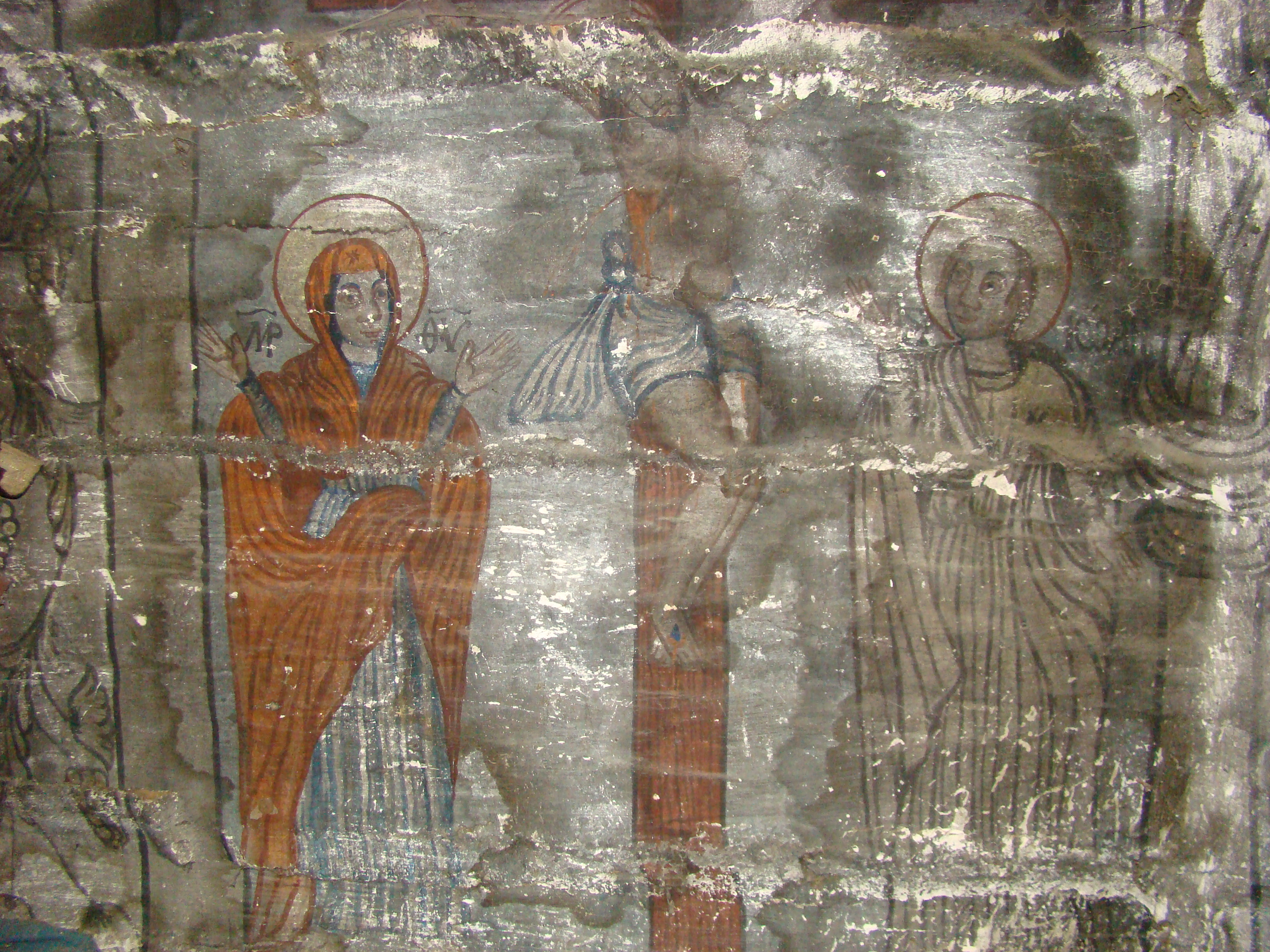
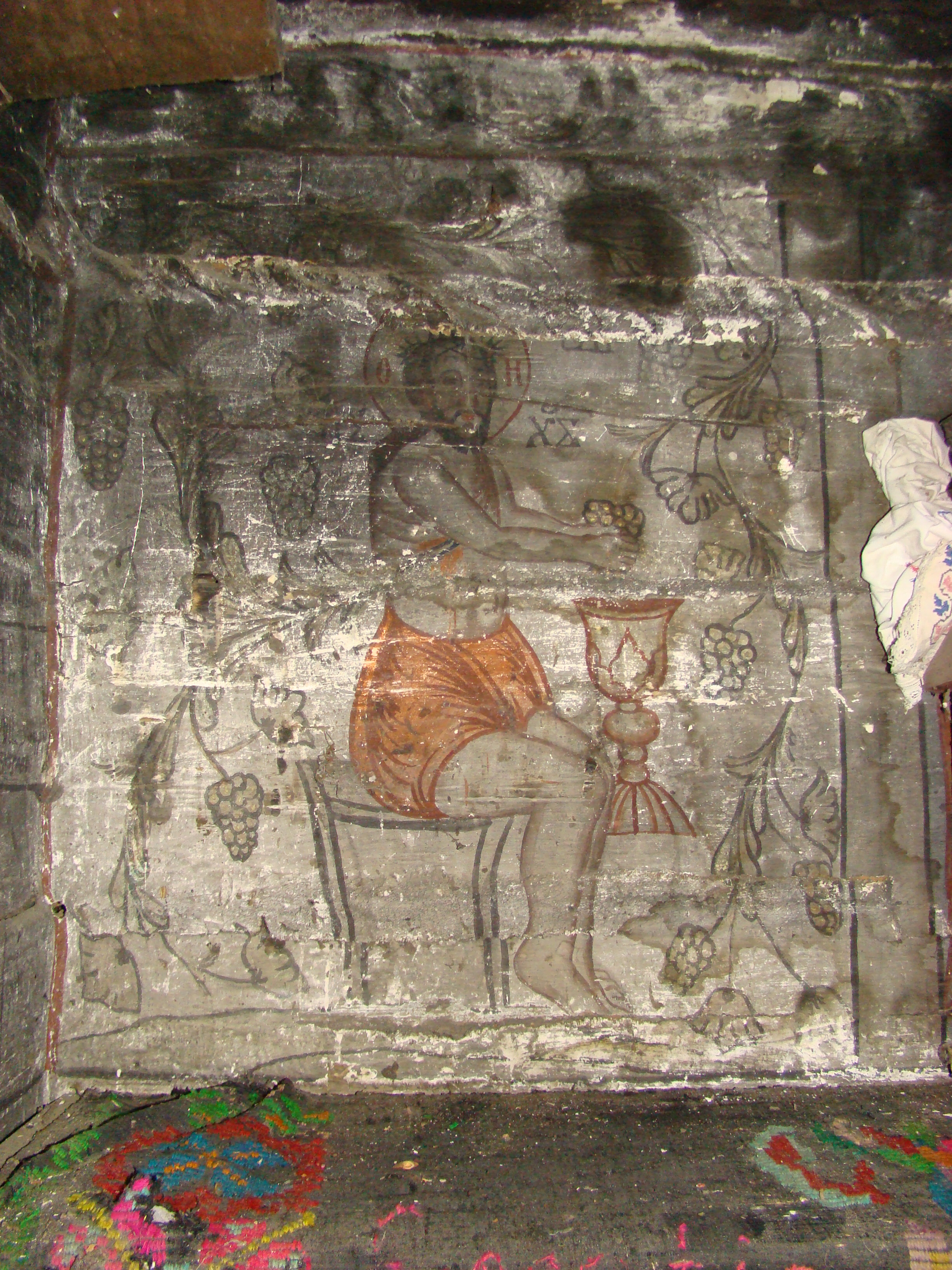
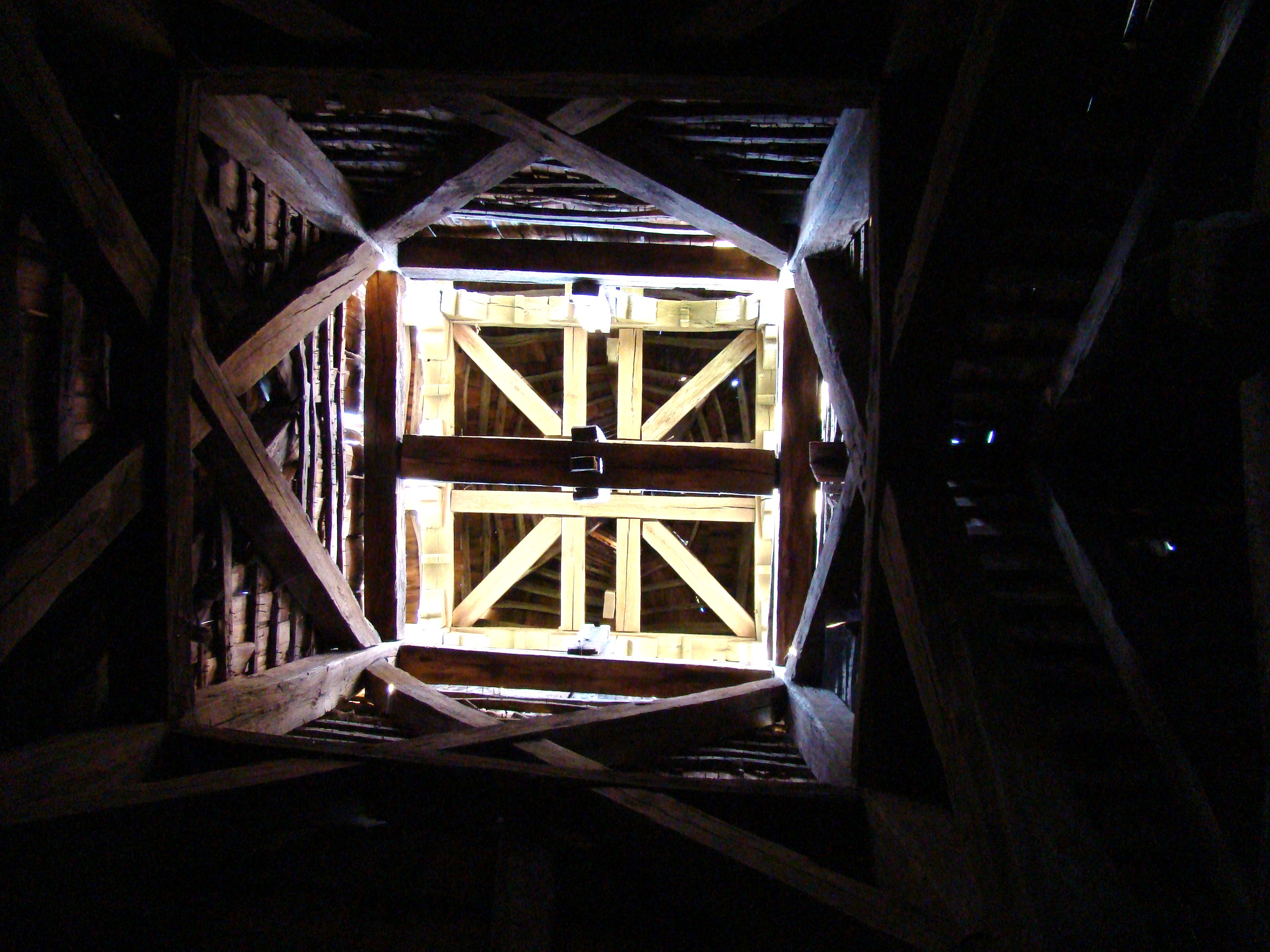
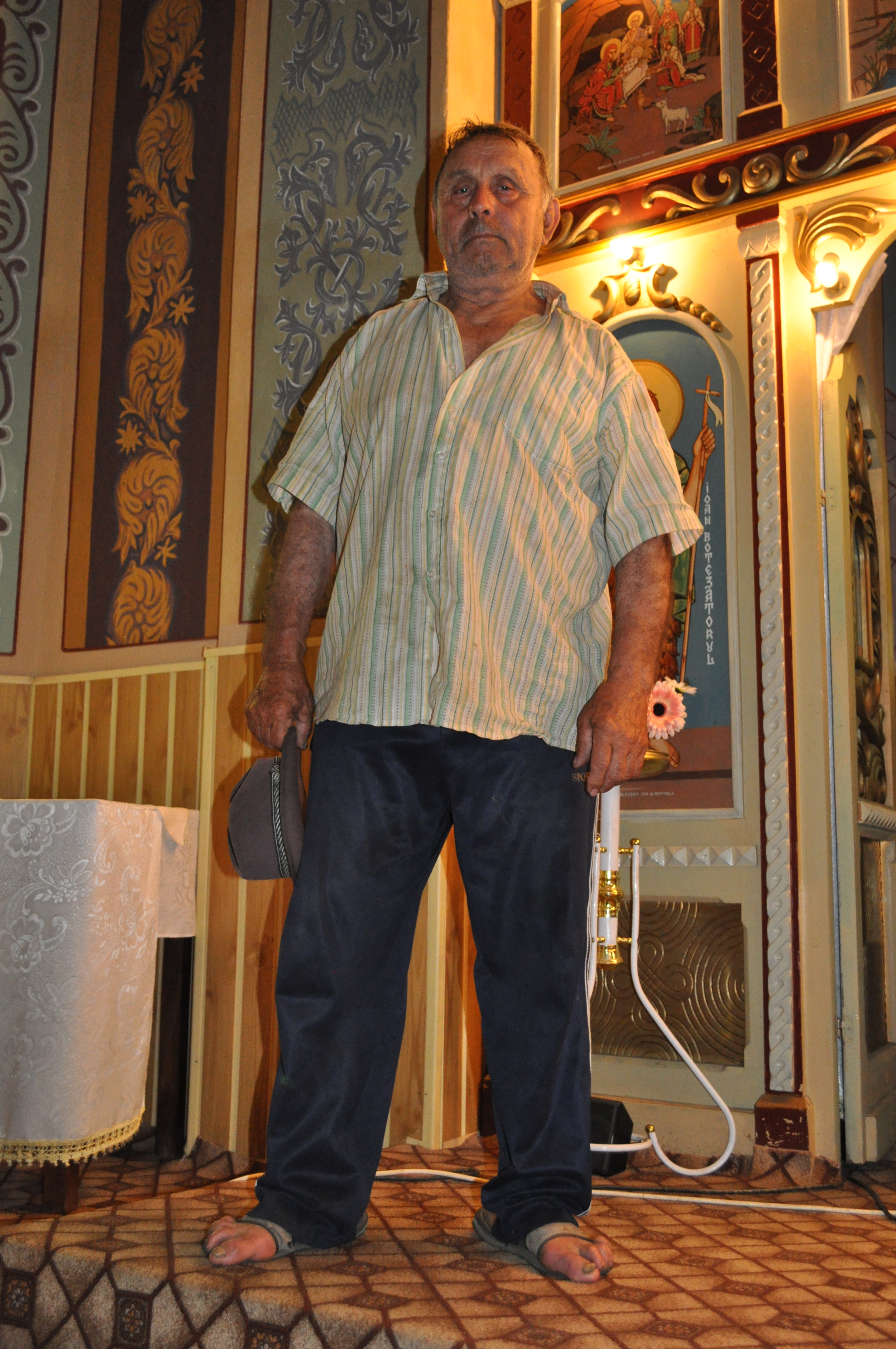
Sfătul